# Famille Bonnasse
Pour les articles homonymes, voir Bonnasse.

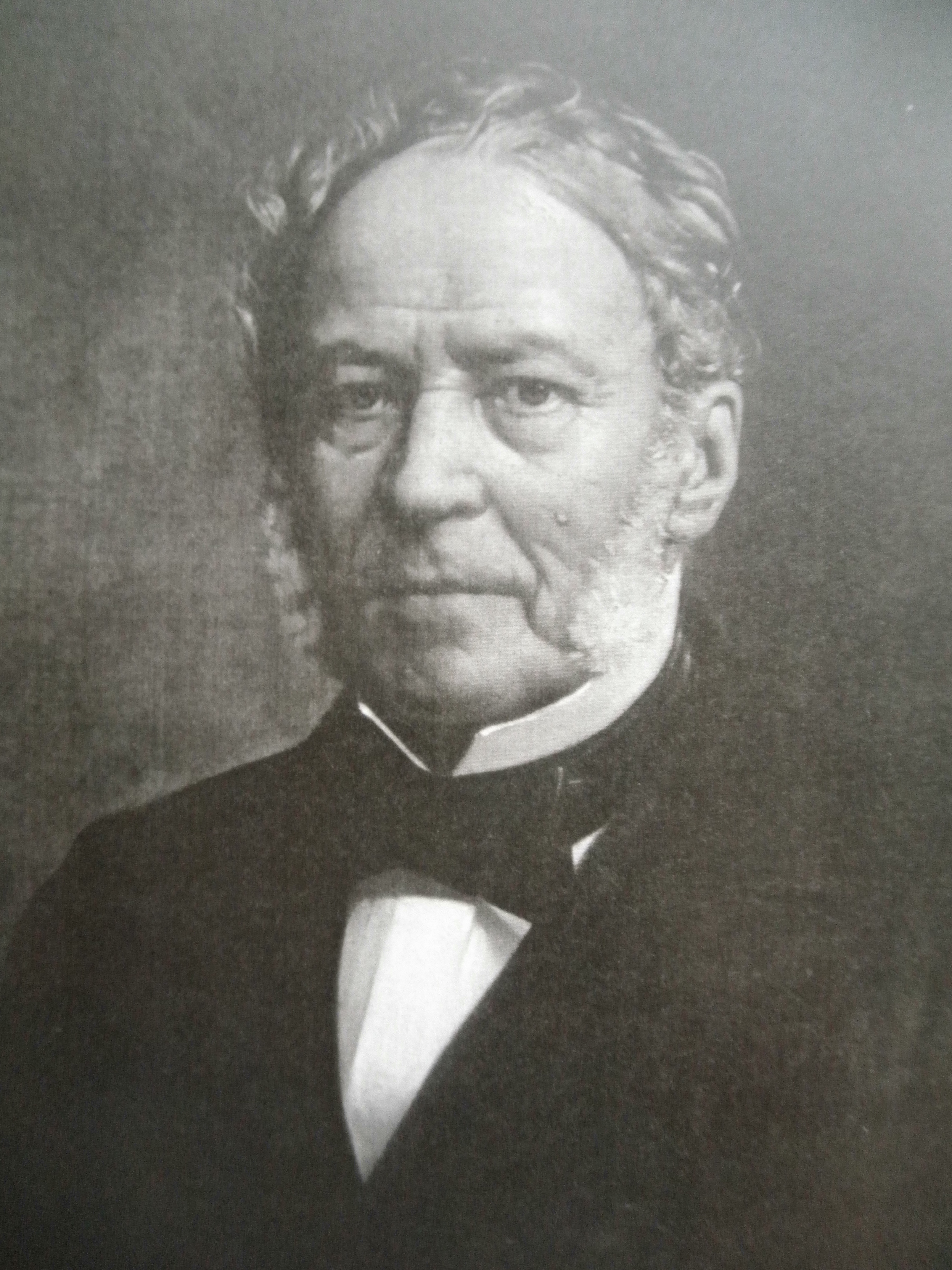
Joseph Ambroise Bonnasse, né en 1800, mort en 1881, fondateur de la première banque Bonnasse en 1825.

La famille Bonnasse est une famille d'ancienne bourgeoisie originaire du Beausset
et qui s'est illustrée dans la finance, fondant et exploitant successivement quatre établissements bancaires privés, essentiellement marseillais, entre 1825 et 1983.
La première maison de banque de la famille Bonnasse est fondée à Marseille en 1825 par Joseph Ambroise Bonnasse I (1800 † 1881). Elle est exploitée pendant un siècle par quatre générations de banquiers qui font prospérer le nom de cette famille provençale originaire du Beausset, douée pour le développement des affaires financières et attachée à une foi chrétienne vécue quotidiennement.
En 1921, sous l'impulsion de l'arrière petit-fils du fondateur, Joseph Bonnasse II (1877 † 1936), la vieille banque familiale développe ses affaires et sa clientèle en prenant le contrôle d'une banque lyonnaise et parisienne, la Banque Privée, dont les soubresauts chroniques du capital inquiètent la Banque de France. À cette occasion, la banque familiale séculaire abandonne sa raison sociale originelle « Bonnasse ». La Banque Privée entretenant des liens d'affaire étroits avec l'armateur Les Affréteurs Réunis, la proximité avec cette société soumise à une direction incompétente se révèle désastreuse pour la Banque Privée qui fait faillite en 1931.
Les oncle et cousin de Joseph Bonnasse II, Léon Bonnasse I (1855 † 1933) et Eugène Bonnasse II (1884 † 1944) qui ont travaillé à ses côtés dans la Banque Privée, décident dans ces moments sombres pour la famille, de créer une nouvelle maison de banque afin de redresser le nom de la famille, gravement entaché par la déroute financière parisienne. C'est ainsi qu'une banque marseillaise « Léon et Eugène Bonnasse » est fondée et prospère sous diverses raisons sociales successives de 1928 à 1970. En 1970, le caractère familial de cet établissement bancaire réputé s'estompe lorsque la Banque de l'Union Européenne prend le contrôle de la Banque Bonnasse. Le Crédit industriel et commercial (CIC) intègre ensuite à partir de 1983 la Banque Bonnasse à une de ses filiales, la Lyonnaise de Banque. La raison sociale « Bonnasse » disparait définitivement lors d'une restructuration interne du groupe en 2008.
Le fils de Joseph Bonnasse II, Henri Bonnasse II (1899 † 1984), après avoir été agent de change, décide de se lancer plus tardivement que ses cousins dans le commerce de banque et rachète en 1941 une banque marseillaise, la « Banque Phocéenne » qu'il rebaptise plus tard « Banque Phocéenne Henri Bonnasse et Cie ». Un litige sur les droits d'exploitation du nom familial nait à cette occasion entre les deux branches familiales cousines qui exercent toutes deux la profession de banquier dans la même ville. Le litige se poursuit jusqu'en 1987 devant les tribunaux qui donnent droit aux arguments d'Henri Bonnasse II. Entre-temps, la Banque Phocéenne connait en 1980 une faillite qui provoque de longs développements judiciaires où droit des faillites et droit des successions se font écho dans les attendus de jugements rendus entre 1981 et 2011.
Les dirigeants de ces différentes maisons de banque, se sont souvent alliés à des familles de notables marseillais. Joseph Ambroise Bonnasse I est à l'origine de la création des raffineries de sucre de Saint-Louis, Henri Bonnasse I (1853 † 1893) a mis au service de sa banque une foi chrétienne fervente. Léon Bonnasse I développe un important domaine agricole qui lui vient de son épouse à Jouques. Joseph Bonnasse II participe à l'aventure commerciale coloniale et restructure une importante bastide marseillaise, le château de La Rouvière. Henri Bonnasse II est un bibliophile dont la bibliothèque, composée d'ouvrages romantiques, est réputée sur le plan international entre 1945 et 1982.

## Généalogie familiale et financière préliminaire

### Arbre généalogique simplifié
Généalogie simplifiée de la famille Bonnasse indiquant l'implication active des personnes signalées par une pastille rouge () dans la Banque Bonnasse historique (1825 - 1921), par une pastille bleue () dans la Banque Privée (1921 - 1931), par une pastille verte () dans la banque de Léon et Eugène Bonnasse — et ses raisons sociales successives (1928 - 1970) et par une pastille marron () dans la Banque Phocéenne - Henri Bonnasse et Cie (1941 - 1980). Une pastille grise () signale les banquiers impliqués dans la faillite de leur établissement bancaire (Banque Privée en 1931 et Banque Phocéenne - Henri Bonnasse et Cie en 1980).
- Joseph Ambroise Bonnasse I 1800-1881 ()
  - Eugène Bonnasse I 1826-1904 ()
    - Henri Bonnasse I 1853-1893 ()
      - Joseph Bonnasse II 1877-1936 () () ()
        - Henri Bonnasse II 1899-1984 () ()
          - Denis Bonnasse 1933-1998 (ne travaille pas dans la banque familiale)
          - Philippe Bonnasse 1931-2003 () ()

        - Pierre Bonnasse[Note 3] (ne travaille pas dans la banque familiale)
        - Marie-Marguerite Bonnasse (née en 1903), épouse Roger Grand-Dufay en 1929 (ne travaille pas dans la banque familiale)

    - Léon Bonnasse I 1855-1933 () () ()
      - Eugène Bonnasse II 1884-1944 () () ()
        - Léon Bonnasse II 1909-1994 ()
        - Guillaume Bonnasse 1910-1969 ()
          - Hervé Bonnasse 1944-1999 ()

        - André Bonnasse 1912-2004 ()

### Arborescence financière
Arborescence chronologique des différents établissements bancaires ayant appartenu à la famille Bonnasse entre 1800 et 2013. Sont également signalés, les banquiers avec leurs dates de naissance et de mort, pour chacune des banques. Les dates en gras sous les établissements bancaires indiquent la période d'exploitation de la maison de banque. Il n'y a jamais eu de liens capitalistiques entre la banque de Léon et Eugène Bonnasse et la Banque Phocéenne d'Henri Bonnasse.
|  |  |  |  |  |  |  |  |  |  |  |  |  |  |  |  |  |  |  |  |  |  |  |  |  |  | Banque Bonnasse 1825 - 1921 Banque fondée à Marseille, 12, boulevard d'Athènes *** Joseph Bonnasse (1800-1881) fondateur Eugène Bonnasse (1826-1904) Henri Bonnasse (1853-1893) Léon Bonnasse (1855-1933) Joseph Bonnasse (1877-1936) Eugène Bonnasse (1884-1944) | | | | | |  |  |  |  |  |  | | | | | | |
|  |  |  |  |  |  |  |  |  |  |  |  |  |  |  |  |  |  |  |  |  |  |  |  |  |  | | | | | | |  |  |  |  |  |  | | | | | | |
|  |  |  |  |  |  |  |  |  |  |  |  |  |  |  |  |  |  |  |  |  |  |  |  |  |  | Banque Privée 1921 - 1928 Le fonds de commerce de la Banque Bonnasse est cédé à la Banque Privée industrielle commerciale coloniale Lyon - Marseille *** Joseph Bonnasse (1877-1936) Léon Bonnasse (1855-1933) Eugène Bonnasse (1884-1944) *** 1928-1931 : faillite de la banque, les associés créent de nouveaux établissements bancaires (sauf Joseph Bonnasse)                                                                  | | | | | |  |  |  |  |  |  | | | | | | |
|  |  |  |  |  |  |  |  |  |  |  |  |  |  |  |  |  |  |  |  |  |  |  |  |  |  | | | | | | |  |  |  |  |  |  | | | | | | |
|  |  |  |  |  |  |  |  |  |  |  |  |  |  |  |  |  |  |  |  |  |  |  |  |  |  | | | | | | |  |  |  |  |  |  | | | | | | |
|  |  |  |  |  |  |  |  |  |  |  |  |  |  |  |  |  |  |  |  |  |  |  |  |  |  | Banque Léon et Eugène Bonnasse 1928 - 1970 Banque exploitée sous diverses raisons sociales : Léon et Eugène Bonnasse (1928 - 1949) Messieurs Bonnasse (1949 - 1953) Bonnasse Frères banquiers petit-fils et fils de Léon et Eugène Bonnasse (1953 - 1970) *** Léon Bonnasse (1855-1933) Eugène Bonnasse (1884-1944) Léon Bonnasse (1909-1994) Guillaume Bonnasse (1910-1969) André Bonnasse (1912-2004) Hervé Bonnasse (1944-1999) | Banque Léon et Eugène Bonnasse 1928 - 1970 Banque exploitée sous diverses raisons sociales : Léon et Eugène Bonnasse (1928 - 1949) Messieurs Bonnasse (1949 - 1953) Bonnasse Frères banquiers petit-fils et fils de Léon et Eugène Bonnasse (1953 - 1970) *** Léon Bonnasse (1855-1933) Eugène Bonnasse (1884-1944) Léon Bonnasse (1909-1994) Guillaume Bonnasse (1910-1969) André Bonnasse (1912-2004) Hervé Bonnasse (1944-1999) | Banque Léon et Eugène Bonnasse 1928 - 1970 Banque exploitée sous diverses raisons sociales : Léon et Eugène Bonnasse (1928 - 1949) Messieurs Bonnasse (1949 - 1953) Bonnasse Frères banquiers petit-fils et fils de Léon et Eugène Bonnasse (1953 - 1970) *** Léon Bonnasse (1855-1933) Eugène Bonnasse (1884-1944) Léon Bonnasse (1909-1994) Guillaume Bonnasse (1910-1969) André Bonnasse (1912-2004) Hervé Bonnasse (1944-1999) | Banque Léon et Eugène Bonnasse 1928 - 1970 Banque exploitée sous diverses raisons sociales : Léon et Eugène Bonnasse (1928 - 1949) Messieurs Bonnasse (1949 - 1953) Bonnasse Frères banquiers petit-fils et fils de Léon et Eugène Bonnasse (1953 - 1970) *** Léon Bonnasse (1855-1933) Eugène Bonnasse (1884-1944) Léon Bonnasse (1909-1994) Guillaume Bonnasse (1910-1969) André Bonnasse (1912-2004) Hervé Bonnasse (1944-1999) | Banque Léon et Eugène Bonnasse 1928 - 1970 Banque exploitée sous diverses raisons sociales : Léon et Eugène Bonnasse (1928 - 1949) Messieurs Bonnasse (1949 - 1953) Bonnasse Frères banquiers petit-fils et fils de Léon et Eugène Bonnasse (1953 - 1970) *** Léon Bonnasse (1855-1933) Eugène Bonnasse (1884-1944) Léon Bonnasse (1909-1994) Guillaume Bonnasse (1910-1969) André Bonnasse (1912-2004) Hervé Bonnasse (1944-1999) | Banque Léon et Eugène Bonnasse 1928 - 1970 Banque exploitée sous diverses raisons sociales : Léon et Eugène Bonnasse (1928 - 1949) Messieurs Bonnasse (1949 - 1953) Bonnasse Frères banquiers petit-fils et fils de Léon et Eugène Bonnasse (1953 - 1970) *** Léon Bonnasse (1855-1933) Eugène Bonnasse (1884-1944) Léon Bonnasse (1909-1994) Guillaume Bonnasse (1910-1969) André Bonnasse (1912-2004) Hervé Bonnasse (1944-1999) |  |  |  |  |  |  | Banque Phocéenne Henri Bonnasse et Cie 1941 - 1980 Banque exploitée sous diverses raisons sociales : Banque Phocéenne (1941 - 1954) Henri Bonnasse et Cie (1954 - 1956) Henri Bonnasse et Cie - Banque Phocéenne (1956 - 1980) *** Henri Bonnasse (1899-1984) Philippe Bonnasse (1931-2003) *** 1980 : faillite de la banque | Banque Phocéenne Henri Bonnasse et Cie 1941 - 1980 Banque exploitée sous diverses raisons sociales : Banque Phocéenne (1941 - 1954) Henri Bonnasse et Cie (1954 - 1956) Henri Bonnasse et Cie - Banque Phocéenne (1956 - 1980) *** Henri Bonnasse (1899-1984) Philippe Bonnasse (1931-2003) *** 1980 : faillite de la banque | Banque Phocéenne Henri Bonnasse et Cie 1941 - 1980 Banque exploitée sous diverses raisons sociales : Banque Phocéenne (1941 - 1954) Henri Bonnasse et Cie (1954 - 1956) Henri Bonnasse et Cie - Banque Phocéenne (1956 - 1980) *** Henri Bonnasse (1899-1984) Philippe Bonnasse (1931-2003) *** 1980 : faillite de la banque | Banque Phocéenne Henri Bonnasse et Cie 1941 - 1980 Banque exploitée sous diverses raisons sociales : Banque Phocéenne (1941 - 1954) Henri Bonnasse et Cie (1954 - 1956) Henri Bonnasse et Cie - Banque Phocéenne (1956 - 1980) *** Henri Bonnasse (1899-1984) Philippe Bonnasse (1931-2003) *** 1980 : faillite de la banque | Banque Phocéenne Henri Bonnasse et Cie 1941 - 1980 Banque exploitée sous diverses raisons sociales : Banque Phocéenne (1941 - 1954) Henri Bonnasse et Cie (1954 - 1956) Henri Bonnasse et Cie - Banque Phocéenne (1956 - 1980) *** Henri Bonnasse (1899-1984) Philippe Bonnasse (1931-2003) *** 1980 : faillite de la banque | Banque Phocéenne Henri Bonnasse et Cie 1941 - 1980 Banque exploitée sous diverses raisons sociales : Banque Phocéenne (1941 - 1954) Henri Bonnasse et Cie (1954 - 1956) Henri Bonnasse et Cie - Banque Phocéenne (1956 - 1980) *** Henri Bonnasse (1899-1984) Philippe Bonnasse (1931-2003) *** 1980 : faillite de la banque |
|  |  |  |  |  |  |  |  |  |  |  |  |  |  |  |  |  |  |  |  |  |  |  |  |  |  | Banque Léon et Eugène Bonnasse 1928 - 1970 Banque exploitée sous diverses raisons sociales : Léon et Eugène Bonnasse (1928 - 1949) Messieurs Bonnasse (1949 - 1953) Bonnasse Frères banquiers petit-fils et fils de Léon et Eugène Bonnasse (1953 - 1970) *** Léon Bonnasse (1855-1933) Eugène Bonnasse (1884-1944) Léon Bonnasse (1909-1994) Guillaume Bonnasse (1910-1969) André Bonnasse (1912-2004) Hervé Bonnasse (1944-1999) | Banque Léon et Eugène Bonnasse 1928 - 1970 Banque exploitée sous diverses raisons sociales : Léon et Eugène Bonnasse (1928 - 1949) Messieurs Bonnasse (1949 - 1953) Bonnasse Frères banquiers petit-fils et fils de Léon et Eugène Bonnasse (1953 - 1970) *** Léon Bonnasse (1855-1933) Eugène Bonnasse (1884-1944) Léon Bonnasse (1909-1994) Guillaume Bonnasse (1910-1969) André Bonnasse (1912-2004) Hervé Bonnasse (1944-1999) | Banque Léon et Eugène Bonnasse 1928 - 1970 Banque exploitée sous diverses raisons sociales : Léon et Eugène Bonnasse (1928 - 1949) Messieurs Bonnasse (1949 - 1953) Bonnasse Frères banquiers petit-fils et fils de Léon et Eugène Bonnasse (1953 - 1970) *** Léon Bonnasse (1855-1933) Eugène Bonnasse (1884-1944) Léon Bonnasse (1909-1994) Guillaume Bonnasse (1910-1969) André Bonnasse (1912-2004) Hervé Bonnasse (1944-1999) | Banque Léon et Eugène Bonnasse 1928 - 1970 Banque exploitée sous diverses raisons sociales : Léon et Eugène Bonnasse (1928 - 1949) Messieurs Bonnasse (1949 - 1953) Bonnasse Frères banquiers petit-fils et fils de Léon et Eugène Bonnasse (1953 - 1970) *** Léon Bonnasse (1855-1933) Eugène Bonnasse (1884-1944) Léon Bonnasse (1909-1994) Guillaume Bonnasse (1910-1969) André Bonnasse (1912-2004) Hervé Bonnasse (1944-1999) | Banque Léon et Eugène Bonnasse 1928 - 1970 Banque exploitée sous diverses raisons sociales : Léon et Eugène Bonnasse (1928 - 1949) Messieurs Bonnasse (1949 - 1953) Bonnasse Frères banquiers petit-fils et fils de Léon et Eugène Bonnasse (1953 - 1970) *** Léon Bonnasse (1855-1933) Eugène Bonnasse (1884-1944) Léon Bonnasse (1909-1994) Guillaume Bonnasse (1910-1969) André Bonnasse (1912-2004) Hervé Bonnasse (1944-1999) | Banque Léon et Eugène Bonnasse 1928 - 1970 Banque exploitée sous diverses raisons sociales : Léon et Eugène Bonnasse (1928 - 1949) Messieurs Bonnasse (1949 - 1953) Bonnasse Frères banquiers petit-fils et fils de Léon et Eugène Bonnasse (1953 - 1970) *** Léon Bonnasse (1855-1933) Eugène Bonnasse (1884-1944) Léon Bonnasse (1909-1994) Guillaume Bonnasse (1910-1969) André Bonnasse (1912-2004) Hervé Bonnasse (1944-1999) |  |  |  |  |  |  | Banque Phocéenne Henri Bonnasse et Cie 1941 - 1980 Banque exploitée sous diverses raisons sociales : Banque Phocéenne (1941 - 1954) Henri Bonnasse et Cie (1954 - 1956) Henri Bonnasse et Cie - Banque Phocéenne (1956 - 1980) *** Henri Bonnasse (1899-1984) Philippe Bonnasse (1931-2003) *** 1980 : faillite de la banque | Banque Phocéenne Henri Bonnasse et Cie 1941 - 1980 Banque exploitée sous diverses raisons sociales : Banque Phocéenne (1941 - 1954) Henri Bonnasse et Cie (1954 - 1956) Henri Bonnasse et Cie - Banque Phocéenne (1956 - 1980) *** Henri Bonnasse (1899-1984) Philippe Bonnasse (1931-2003) *** 1980 : faillite de la banque | Banque Phocéenne Henri Bonnasse et Cie 1941 - 1980 Banque exploitée sous diverses raisons sociales : Banque Phocéenne (1941 - 1954) Henri Bonnasse et Cie (1954 - 1956) Henri Bonnasse et Cie - Banque Phocéenne (1956 - 1980) *** Henri Bonnasse (1899-1984) Philippe Bonnasse (1931-2003) *** 1980 : faillite de la banque | Banque Phocéenne Henri Bonnasse et Cie 1941 - 1980 Banque exploitée sous diverses raisons sociales : Banque Phocéenne (1941 - 1954) Henri Bonnasse et Cie (1954 - 1956) Henri Bonnasse et Cie - Banque Phocéenne (1956 - 1980) *** Henri Bonnasse (1899-1984) Philippe Bonnasse (1931-2003) *** 1980 : faillite de la banque | Banque Phocéenne Henri Bonnasse et Cie 1941 - 1980 Banque exploitée sous diverses raisons sociales : Banque Phocéenne (1941 - 1954) Henri Bonnasse et Cie (1954 - 1956) Henri Bonnasse et Cie - Banque Phocéenne (1956 - 1980) *** Henri Bonnasse (1899-1984) Philippe Bonnasse (1931-2003) *** 1980 : faillite de la banque | Banque Phocéenne Henri Bonnasse et Cie 1941 - 1980 Banque exploitée sous diverses raisons sociales : Banque Phocéenne (1941 - 1954) Henri Bonnasse et Cie (1954 - 1956) Henri Bonnasse et Cie - Banque Phocéenne (1956 - 1980) *** Henri Bonnasse (1899-1984) Philippe Bonnasse (1931-2003) *** 1980 : faillite de la banque |
|  |  |  |  |  |  |  |  |  |  |  |  |  |  |  |  |  |  |  |  |  |  |  |  |  |  | Vente à la Banque de l'Union Européenne 1970 - 1983 Intégration CIC Bonnasse Lyonnaise de Banque 1983 - 2008 Disparition du nom Bonnasse CIC Lyonnaise de Banque depuis 2008 | | | | | |  |  |  |  |  |  | | | | | | |

## Joseph Ambroise Bonnasse (1800-1881)

### Origines familiales varoises

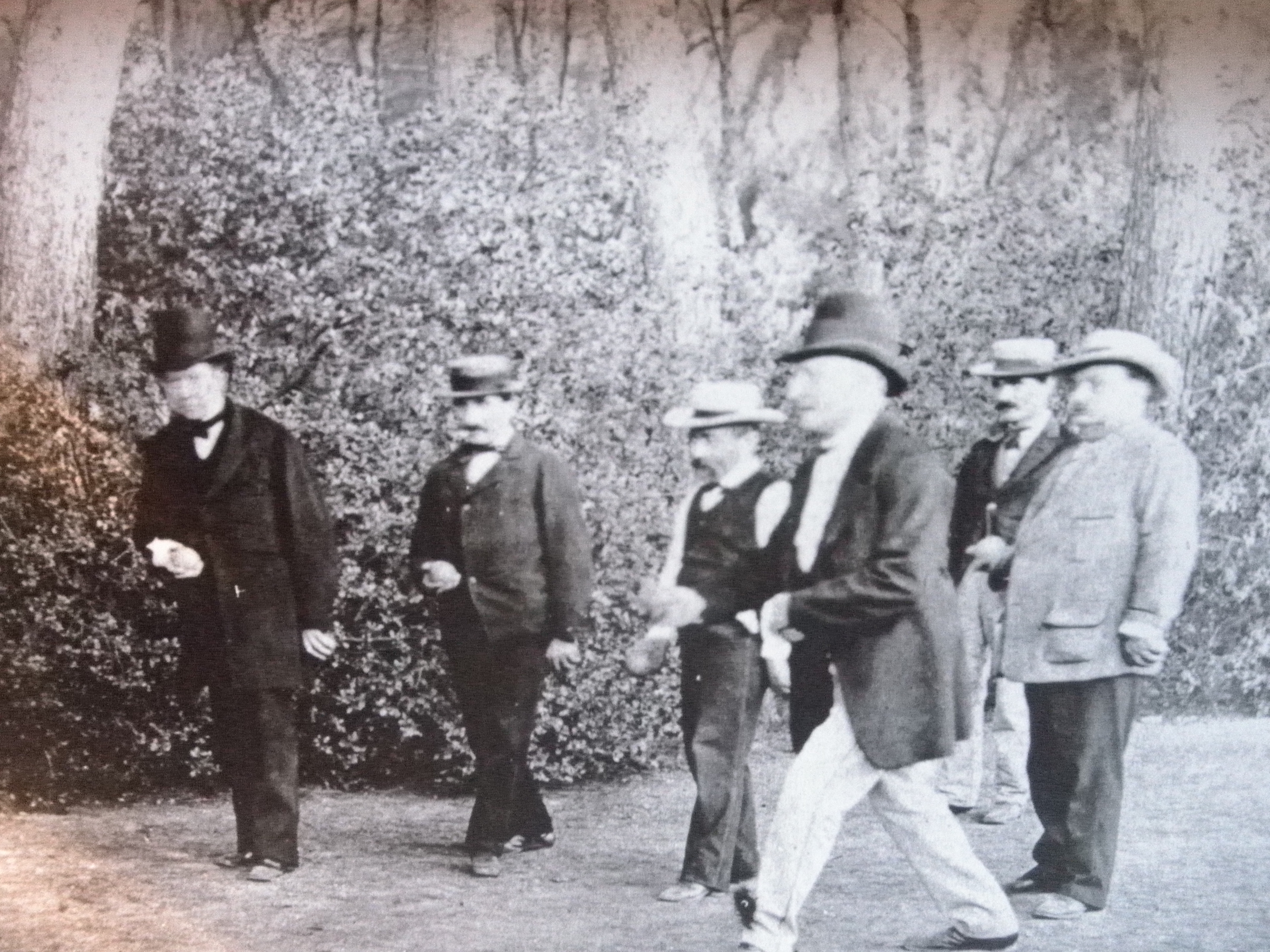
Joseph Ambroise Bonnasse, à gauche, jouant aux boules.

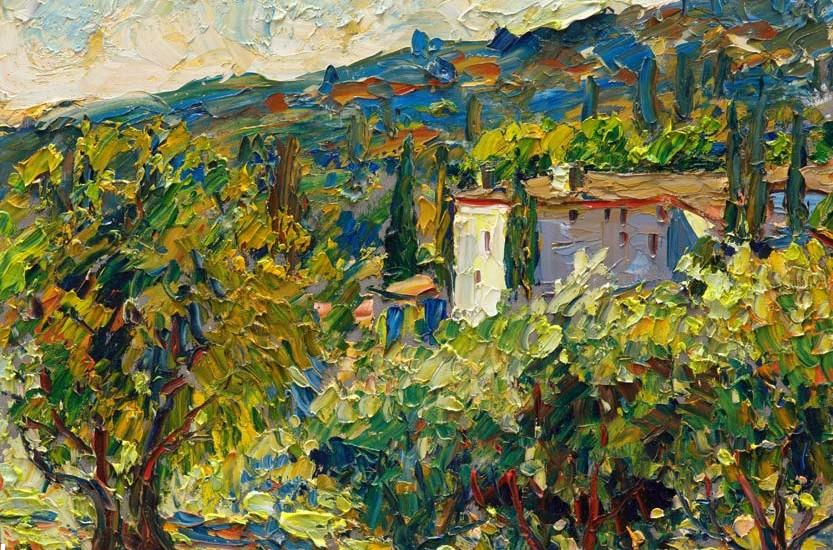
Souviou, domaine historique des Bonnasse en Provence.

La famille Bonnasse est originaire du Beausset, dans le Var. Ses membres sont des bourgeois qui sont mentionnés sur les registres du conseil de la communauté de cette localité en 1574. Tournés assez tôt vers le négoce et la banque, ils font partie des notables provençaux à la veille de la Révolution qui provoque l'exil de l'un d'eux, le Révérend Père Joseph-François, et l'exécution de son frère, Jean-François, sous la Terreur, à Toulon, en 1793.
Le fondateur de la dynastie marseillaise, Joseph, Marie, Ambroise Bonnasse (Le Beausset, 7 décembre 1800 † Marseille, 12, boulevard du Nord, 14 mai 1881) est le fils d'un propriétaire du Beausset qui habite le domaine de Souviou, une ancienne bastide provençale à vocation oléicole et vinicole accolée à une chapelle à « ailes d'ange » qui abrite les restes mortels du prédicateur bénédictin Dom Joseph Bonnasse de l'ordre de Saint Maur, mort en ce lieu le 22 octobre 1823. Ce religieux est d'abord profès à La Daurade le 21 octobre 1780, âgé de 23 ans, puis professeur à Sorèze où il se trouve depuis 7 ans, en 1791. Il refuse tout serment, se réfugie à Florence d'où il revient en 1803 et se retire dans le Var. Il devient professeur au lycée impérial de Marseille en 1806 et demande au cardinal Caprara « sa sécularisation, c'est-à-dire de lui accorder tout ce qui lui est nécessaire pour vivre en sûreté de conscience dans le monde comme prêtre séculier, faveur qu'il demande en fils obéissant à l'Église notre mère. »
Joseph Bonnasse quitte sa famille, dont il est le douzième enfant, à l’âge de seize ans, et poursuit ses études au lycée de Marseille. Cinq ans plus tard, il travaille comme apprenti chez un négociant en draperies de Marseille, Jean-Baptiste Gueirard, marchand de tissus dans la vieille ville et qui est l'un de ses oncles. Il participe aux fêtes données le 1er octobre 1820, à l'occasion de la naissance du duc de Bordeaux. Joseph Bonnasse épouse Adèle Ricard, fille d'un changeur de monnaies étrangères et sœur du peintre Gustave Ricard, le 28 mai 1825 à l'Église Saint-Théodore de Marseille. Ce mariage aide le jeune Joseph à s'établir. Les enfants du couple entrent par leurs alliances avec les Magnan, les Grandval et les Vassal, dans la bourgeoisie d'affaires locale. La maison de banque Bonnasse est fondée par Joseph Bonnasse 12, boulevard du Nord grâce à un petit héritage de son oncle religieux ainsi qu'à une dot de 13 000 francs, qui permet à Joseph Bonnasse de se lancer dans les affaires.

### Banque Bonnasse et Saint-Louis

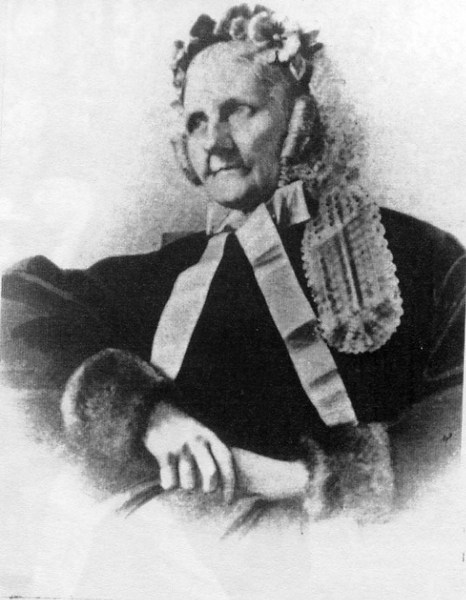
Adèle Ricard

Joseph Bonnasse crée un comptoir d'escompte, une maison de banque qui porte son nom à Marseille en 1821 d'après Henry Coston, en 1825 d'après Paul Gueyraud. Dès 1840, il est inscrit en qualité de « négociant en affaires de banque » puis comme « banquier » à partir de 1841. Cette entreprise est exploitée par la famille Bonnasse entre 1825 et 1921 et s’établit dès 1825, sur le boulevard qui se nomme assez longtemps, après 1830, boulevard des Trois-Journées, puis boulevard du Nord, et enfin Boulevard d'Athènes dans le 1er arrondissement de Marseille. La banque est d'abord établie au 11, boulevard du Nord avant de s'installer quelques années après en face au 12, lorsque Joseph Bonnasse acquiert un terrain pour y construire un immeuble. Joseph Bonnasse emploie son capital en escompte commercial et fréquente la bourse, la loge où se retrouvent tous les négociants. Sous le Second Empire, les inspecteurs de la Banque de France classent la Banque Bonnasse parmi les 4 ou 5 établissements de crédit hors pair de Marseille car elle a peu d'engagements auprès de la Banque de France et ne réescompte pas ou peu son portefeuille. En 1850, Joseph Bonnasse s’associe son fils Eugène Bonnasse.

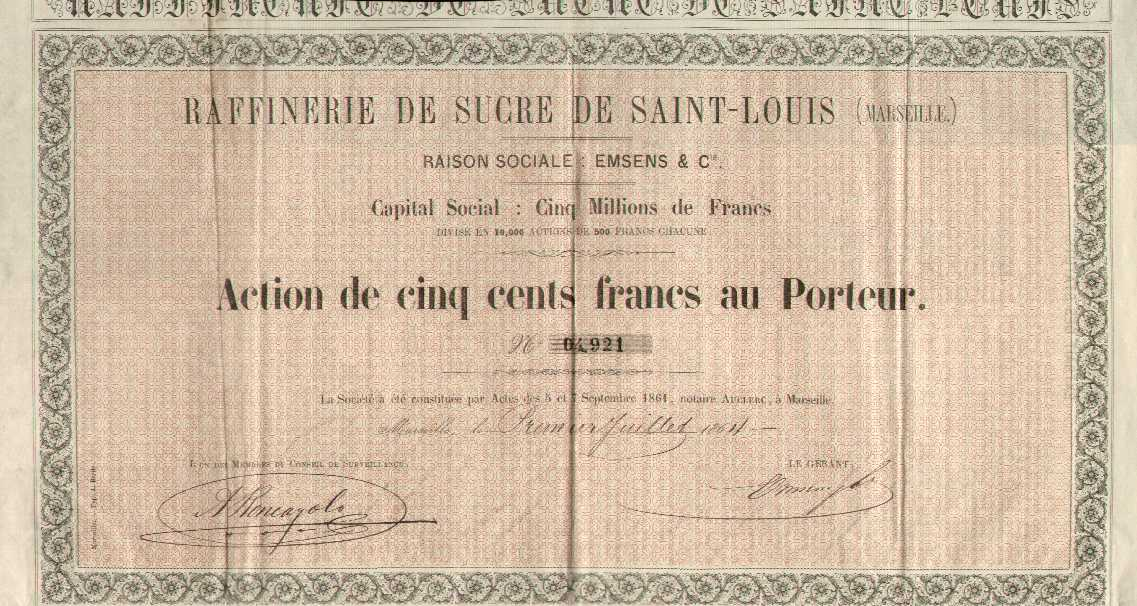
Les raffineries de sucre de Saint-Louis.

Joseph Bonnasse occupe une place de choix parmi les personnalités du monde économique marseillais, mais il n'a pas les charges ou les fonctions qui distinguent généralement un notable. Il n'est membre pas de la Chambre et ne figure pas dans les registres du Tribunal de commerce, il ne remplit aucun mandat électif local, il n'est décoré d'aucun ordre national. Il est néanmoins présent dans les conseils d'administration d'un certain nombre d'organismes et de sociétés. Il est ainsi administrateur de la succursale marseillaise de la Banque de France et il participe à la fondation des raffineries de sucre de Saint Louis auxquelles, comme adjudicataire des raffineries Emsens, il fait un apport immobilier important en 1867. Le banquier est associé dans cette entreprise à Henry Bergasse et Charles Salles et fait partie des 7 fondateurs de la raffinerie. Enfin, il siège comme administrateur - fondateur de la Société immobilière marseillaise en 1878.

### Éléments financiers du comptoir d'escompte Bonnasse
L'escompte d'effets de commerce, de lettres de change, est le premier métier de la maison de banque Bonnasse, comme l'indique une décision de la Cour royale d'Aix en date du 23 juillet 1839. Le mécanisme est le suivant : le porteur d'une lettre de change (le créancier), désireux de disposer des fonds avant l’échéance reportée sur le « papier », se tourne vers sa banque et apporte ses effets à l’escompte. Le banquier, avant d'accorder un crédit d'escompte, trie alors le papier, par échéance, par montants et par tirés (le débiteur) et très attentif au risque, il considère les signatures, les valide, sonde les débiteurs, contrôle que l’effet correspond bien à une dette réelle chez le débiteur, afin de débusquer le « papier creux », se renseigne auprès de la banque domiciliataire afin de déceler le « papier de complaisance », discute longuement avec ses homologues lorsque des échéances lui paraissent douteuses. Puis, ce travail de vérifications minutieuses effectué, le banquier accorde le crédit, il escompte le « papier ». Le réescompte de la Banque de France ouvre ses facilités d’escompte aux banques qui lui apportent du « papier » portant trois signatures.
Au 30 juin 1851, le portefeuille s'élève à 720 000 francs, ce poste représente 55 % du montant du bilan comptable. Les clients sont débiteurs de 140 000, soit environ 12 % du total du bilan et la caisse présente un solde de 150 000 francs. À cette époque le réescompte du portefeuille ressort à 6 % pour une usance moyenne de 60 jours. Ce réescompte est donc calculé simplement en prenant 1 % du montant du portefeuille. Les sommes dues par les correspondants (remises envoyées par le banquier Bonnasse) sont presque égales à celles dont ils sont créditeurs (remises adressées par les correspondants en recouvrement à Marseille). Les commissions de change (change de place) pour le recouvrement des effets, est de 30 à 80 centimes pour cent au XIXe siècle :
| comptes                            | actif     | passif    |
| ---------------------------------- | --------- | --------- |
| Clients                            | 140 000   | 604 000   |
| Correspondants                     | 214 000   | 263 000   |
| Caisse                             | 150 000   |           |
| Portefeuille                       | 720 000   |           |
| Effets à recevoir par anticipation | 30 400    |           |
| Effets à payer                     |           | 8 000     |
| Rentes sur l'État 5 %              | 1 000     |           |
| Actions de la banque               | 39 000    |           |
| Mobilier du comptoir               | 600       |           |
| Capital J.B.                       |           | 75 000    |
| Capital E.B.                       |           | 25 000    |
| Compte courant J.B.                |           | 169 000   |
| Compte courant E.B.                |           | 16 000    |
| Compte courant madame Augustin M.  |           | 37 000    |
| Compte courant madame André M.     |           | 37 000    |
| Compte courant madame Veuve Ricard |           | 32 000    |
| Compte profits et pertes           | 5 000     | 34 000    |
|                                    | 1 300 000 | 1 300 000 |

Il convient de noter qu'entre 1804 et 1914, la valeur du franc reste immuable, ce qui permet d'apprécier ci-dessous, la rapidité de la progression de l'établissement bancaire familial :
| | 30.06.1851 | 30.12.1851 | 31.12.1852 | 31.12.1853 | 31.12.1854 | 31.12.1855 |
| --- | ---------- | ---------- | ---------- | ---------- | ---------- | ---------- |
| Comptes courants sur place                                                                                      | 602 000    | 613 000    | 1 088 000  | 1 479 000  | 1 660 000  | 2 400 000  |
| Comptes courants au dehors                                                                                      | 262 000    |            |            | 137 000    | 195 000    | 2 400 000  |
| Portefeuille | 720 000    | 605 000    | 1 084 000  | 1 400 000  | 1 500 000  | 2 300 000  |
| Caisse | 150 000    | 562 000    | 300 000    | 380 000    | 365 000    | 322 000    |
| Réescompte |            | 6 000      | 10 000     | 14 000     | 10 000     |            |
| Compte courant Joseph Ambroise                                                                                  | 165 000    | 206 000    | 220 000    | 283 000    | 335 000    | 383 000    |
| Compte courant Eugène                                                                                           | 16 000     | 27 000     | 59 000     | 75 000     | 82 000     | 101 000    |
| Profits et pertes                                                                                               | 28 600     | 50 000     | 57 000     | 70 000     | 70 000     | 80 000     |
| Total du bilan                                                                                                  | 1 312 000  | 1 500 000  | 1 850 000  | 2 400 000  | 2 600 000  | 3 200 000  |
| Les rares bilans existants de la banque, à cette époque, sont issus des archives personnelles d'André Bonnasse. |            |            |            |            |            |            |

### Légitimiste actif
Joseph Bonnasse est un légitimiste actif qui, s'il n'apparaît pas officiellement dans les comités du parti royaliste, n'en est pas moins un de ses principaux soutiens. En qualité de banquier, il expédie les fonds de la « caisse noire » du mouvement à l'un de ses collègues parisiens chargé de les centraliser et de les placer. Il est également l'un des promoteurs, au début de la Troisième République (1871), du journal légitimiste Le Citoyen, journal du peuple, journal à « un sou », aux côtés du négociant-armateur Henry Bergasse, du courtier Barthélémy Caune, des frères Emmanuel et Guillaume de Sabran-Pontevès, de l'industriel Henri Paranque et de quelques personnalités royalistes. Cet organe de presse, dont les fondateurs sont tous membres de la Société des intérêts catholiques, est destiné à essayer de toucher davantage les classes populaires qui ne lisent pas l'austère Gazette du Midi. Il doit aussi contrebalancer l'influence jugée néfaste du Petit Marseillais, de tendance républicaine. Profondément croyant, Joseph Bonnasse soutient de nombreuses associations religieuses de charité. C'est l'un des principaux souscripteurs de l'Œuvre du père Timon-David, un administrateur de l'Association des hommes de la providence, et de la Société de bienfaisance. Joseph Bonnasse est aussi membre de la Société artistique des Bouches-du-Rhône. À son décès, la presse insiste sur son intelligence des affaires et sa très grande courtoisie,. Il laisse une fortune importante estimée à 2 073 875 francs dont 1 307 164 francs engagés sur la Banque Bonnasse (capital social et comptes divers), 553 000 francs en portefeuille (sur lesquels 292 000 francs en valeurs des Raffineries de Saint Louis et 213 000 francs du P.-L.-M.), 208 000 francs de biens immobiliers (maison du boulevard d'Athènes qu'il a fait construire et campagne à Saint-Barnabé).

## Eugène Bonnasse (1826-1904)

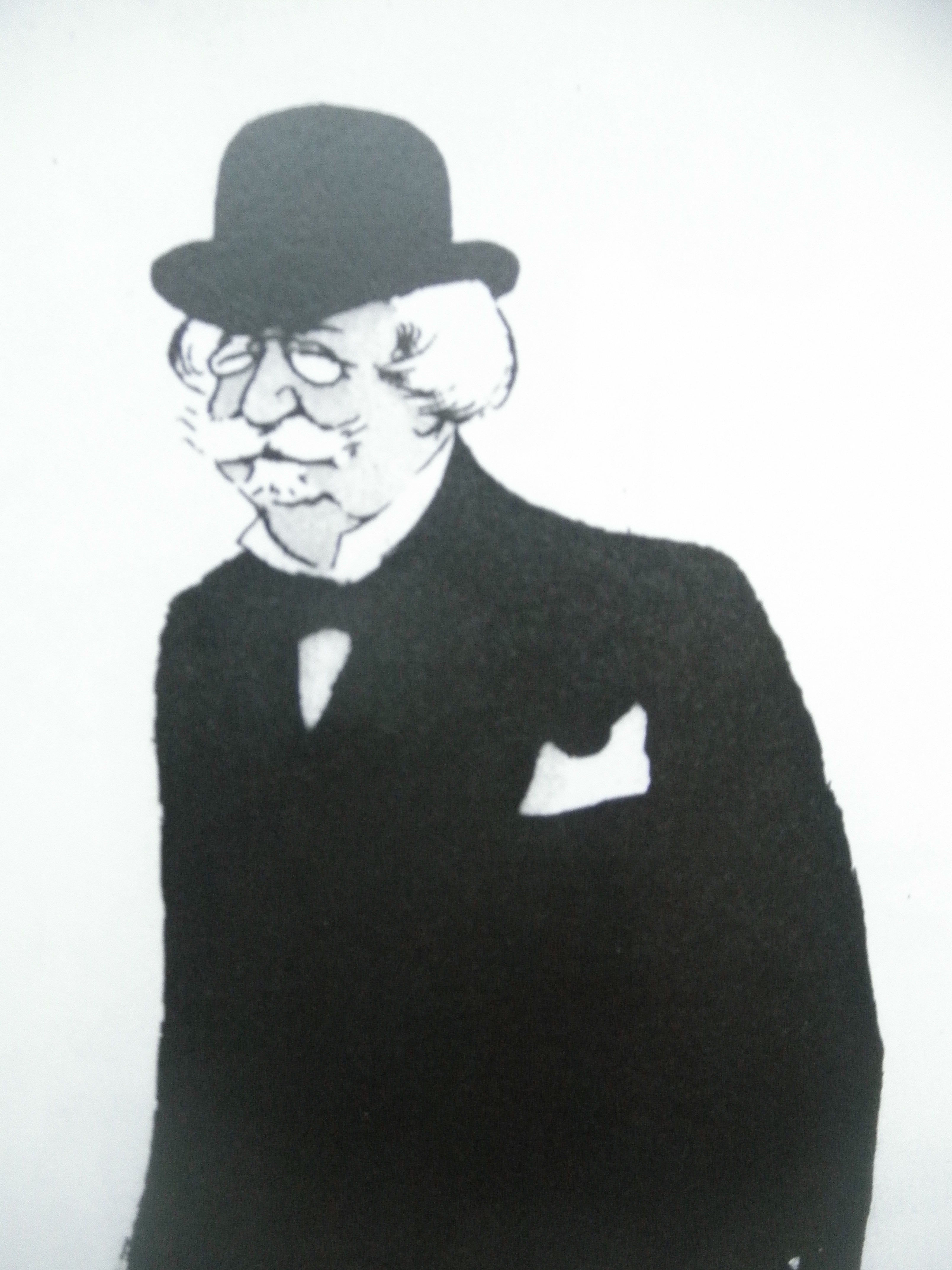
Eugène Bonnasse âgé de 72 ans en 1898, croqué par Sem.

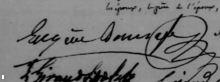
Signature d'Eugène Bonnasse I.

### Investissements diversifiés
Eugène Bonnasse né le 12 mars 1826 et mort le 22 janvier 1904 à Marseille, fait prospérer les affaires paternelles à partir de la dernière décennie du Second Empire et à la mort de son père en 1881, continue à diriger la maison de banque, exploitée sous forme de société en nom collectif, avec ses fils Henri et Léon Bonnasse. Il fait ses études au collège de Mongré à Lyon. Il épouse le 14 janvier 1850, Noëlie Marie Charlotte Guiraud (1829 † 1904). En 1882, Albert Armand fonde la Société des pêcheries de morues de Port-de-Bouc, une société anonyme au capital de un million de francs dans laquelle on retrouve les banquiers Bonnasse, Périclès Zarifi et Michel Rodocanachi,. Eugène Bonnasse, son fils Henri et Paul Desbief sont aux côtés d'Henry Bergasse, lorsque ce dernier fonde en 1889 la Société de la sucrerie de Laudun - l'Ardoise. Le capital social de la société est d'abord fixé à un million de francs puis porté à 1.5 million de francs dès 1891. Cette entreprise est une filiale de la raffinerie des sucres de Saint-Louis. Eugène Bonnasse s'allie à plusieurs familles bourgeoises marseillaises — notamment les Régis. Comme son père, il est nommé administrateur de la Banque de France en 1877, la même année que Gustave Luce et Jules Charles-Roux. Eugène Bonnasse est aussi membre du conseil d'administration de la Société immobilière marseillaise aux côtés de Gavoty de Philémon, Louis Girard, Antoine Hesse, Ernest Rondel, Alphonse Granval, Félix Touache ou Henry Bergasse. L'assemblée annuelle des actionnaires de cette société qui a lieu le 22 janvier 1903, le renouvelle dans cette fonction avec Eugène Rostand et Edmond Montamat.

### Réputation de la Banque Bonnasse
Quatre générations se succèdent à la tête de la maison de banque Bonnasse dont l’importance et la réputation ne cessent de s'affirmer. La solidité de l'établissement s'impose dans toutes les périodes critiques et, fait probablement unique dans l’histoire des banques françaises, elle n'use pas des moratoires successivement imposés par les événements de 1848, 1870 et 1914. En tout cas, au début de la Première Guerre mondiale, elle accroît singulièrement son prestige en maintenant, seule à Marseille, ses guichets ouverts à ses déposants : 

« La Banque Bonnasse a participé à la création de toutes les grandes affaires locales, parmi lesquelles nous citerons les Raffineries de Saint-Louis et la Société immobilière marseillaise. Sa puissance de placement s’est affirmée dans les périodes les plus critiques, notamment durant la grande guerre, et elle figure au premier rang des établissements de crédit, opérant à Marseille, pour les souscriptions de sa clientèle aux divers emprunts nationaux et aux Bons de la Défense. Mais l’extension même qu'elle avait prise, et qui en avait fait la première banque particulière de France, rendait de jour en jour plus difficile le maintien d’une gestion familiale, en face du flot croissant des affaires qui sollicitaient son activité, la transformation en société anonyme s’imposait donc, et elle vient de la réaliser sous la terme qui lui a paru la plus opportune, après avoir écarté toutes les autres combinaisons qui lui étaient offertes. »

— Allocution à la Banque Privée, 1921.
Avant de fusionner avec la Banque privée en 1921, la Banque Bonnasse est opposée à la Compagnie française de navigation à vapeur Cyprien Fabre & Cie dans un litige commercial international concernant le droit maritime.

### Acquisition du château de La Rouvière

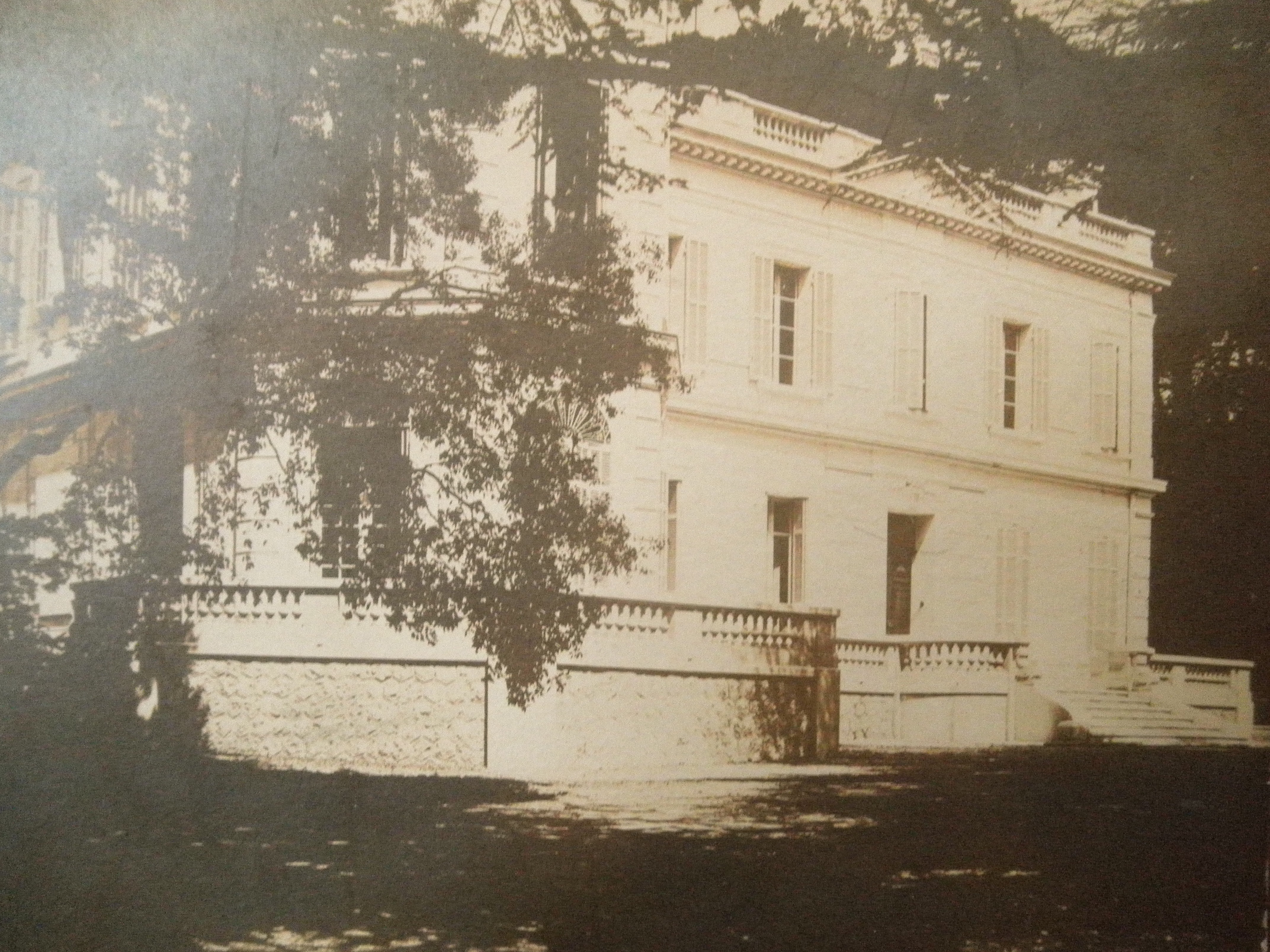
La Rouvière en 1900.

Eugène Bonnasse habite place Félix-Baret à Marseille et achète le 30 juin 1886 la propriété de La Rouvière, au Cabot, dans les quartiers sud de la ville.
Son petit-fils Joseph Bonnasse II, qui vit chez lui à la mort de ses parents, restructure lourdement la propriété et son parc vers 1910, avec l'assistance du paysagiste parisien Édouard André et du sculpteur marseillais Charles Delanglade. Il ajoute une aile à la bastide qui n'en comportait qu'une.
Lorsqu'Eugène Bonnasse meurt en 1904, Le Soleil du Midi le présente comme l'un de ses amis les plus fidèles.

### Galerie
| Famille rassemblée devant un perron avec adultes et mobilier de jardin. | Famille posant avec parents et enfants, tous en tenue du XIXe siècle. |

## Branche Léon Bonnasse (1855-1933)

### Léon Bonnasse (1855-1933)

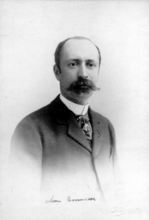
Léon Bonnasse

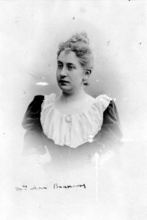
Claire Bournat

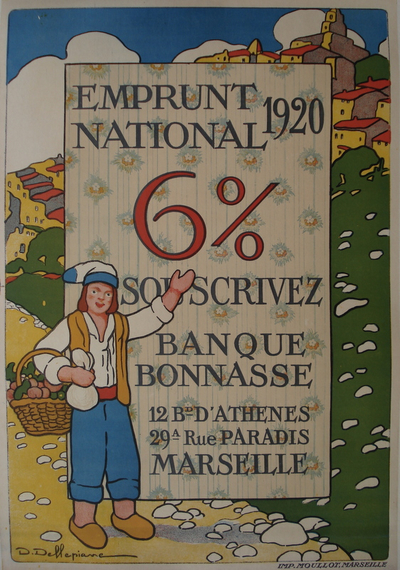
Affiche de Dellepiane.

Le second fils d'Eugène Bonnasse, Marie, Ferdinand, Léon Bonnasse reprend les affaires de son père dans la banque, à Saint-Louis, ainsi qu'à la Société immobilière Marseillaise, avec la collaboration de son neveu Joseph Bonnasse et de son fils, Eugène Bonnasse, du fait de la disparition accidentelle du second chef, Henri Bonnasse, en 1893. En 1914, le capital social de la maison de banque est ainsi réparti : Joseph II 50 %, Léon I 25 % et Eugène II 25 %. En 1909, les banquiers Bonnasse entrent au capital de la Société marseillaise des croiseurs aériens, constituée pour construire des dirigeables, aux côtés de Théodore Mante, Georges Zafiropulo, P. Zarifi & fils, Lucien Estrine et Adolphe Estier.
Léon Bonnasse épouse la fille du député bonapartiste des Bouches-du-Rhône, Calixte Bournat dont la circonscription s'étend, à la fin du Second Empire, de l'actuel square Stalingrad, à Marseille, jusqu'aux rives de la Durance (Bournat est aussi maire de Jouques), noyant ainsi la Belle de Mai et la banlieue Nord de Marseille dans une immense zone rurale. Il est un excellent cavalier et pratique peut-être également la bicyclette. Léon Bonnasse construit la villa Lafont à Marseille sur la Corniche. Léon Bonnasse se retrouve par sa femme née Claire Bournat, à la tête de 3 000 hectares et de 10 fermes à Jouques. Très pris par ce domaine, il n'intervient qu'accessoirement dans la direction de la banque.
En 1911, le renouvellement de la société se fait sous la même raison sociale (« Bonnasse ») et sous le même nom commercial (« Banque Bonnasse »). Cette même année, les banquiers Bonnasse, les familles Fournier, Magnan, Rocca, Tassy, de Roux, Fabre, Borelli, Daher, Rastoin et Régis se retrouvent pour constituer la Société immobilière de Provence, au capital de 100 000 francs.

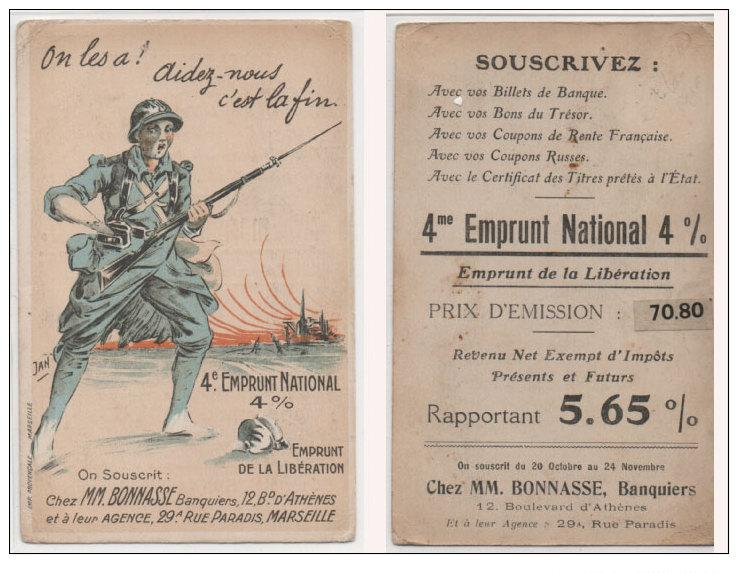
Emprunt de la banque Bonnasse en 1918.

Les emprunts émis par la Banque Bonnasse sont notamment illustrés par l'affichiste David Dellepiane. Ainsi en est-il de l'appel lancé en 1919 : « Souscrivez pour la France - Emprunt national MM. Bonnasse » où une sévère Marianne se lève au-dessus des bassins de Marseille. À l'occasion de l'Emprunt national 1920 à 6 %, Dellepiane compose pour les banquiers Bonnasse, « deux affichettes qui reprennent de petits personnages qu'il affectionne : le tambourinaire aux cheveux gris se découpant sur fond de papier peint d'un intérieur provençal et le meunier quittant son village perché. Avec sérieux, ils s'en viennent apporter leur obole à la souscription ouverte à la Banque Bonnasse. Ces affiches sont imprimées par Moullot. »
Lorsque le fonds de commerce de la Banque Bonnasse est cédé à la Banque Privée en 1921, Léon Bonnasse devient président du comité de direction de Marseille.
En 1928, âgé de 73 ans, Léon Bonnasse participe à la création de la banque « Léon et Eugène Bonnasse » mais c'est son fils, Eugène Bonnasse II qui dirige effectivement l'établissement et qui restaure le prestige du nom de famille, gravement atteint par la faillite bancaire de 1928.

### Eugène Bonnasse (1884-1944)

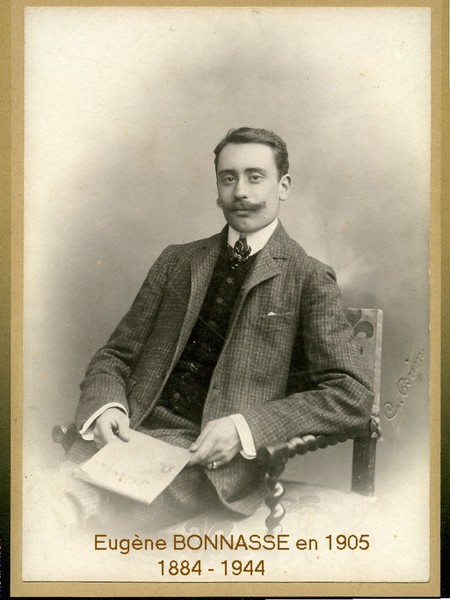
Eugène Bonnasse

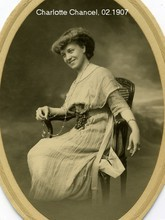
Charlotte Chancel

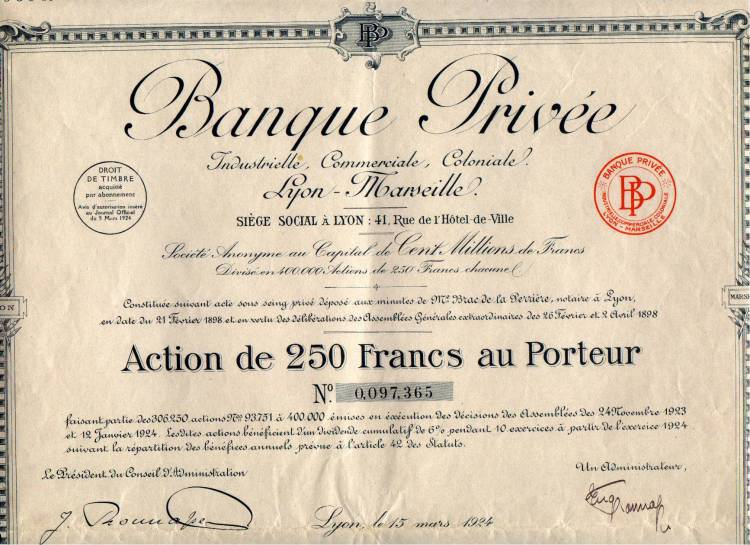
Signature d'Eugène Bonnasse, à droite, sur cette part bénéficiaire de la Banque privée.

Eugène Bonnasse épouse Charlotte Chancel en 1907. Bien que réformé, il s'engage en octobre 1914 et demeure sous les drapeaux jusqu'en janvier 1919. Il est administrateur de l'Hôpital Saint-Joseph, de la société Silbert et Ripert et membre du Conseil des Directeurs de la Caisse d'Épargne des Bouches-du-Rhône. Eugène Bonnasse est administrateur de la Banque Privée lorsque le fonds de commerce de la vieille Banque Bonnasse est cédé à cette dernière. Il travaille à la Banque Léon et Eugène Bonnasse, fondée le 13 juillet 1928 lors de la faillite de la Banque Privée. Cette banque perdure pendant plus de 40 ans jusqu'en 1970 sous diverses raisons sociales successives.
L'établissement bancaire participe à des émissions d'emprunts. Ainsi, les Établissements Fournier-Ferrier de Marseille (anciennement Stéarinerie L. Félix Fournier) procèdent à la fin de 1943 à un emprunt de 50 millions de francs, en obligations 4 % de 5 000 francs — demi-net — amortissable en 25 ans à partir du 15 avril 1948, et émises à 4 850 francs, avec jouissance au 15 octobre 1943. Le produit de l'emprunt est destiné, en partie, au remboursement anticipé des obligations 5 % 1931, non encore amorties. La banque Worms et Cie qui possède le contrôle de cette affaire, dirige l'opération, à laquelle participent la Banque Transatlantique, les Grands Établissements de Crédit, le Crédit algérien, le Crédit commercial de France et, à Marseille, la Société marseillaise de crédit industriel et les banques privées Léon et Eugène Bonnasse et Maurel Frères et Cie.

Pièces de caisse indiquant l'évolution de la raison sociale de la banque fondée en 1928. Chaque document est signé par Léon Bonnasse.
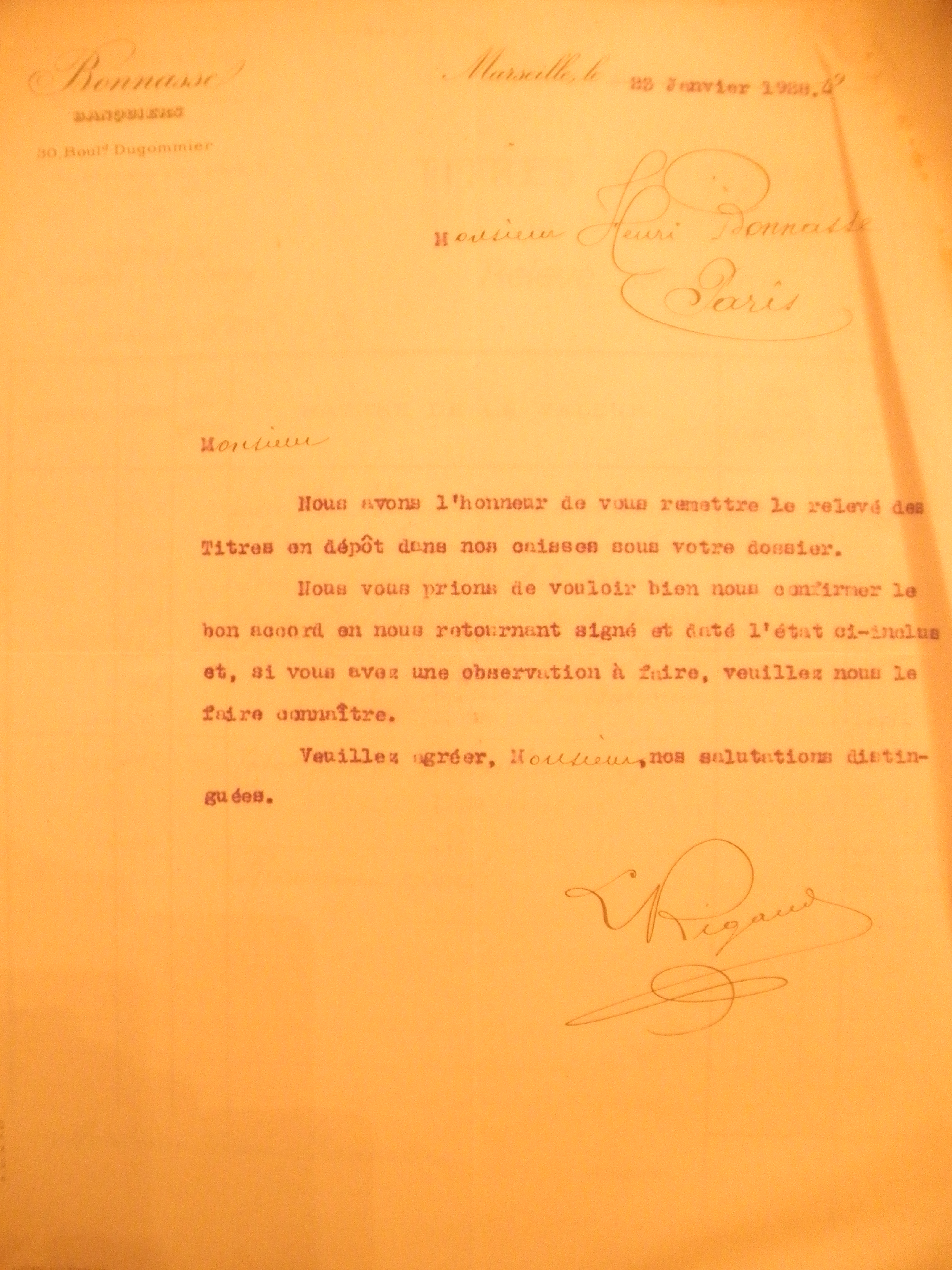
1928
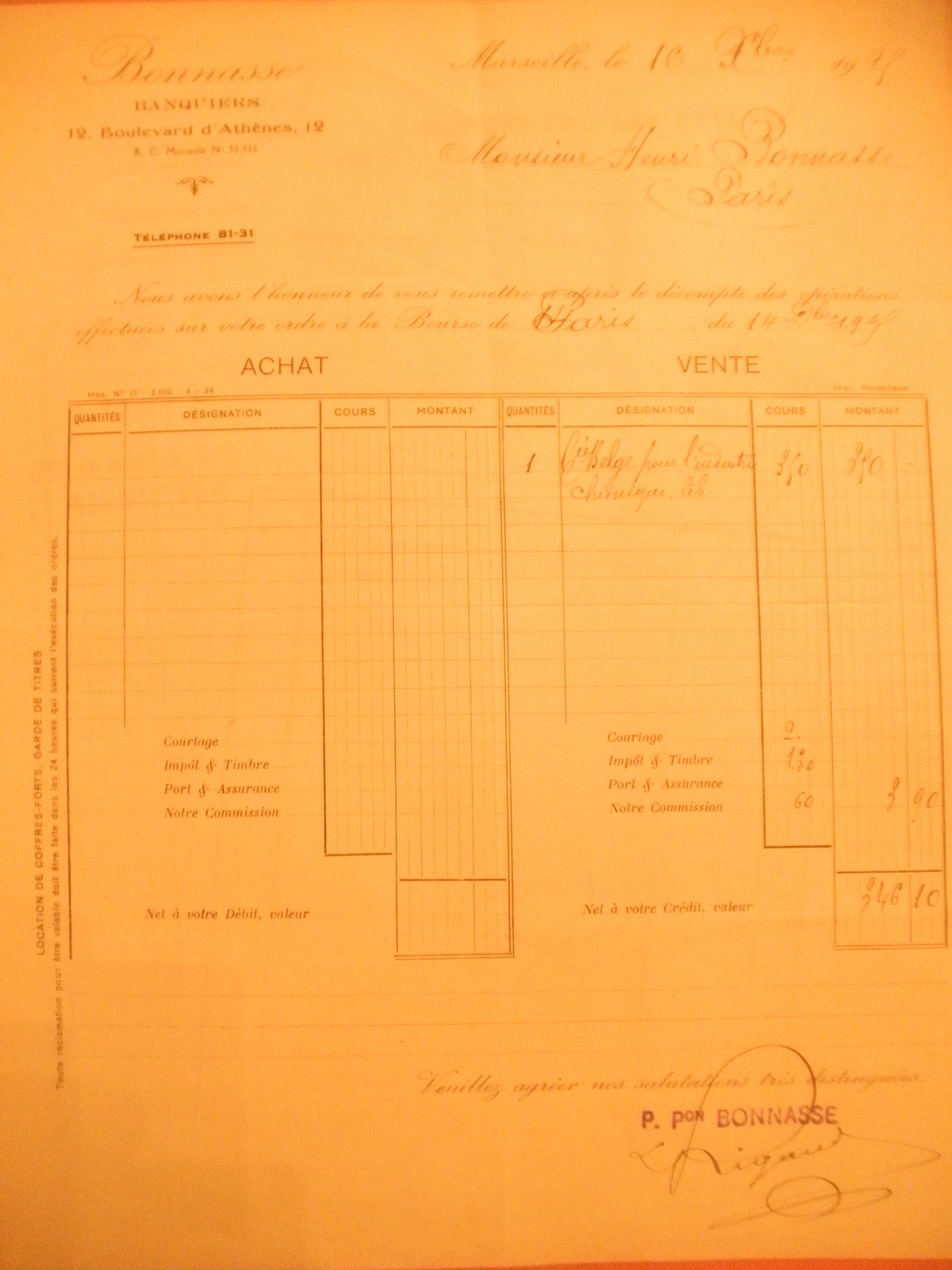
1929
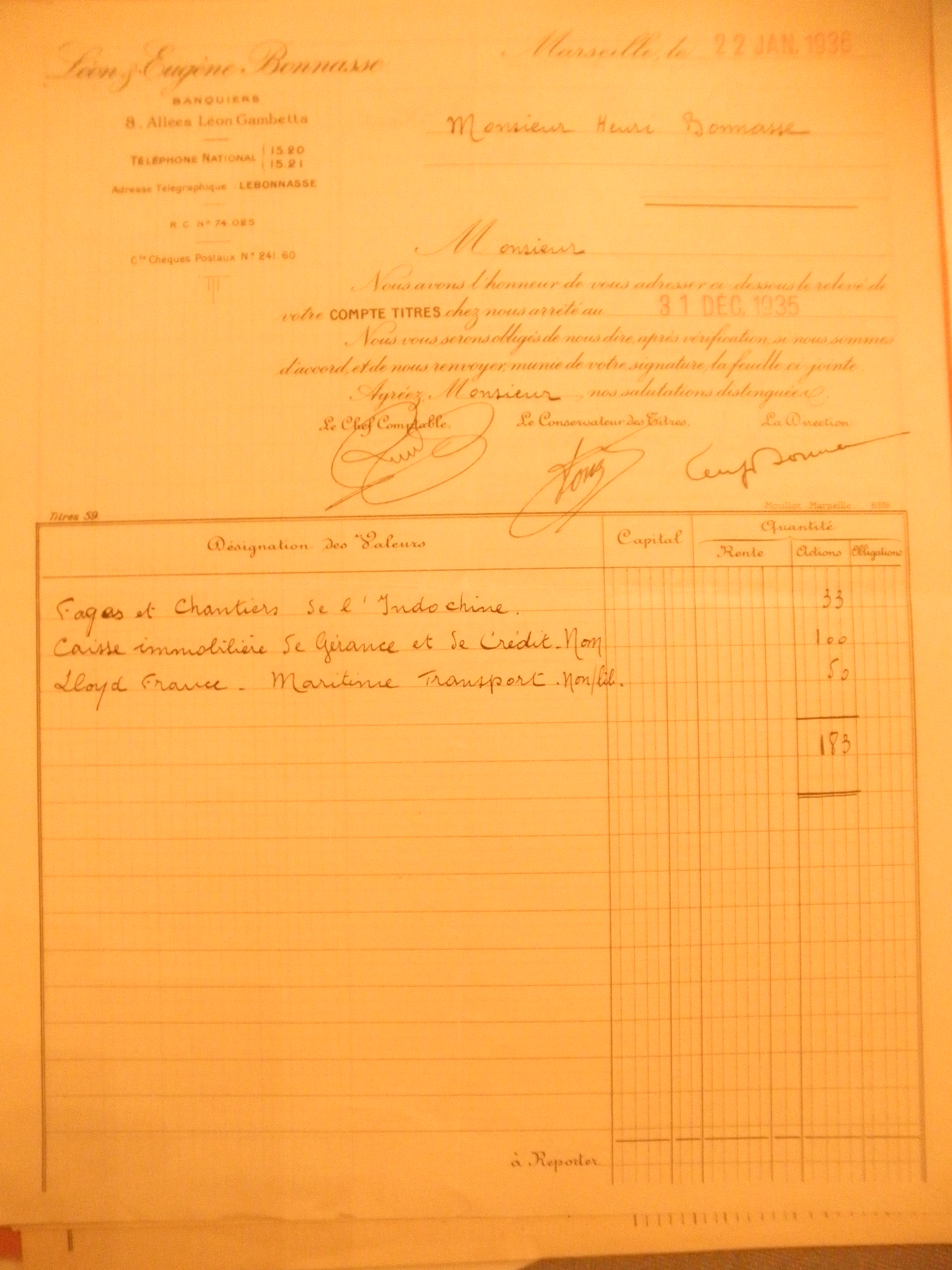
1936

Eugène Bonnasse investit dans le logement social grâce à deux offices, la Société des habitations à bon marché de Marseille et la Société marseillaise de crédit immobilier, toutes deux fondées dans les années 1890, par Eugène Rostand, économiste social, père du dramaturge Edmond Rostand. La première société construit deux ensembles pour les ouvriers, dans l'anse des Catalans et à la Belle de Mai. Il est associé au brasseur Édouard Velten, à Jean Aubert ou à l'éditeur Paul Barlatier.
Eugène Bonnasse trouve aussi le temps de gérer la propriété agricole de Jouques qui lui vient de ses parents et de fonder dans ce bourg une école privée.

### Léon Bonnasse (1909-1994) et André Bonnasse (1912-2004)

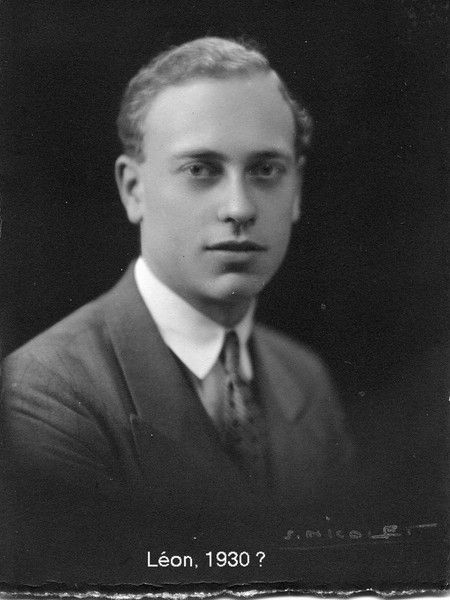
Léon Bonnasse en 1929.

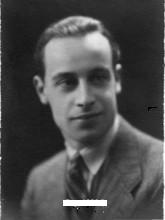
Guillaume Bonnasse en 1930.

Léon, André, et Guillaume Bonnasse gèrent la banque familiale. Le docteur Girbal et le banquier Léon Bonnasse apportent leur soutien en 1947 aux opérations de « squattérisation » ouvrière des logements vacants pour faire face à la crise du logement. Ce mouvement parvient ainsi à articuler sur la question du logement d'anciens résistants, des militants ouvriers de l'Action catholique et des membres du Mouvement populaire des familles (MPF), dont le siège, financé par Léon Bonnasse, est partagé, rue Breteuil, avec celui d'Économie et humanisme,. Les idées politiques de Léon Bonnasse sont affirmées et il milite au sein du patronat, pour une droite nationaliste aux côtés de Jean Fraissinet, Paul Fournier et André Daher. En 1949, « Léon et Eugène Bonnasse » rachète la Banque Raphel à Martigues, qui constitue leur première succursale. La banque des Bonnasse abrite le siège de l'« Association des amis de Saint-Blaise et de la Provence grecque », dirigée par André Bonnasse. Ce dernier engage une correspondance avec le Père Jacques Loew au moment où le prêtre se voit confier la paroisse de Port-de-Bouc près de Martigues. Léon, Guillaume et André Bonnasse sont membres de la société des Bibliophiles de Provence en 1946.
Mais le bilan au 31 décembre 1969 de la banque marseillaise laisse apparaître que le capital (2 100 000 francs) se retrouve entièrement absorbé par les immobilisations (1 897 420 francs) et bien au-delà si on tient compte d'un portefeuille titres de 1 809 140 francs, composé de participations (notamment EITAC) difficilement négociables. Il faut donc trouver une solution à cette situation.

#### Entrée de la Banque de l'Union Européenne au capital
À la mort de Guillaume Bonnasse en 1969, la banque est transformée en commandite simple. Le caractère familial de la banque s'estompe puisque le capital de Bonnasse frères, banquiers, petits-fils et fils de Léon et Eugène Bonnasse 8, allées Léon Gambetta, est détenu en 1970 par la banque de l'Union Européenne, une émanation du groupe Schneider devenu groupe Empain-Schneider à 50 %. La Banque de l'Union Européenne apporte en décembre 1970 la Banque marseillaise d'escompte à Bonnasse Frères et Cie. En 1972, la banque met en place le système Pronto (service de coursiers deux-roues). Au 31 décembre 1972, la participation de la Banque de l'Union Européenne dans la société anonyme Bonnasse Frères représente 17 494 actions pour une valeur évaluée au bilan de 4 940 927,36 francs. Le bilan de la banque Bonnasse Frères se situe alors autour de 250 millions de francs,. En 1971 la banque ouvre un guichet à Port-de-Bouc en liaison avec le développement industriel de Fos-sur-Mer auquel la Banque de l'Union Européenne collabore activement après avoir constitué avec Paribas le Groupement pour l'industrialisation de la région de Fos-sur-Mer. En 1975, la banque, représentée par Hervé Bonnasse, semble vouloir étoffer son réseau d'agences locales, notamment à Avignon.

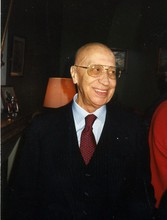
André Bonnasse

L'intégration à la Banque de l'Union Européenne se fait difficilement : après une perte de 900 000 francs en 1973, un premier dividende peut être versé en 1975. Au cours de cet exercice, le capital est doublé, passant de 5 à 10 millions et la part de la BUE atteint 77 % puis 99.7 % en 1976.
André Bonnasse publie en 1980 à frais d'auteur une histoire de la banque familiale : Bonnasse, banquier : une banque privée au XIXe siècle. En 1981, il publie, toujours en auto-édition, un récit polémique relatant un conflit et un procès au sein de la famille concernant l'utilisation de la raison sociale « Bonnasse » par les deux banques familiales, « Léon et Eugène Bonnasse » et « Banque Phocéenne Henri Bonnasse et Cie » : L'Écharde. Ce conflit (traité dans une section ci-dessous) divise la famille entre 1928 et 1987. André Bonnasse et son épouse, née Marguerite Régis, vendent cette année-là le Domaine Ventre, célèbre îlot immobilier historique situé dans le centre-ville de Marseille et ayant appartenu aux frères Louis et Victor Régis qui y exploitent une fabrique de bonnets de Tunis ou de Fez au XIXe siècle.

#### Intégration au CIC

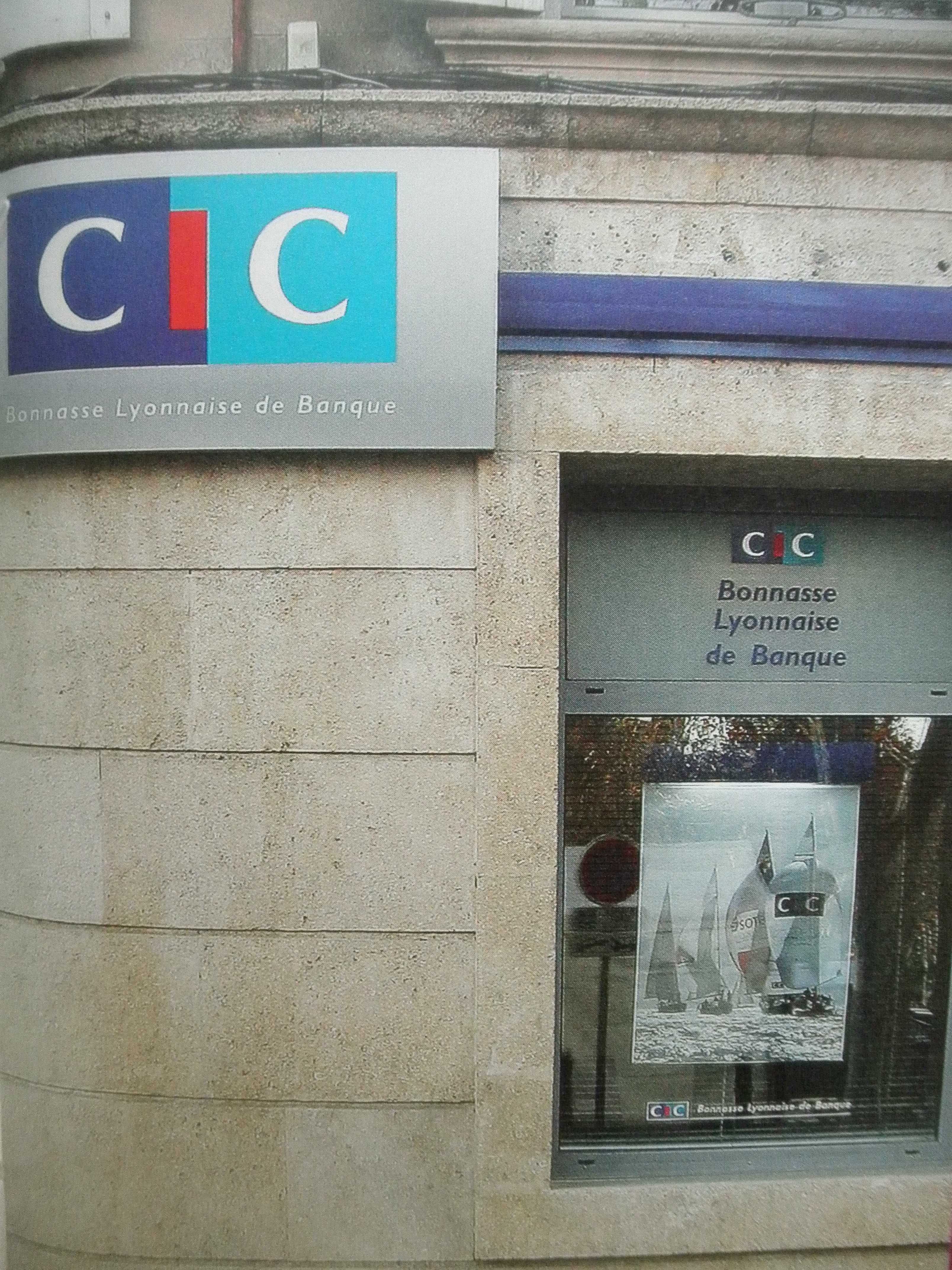
Une agence de la Bonnasse Lyonnaise de Banque.

Lors de la prise de contrôle par le Crédit industriel et commercial de l'ancienne banque familiale, en 1983, le capital est détenu à 85 % puis à 99 % en décembre 1986 par le nouveau groupe. Léon Bonnasse, président-directeur général de 1971 à 1975 puis président d'honneur, maintient toujours une présence familiale au conseil. 

« La banque exploite dix agences, huit dans les Bouches-du-Rhône et deux dans le Vaucluse avec 199 salariés et son bilan frôle le milliard de francs. Sa clientèle de particuliers sélectionnée en fonction de ses revenus et de ses capacités d'épargne, lui apporte 70 % de ses ressources mais elle consacre 76 % de ses emplois à des crédits aux entreprises. »

En 1987, l'établissement bancaire marseillais, qui a définitivement perdu son caractère familial, change d'enseigne pour s'appeler « Banque Bonnasse », établissement dirigé par Jean-Michel Scaramanga. C'est l'époque où la banque songe à son introduction en bourse. Mais ce projet ambitieux nécessite une privatisation de l'actionnaire principal, le CIC et le ministre de l'époque Édouard Balladur, ne prend pas de décision dans ce sens.
La banque connait une vive expansion dans les années 1980, son bilan atteignant les 2.5 milliards en 1990 mais la décennie suivante est « problématique », selon le terme de Nicolas Stoskopf, historien du CIC, puisque les salariés chez Bonnasse passent de 220 en 1989 à 185 en 1992. Les exercices 1994 et 1995 se soldent par de lourdes pertes se montant respectivement à 55.5 et 40 millions de francs. La Banque Bonnasse participe cependant à des opérations de mécénat : en 1995, elle effectue par exemple un don en faveur du Musée des arts décoratifs et de la Mode à Marseille. Jean-Claude L'Arnaud est nommé à cette époque, à la tête de la Banque Bonnasse.
En 1996, L'Union européenne du CIC rationalise ses filiales dans les Bouches-du-Rhône et dans l'Ain, après les conseils d'administration de deux de ses filiales réunis le 5 janvier 1996. Dans l'Ain, la Lyonnaise de Banque et la BRA (Banque régionale de l'Ain) échangent trois agences de part et d'autre, et les OPCVM de la BRA sont gérées par la Lyonnaise. À Marseille, cela se traduit par la fusion des réseaux de la Banque Bonnasse et de la Lyonnaise de Banque pour constituer un groupe avec une part de marché locale de 5 %,. La banque annonce à cette époque une perte de l'ordre de 20 millions de francs au titre de l'exercice 1995, pour un produit net bancaire de 130 millions, après un déficit de 55 millions en 1994. En 2008, la Banque Bonnasse, le « Petit Poucet » du CIC, dispose d'un réseau de onze agences et affiche une santé délicate. Cette situation précaire est liée à sa petite taille et à un environnement bancaire difficile dans la région. Le CIC Lyonnaise de Banque intègre alors le CIC Bonnasse Lyonnaise de Banque par fusion - absorption. La référence formelle à la raison sociale « Bonnasse » disparaît à cette occasion mais Bonnasse est, avec Scalbert et Dupont, une des trois raisons sociales d'origine familiale, qui survivent dans le groupe Crédit mutuel - CIC.

## Branche Henri Bonnasse (1853-1893)

### Henri Bonnasse (1853-1893)

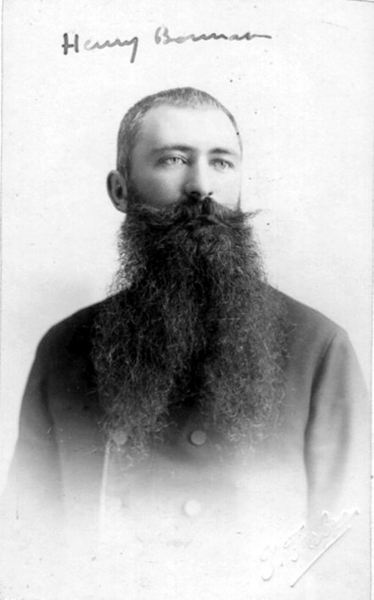
Henri Bonnasse

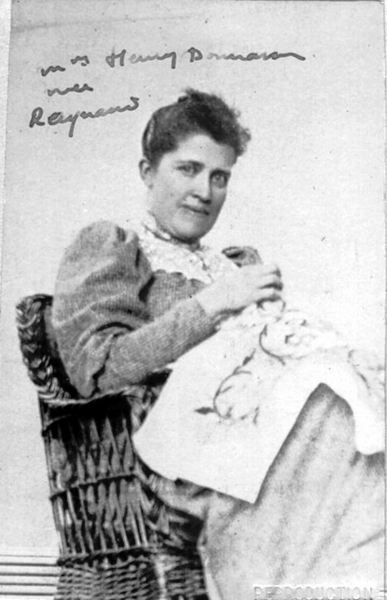
Marguerite Raynaud

Henri Bonnasse I est né à Marseille le 31 août 1853. Il est le fils aîné d'Eugène Bonnasse I (1826 † 1904). Entré à Mongré en 1862, il y passe huit ans et y fait sa première communion le 25 mai 1865. Quand éclate la guerre de 1870, il achève sa rhétorique. En octobre 1865, Mongré rouvre pour quelques jours seulement et les bâtiments sont transformés en caserne. Eugène Bonnasse rappelle son fils Henri à Marseille et le confie à des maîtres particuliers qui le préparent au baccalauréat. Ses études achevées, à 18 ans, il prend rapidement place dans la maison de banque de son père. Engagé conditionnel en 1873 au 12e régiment de ligne à Toulon, il gagne l'estime de ses chefs. Son volontariat fini, Henri Bonnasse reprend son travail interrompu dans la banque paternelle.
En juillet 1876, il épouse mademoiselle Marguerite Raynaud, ancienne élève du pensionnat du Sacré-Cœur, à Saint-Joseph, banlieue de Marseille. Un fils, Joseph, nait un an plus tard. Marguerite Bonnasse meurt en février 1893. Elle était conseillère de la Congrégation des Enfants de Marie du Sacré-Cœur de Marseille.
Henri Bonnasse devient dès lors un fervent pèlerin à la Basilique Notre-Dame-de-la-Garde. Dès l'âge de 24 ans, il est nommé administrateur de la basilique, fonction qu'il conserve jusqu'à sa mort. Avec le Docteur Augustin Fabre, il se fait le promoteur des pèlerinages quotidiens qui sont la gloire de la piété marseillaise envers Marie. Il provoque une souscription populaire en 1890 pour l'achèvement des mosaïques de la basilique. Il reçoit du Souverain Pontife la croix de chevalier de Saint Grégoire. Henri Bonnasse est également passionné de chasse et élève des chiens de race souvent remarqués dans les manifestations canines. Il meurt en présence de son fils Joseph, dans un accident de chasse à Septèmes près de Marseille quelques mois après la disparition de son épouse, en septembre 1893.

### Joseph Bonnasse (1877-1936)

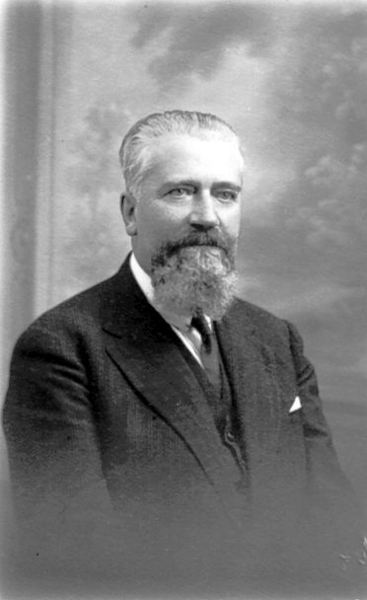
Joseph Bonnasse

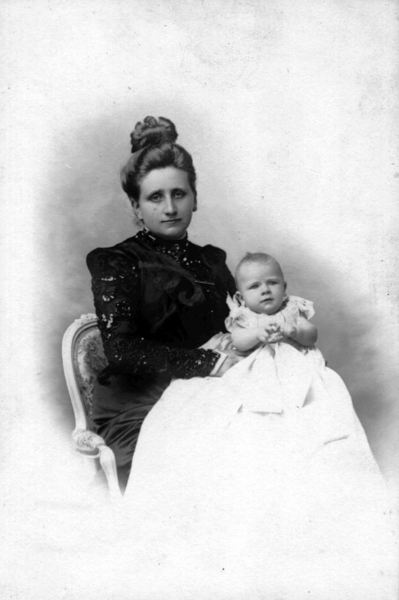
Cécile Cyprien-Fabre avec Henri Bonnasse

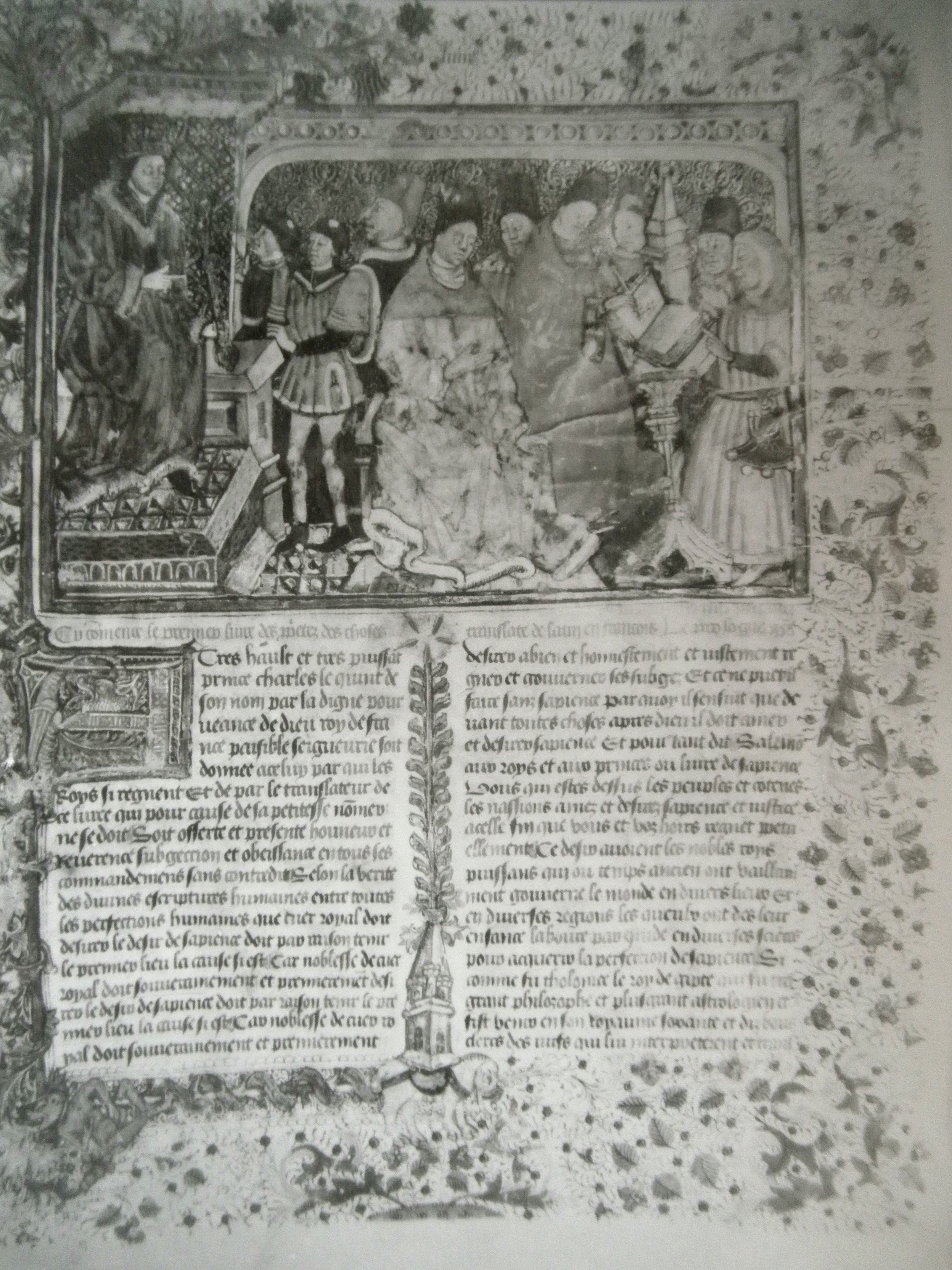
Livres d'heures de J. Bonnasse, dépôt au CFAT.

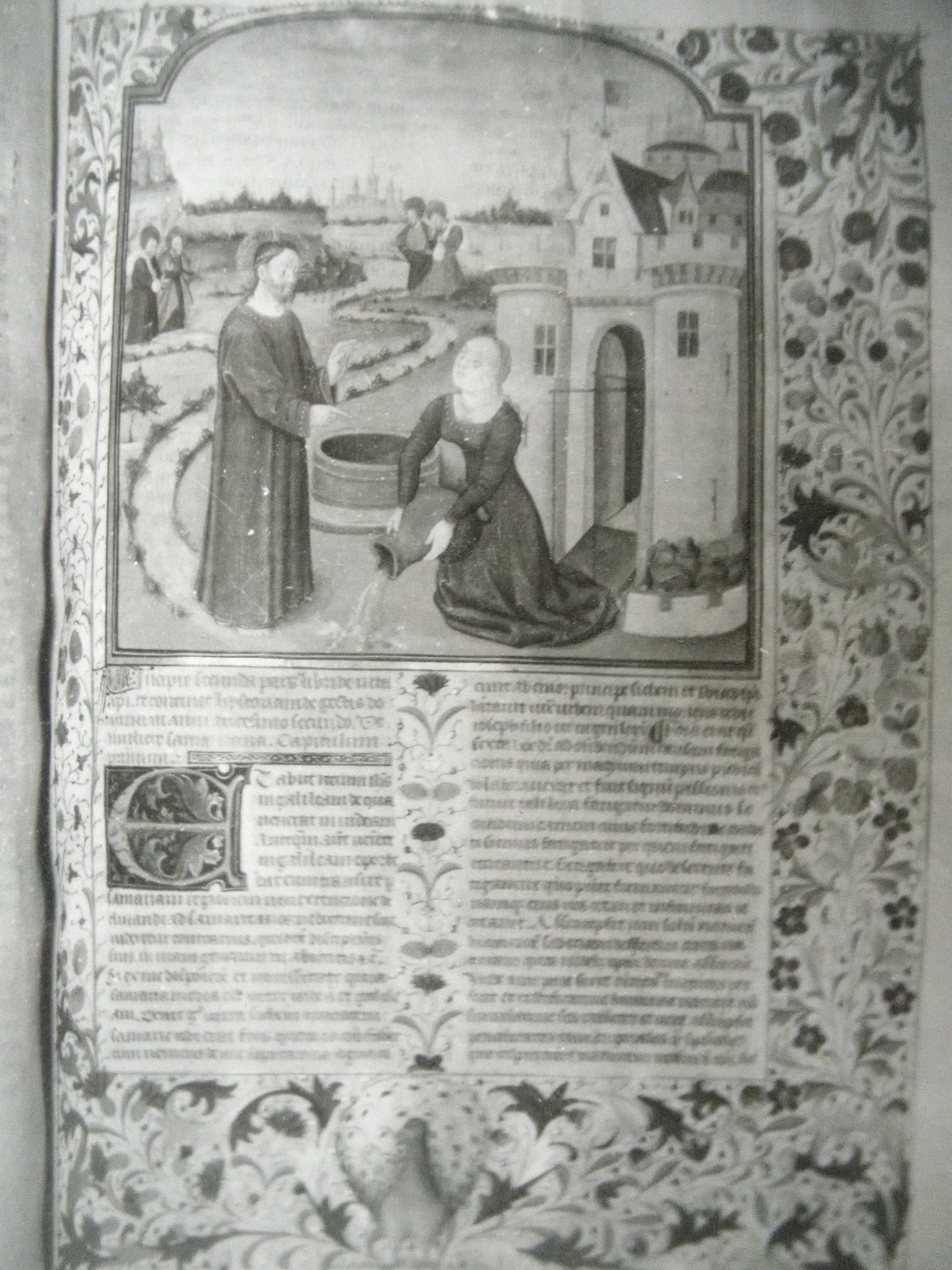

#### Jeunesse, mariage, premières affaires
André, Marie, Joseph Bonnasse II est un financier marseillais et parisien, banquier, armateur et actionnaire de nombreuses affaires coloniales. Ayant perdu ses parents très jeune, il vit avec son grand-père Eugène Bonnasse I. Il n'a jamais fait de service militaire pour des raisons médicales. Il est réformé dès l'âge de 20 ans, en 1897, pour une maladie de cœur très grave dont il souffre toute sa vie et qui l'emporte à 58 ans en 1936. Il épouse Cécile Cyprien-Fabre. Il devient associé dans la maison de banque en 1900 et réside dans l'immeuble du 12, boulevard d'Athènes. En 1912, il possède la moitié de la banque et son rôle devient de premier plan par l'importance des résultats acquis en 13 ans. Son oncle Léon Bonnasse et son cousin Eugène Bonnasse touchent la moitié des bénéfices qui ont fortement progressé. Ils s'efforcent et réussissent à faire refuser à Joseph Bonnasse des propositions fort intéressantes que ce dernier reçoit en 1914 de Lucien Villars, Président de la Banque de l'Union parisienne. En 1914, la Banque Bonnasse constitue avec Albert Armand, Henri Grand - Dufay et Eugène Gigandet, la Société des plantations d'Honquan - Cochinchine au capital de 1.5 million de francs pour développer la culture des caféiers robustas,. Joseph Bonnasse est nommé en 1919 membre titulaire de la commission d'enquête du port de Marseille par le Préfet des Bouches-du-Rhône. Cette même année, il est nommé chevalier de la Légion d'honneur. En 1920, il est également actionnaire dans la Compagnie marseillaise de Madagascar de Léon Besson, présidée par Lucien Estrine. L'entreprise prévoit d'engager plusieurs projets agro-industriels, notamment l'installation d'une plantation de cannes à sucre et d'une sucrerie dans la vallée du Sambirano. Joseph Bonnasse gère encore la Savonnerie La Vierge — ex-Félix Eydoux — avec Auguste Rostand et Paul Cyprien - Fabre,.

#### Château de La Rouvière, collectionneur
La famille habite dans le quartier du Cabot (banlieue sud de Marseille), le château de La Rouvière au début du XXe siècle. La propriété de La Rouvière a été acquise par le grand-père de Joseph Bonnasse, Eugène Bonnasse I (mort en 1904) le 30 juin 1886. Joseph Bonnasse donne ensuite une orientation parisienne à sa carrière professionnelle et s'installe vers 1920 à Paris (17, Quai Voltaire) où il a 4 conseils d'administration : la Société Centrale des Banques de province, les Affréteurs Réunis, la Caisse Générale de l'Industrie et du Bâtiment et la florissante Compagnie marocaine. En 1911, Joseph Bonnasse commande à l'architecte paysagiste établi 17, avenue Carnot à Paris, Édouard André, des travaux de réhabilitation importants dans parc de La Rouvière. Les terrassements et travaux de plantations de conifères, de rehaussement des pelouses du parc à la française sont confiés à E.Berthier, paysagiste à Paris. Les travaux de construction ou de rénovation des grands bassins sont pris en charge par l'entreprise parisienne du cimentier Victor Tatoux. Les éléments de décoration sculptés du grand bassin représentant un groupe « Louis XIV » en fonte sont commandés à Charles Delanglade et livrés par la Fonderie d'art du Val d'Osne. Joseph Bonnasse achète encore un domaine agricole de 84 hectares environ à Rians, le domaine de Saint-Maurin, avant 1917. Ce domaine est l'objet d'un échange quelques décennies plus tard en 1939, entre son fils Henri Bonnasse II et la société anonyme Saint-Antoine, qui possède la propriété de Bon Abri.

Rare mémoire de restructuration paysagère du parc du château de La Rouvière signé par l'architecte Édouard André en 1911 pour le compte de Joseph Bonnasse, au Cabot (Marseille).
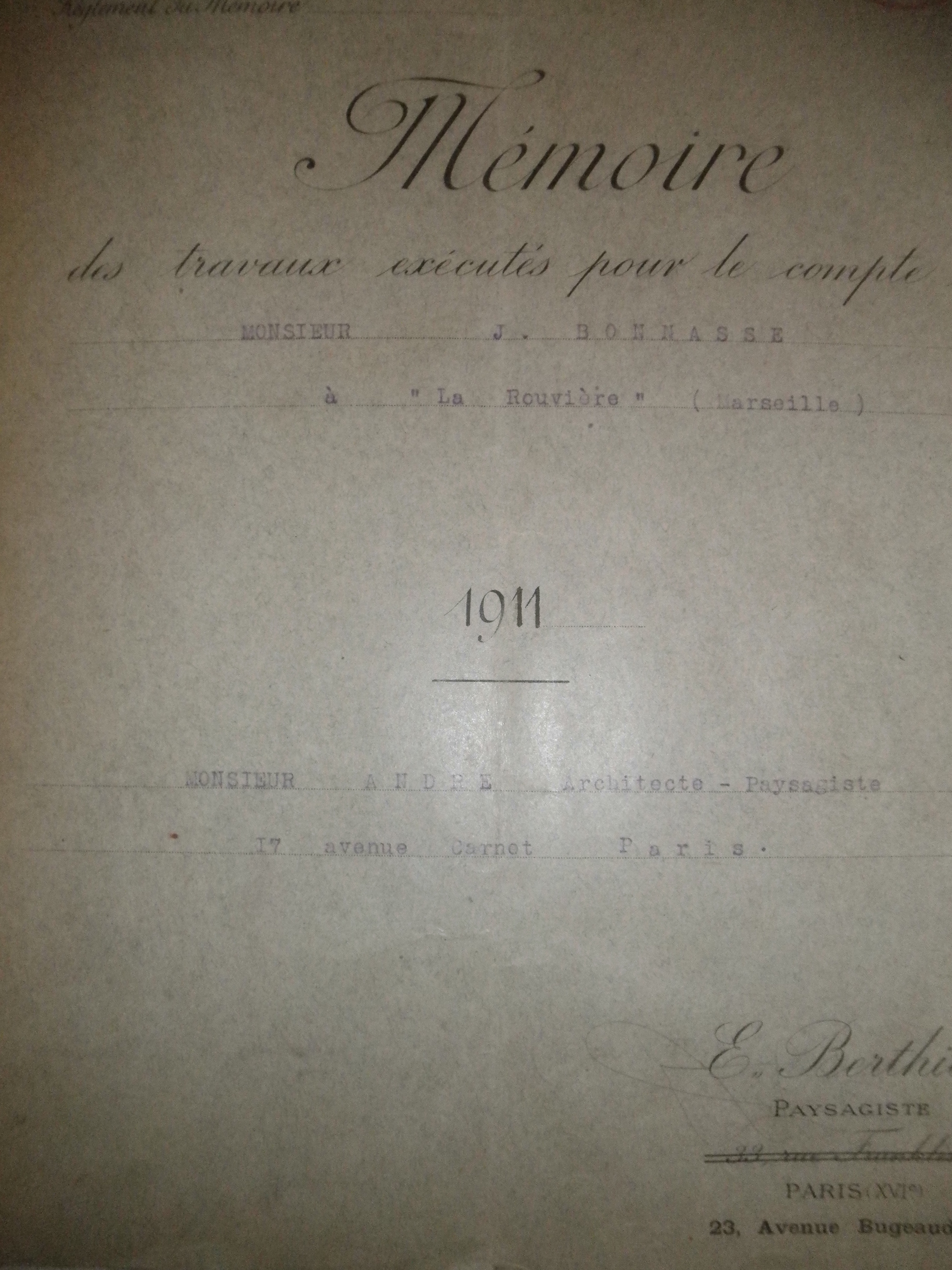
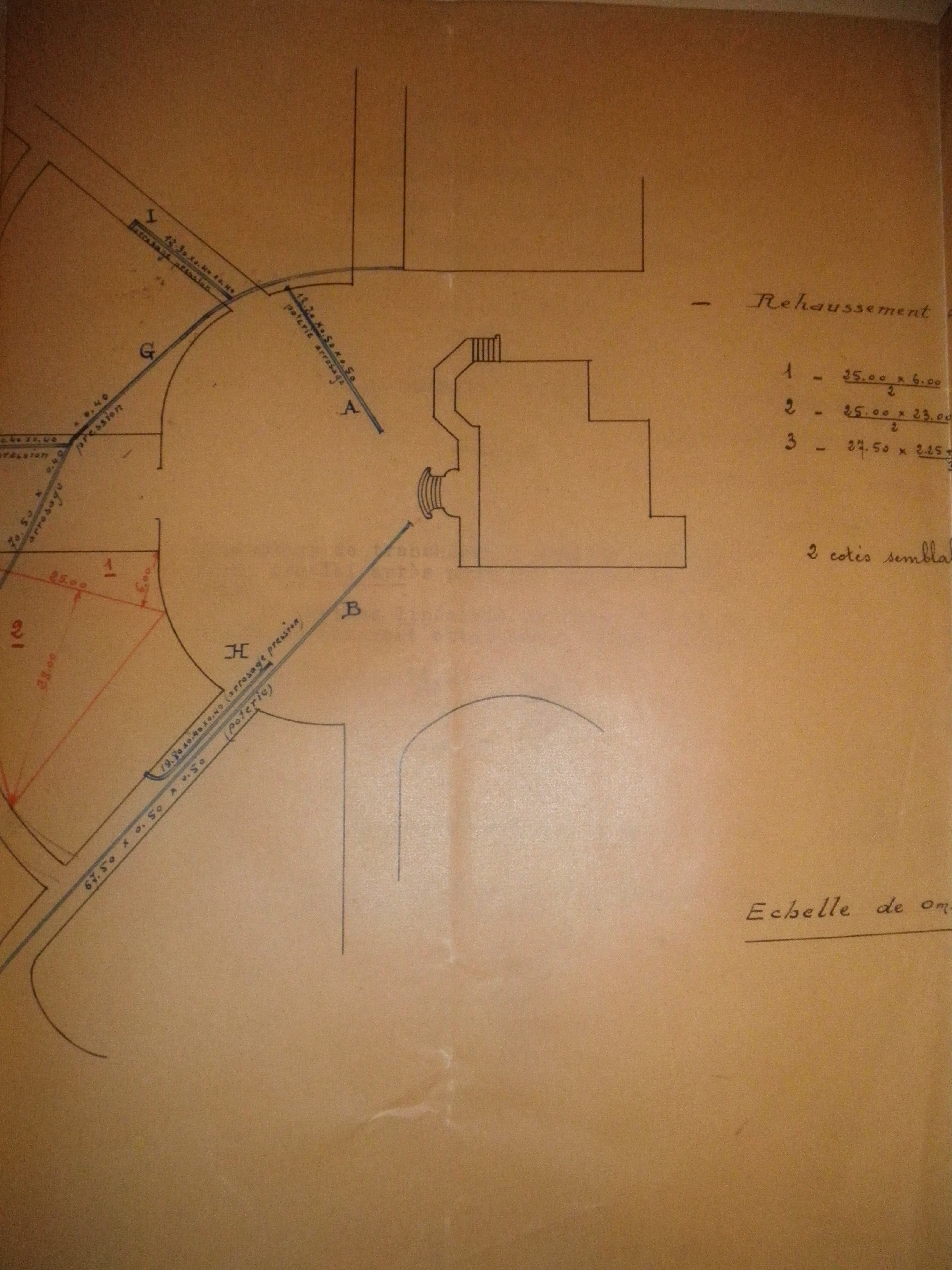
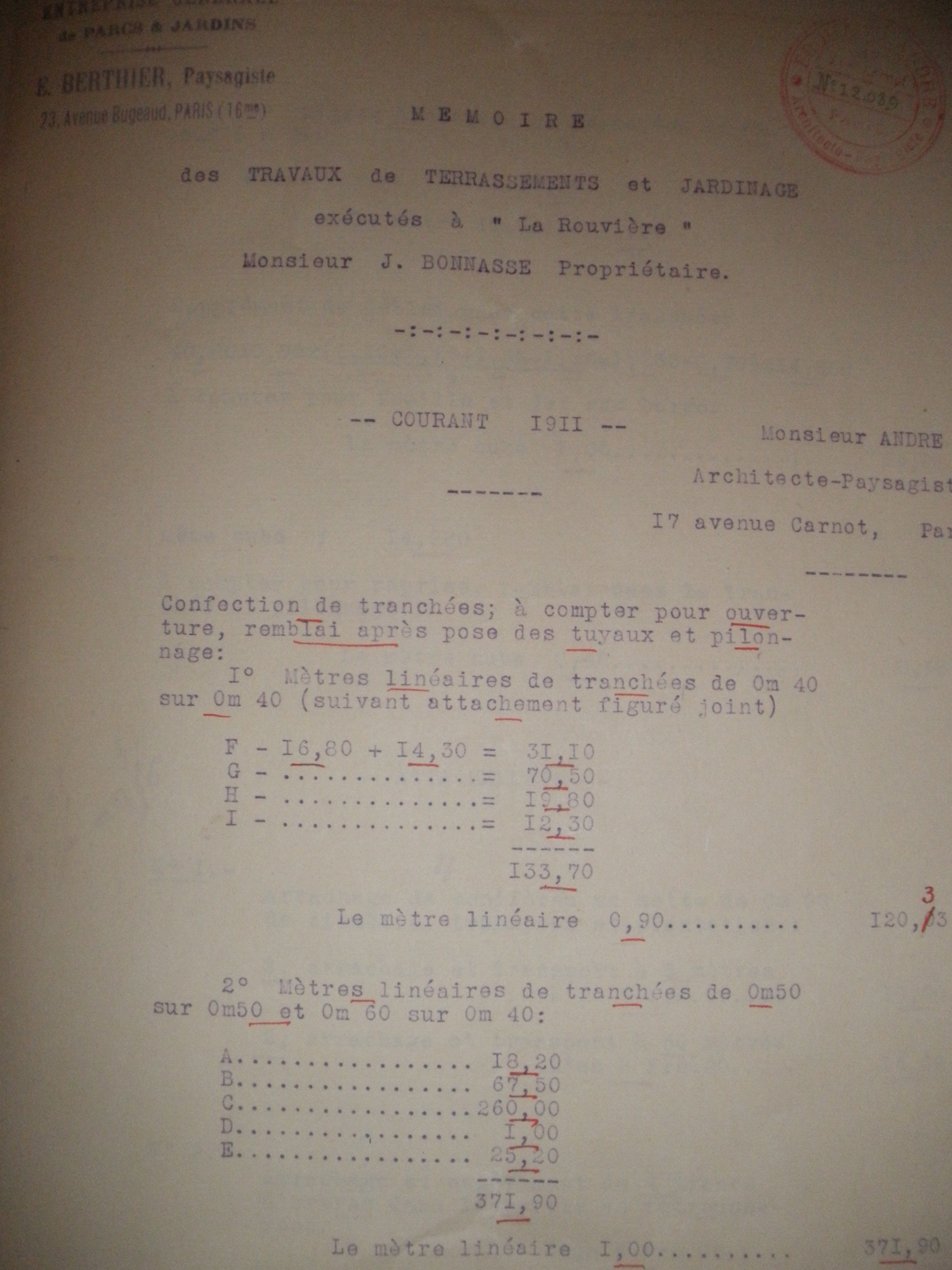
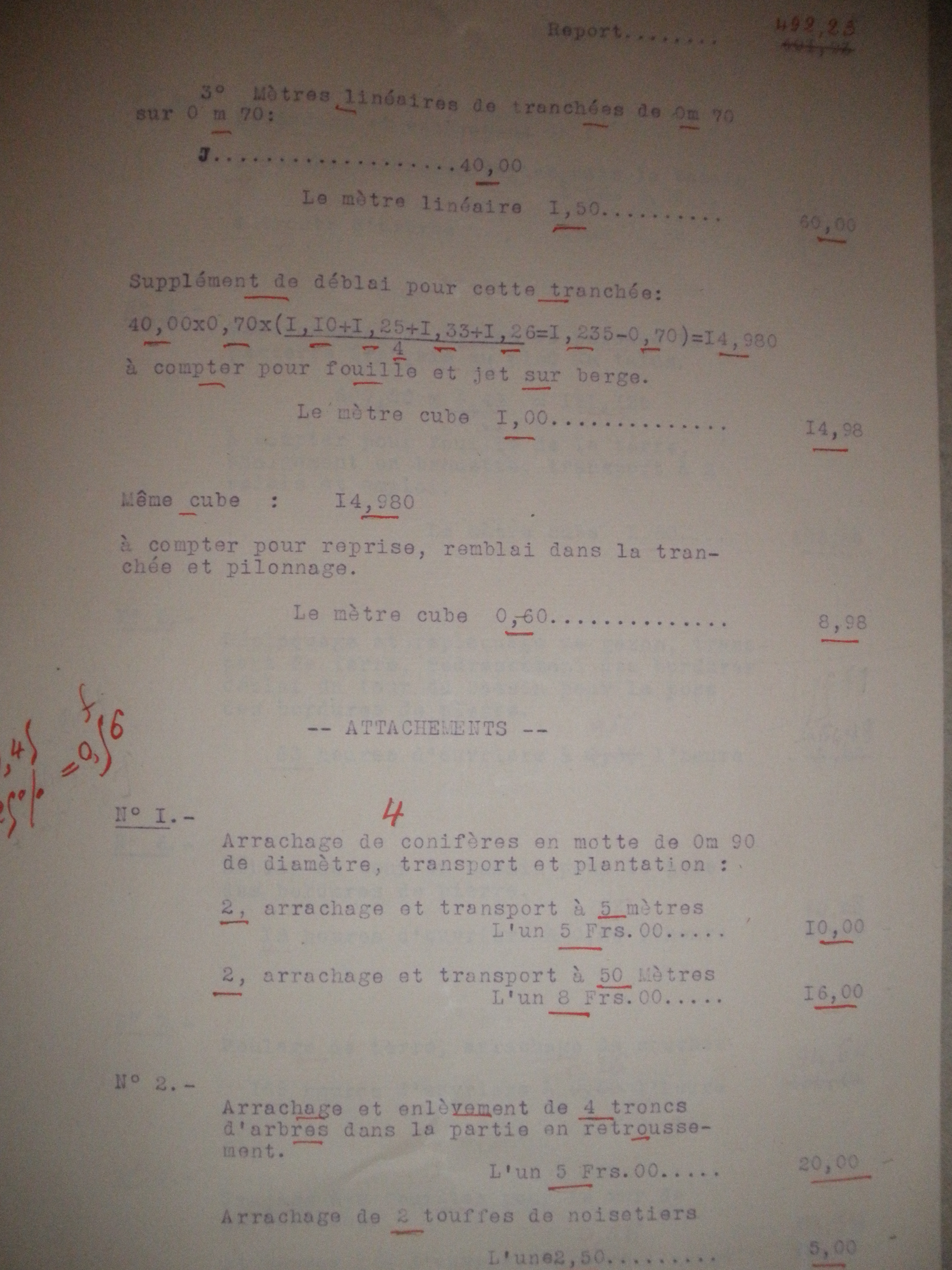
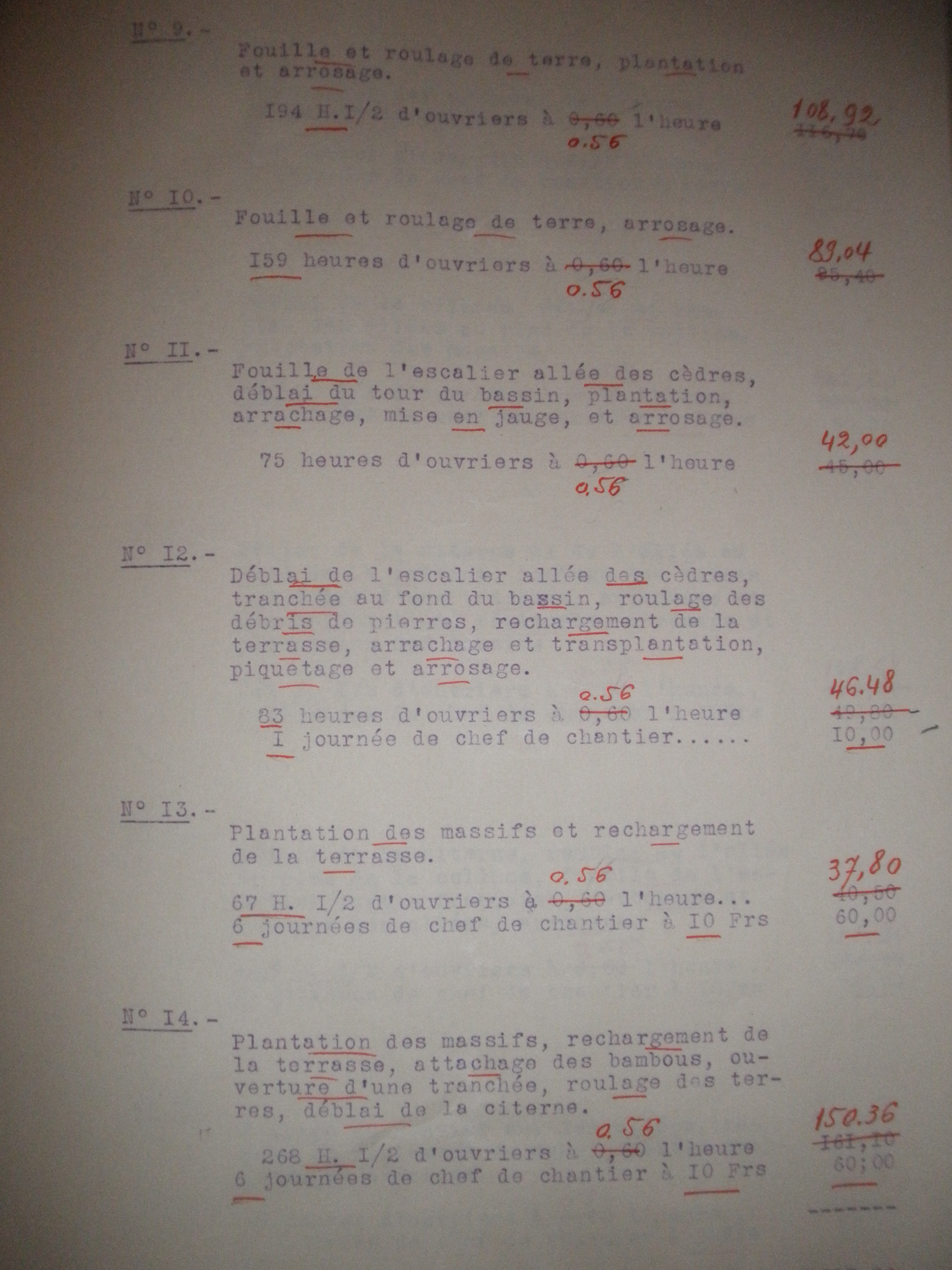
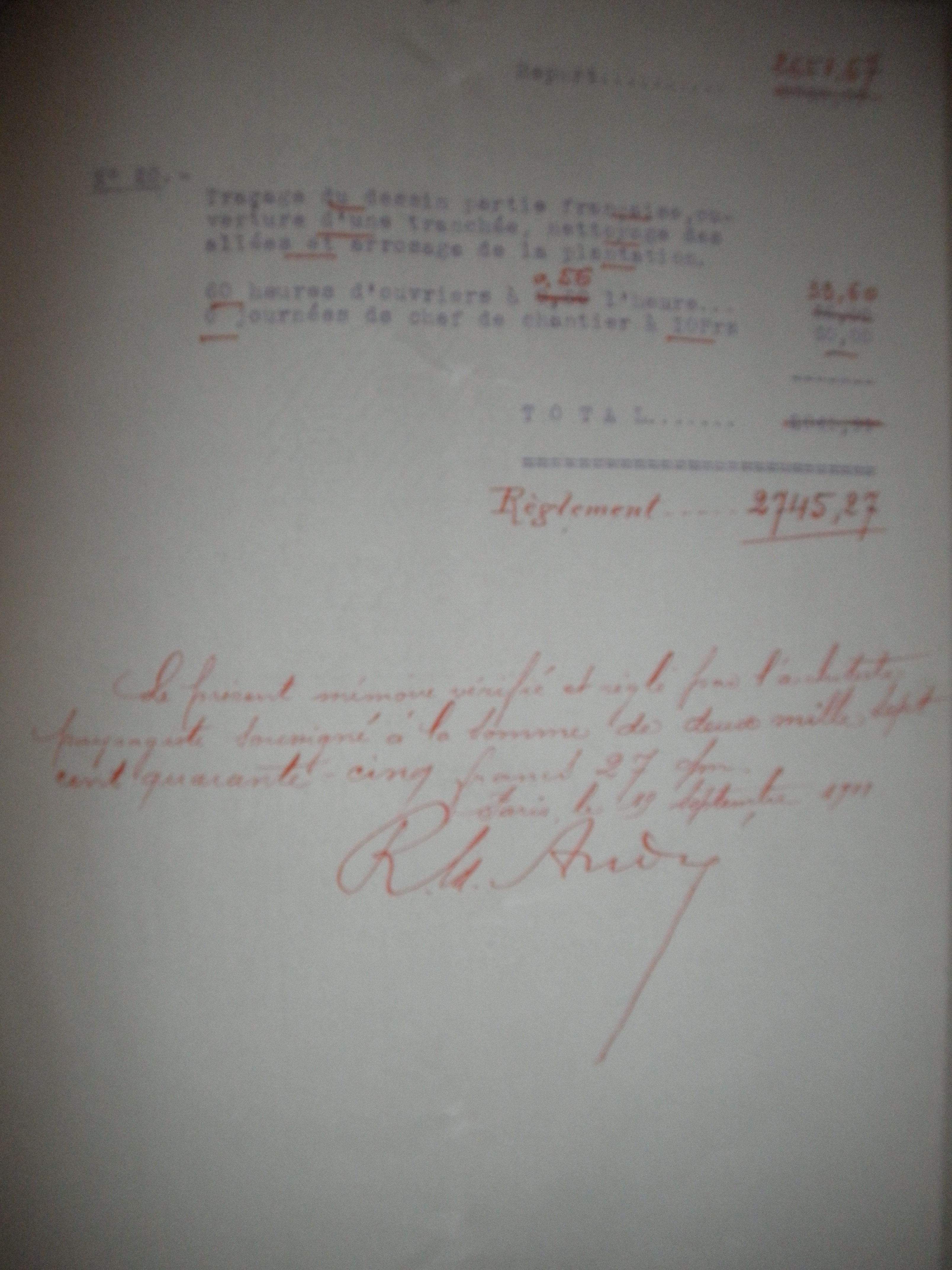
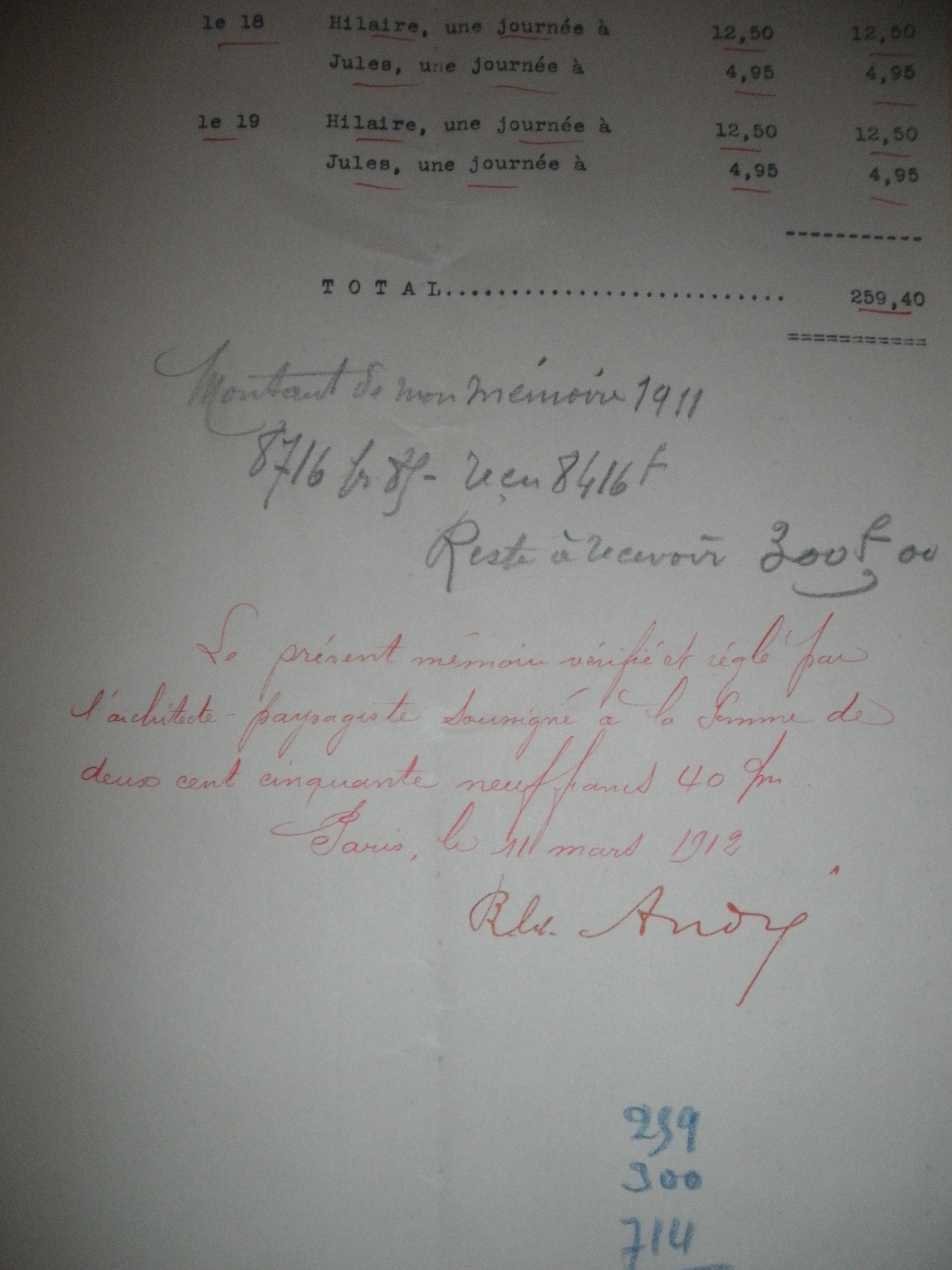
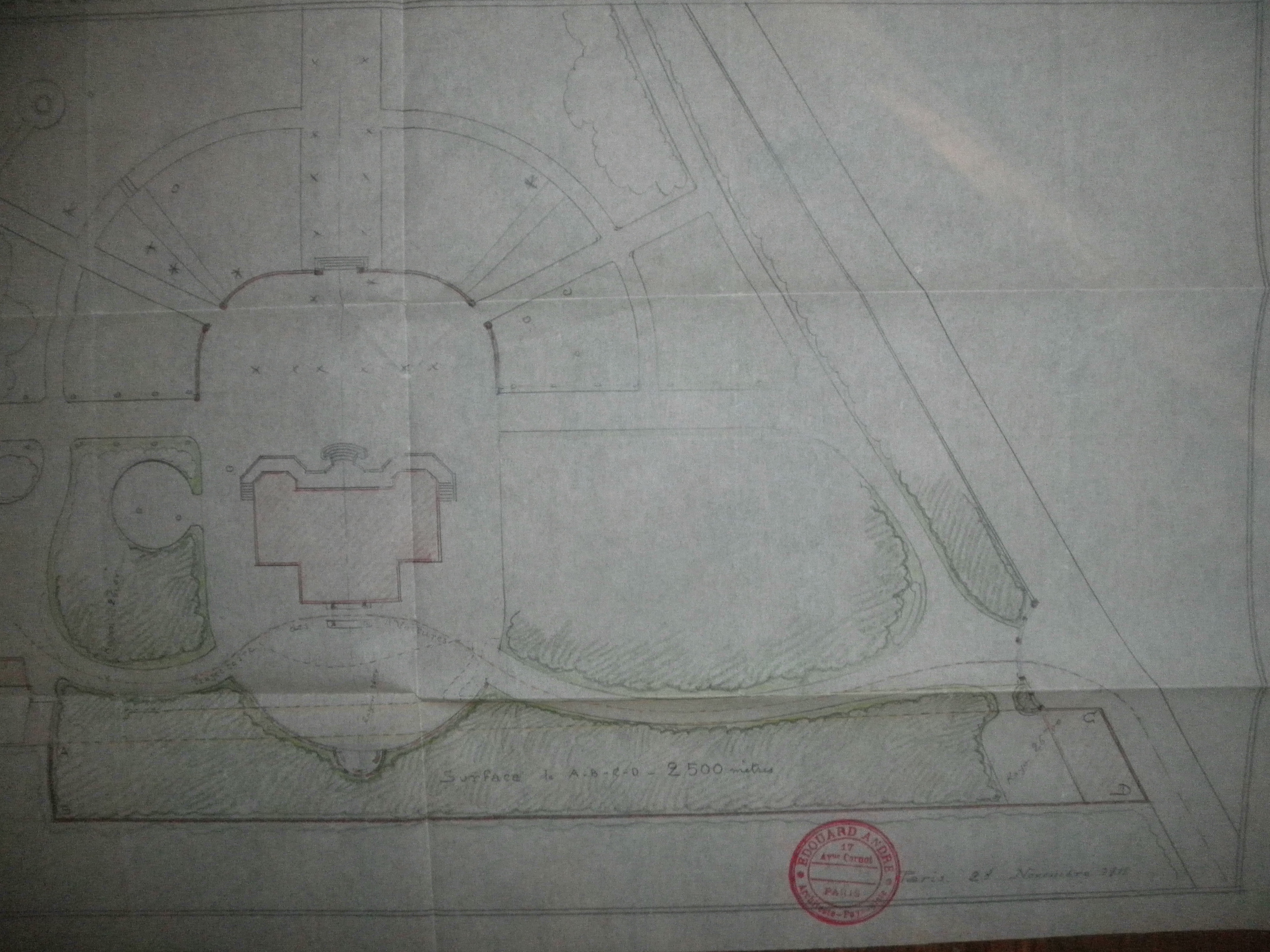

Joseph Bonnasse est aussi un collectionneur de nombreux livres rares et précieux qu'il réunit dans sa bibliothèque de la Rouvière. Cette collection semble également être exposée au 17, quai Voltaire à Paris vers 1930 et l'inventaire après décès du 14 avril 1936 indique notamment : Voltaire, Œuvres complètes, édition de Kehl, 1785, figures de Moreau le Jeune, Marillier, 70 volumes, grand in-octavo, veau, tranches dorées ; un lot de huit volumes in folio, Ovide deux volumes, Blondel architecture, deux volumes, Temple des Muses, un volume École de cavalerie, un volume recueil de dessins, un volume. Mais la faillite de la Banque Privée laisse des traces dans la succession du banquier. Les plus beaux ouvrages sont déposés du vivant de Joseph Bonnasse en garantie d'avance au Crédit Foncier d'Algérie et de Tunisie comme un livre d'heures du XVIe siècle enluminé, un livre d'heures de Philippe Pigouchet, édition de 1496 dans sa reliure originale ou un livre d'heures avec reliure en mosaïque du relieur attitré du roi Louis XV, Michel-Antoine Pasdeloup.

Le château de la Rouvière à Marseille, quartier du Cabot, écrin de la bibliothèque d'ouvrages rares, en 1912.
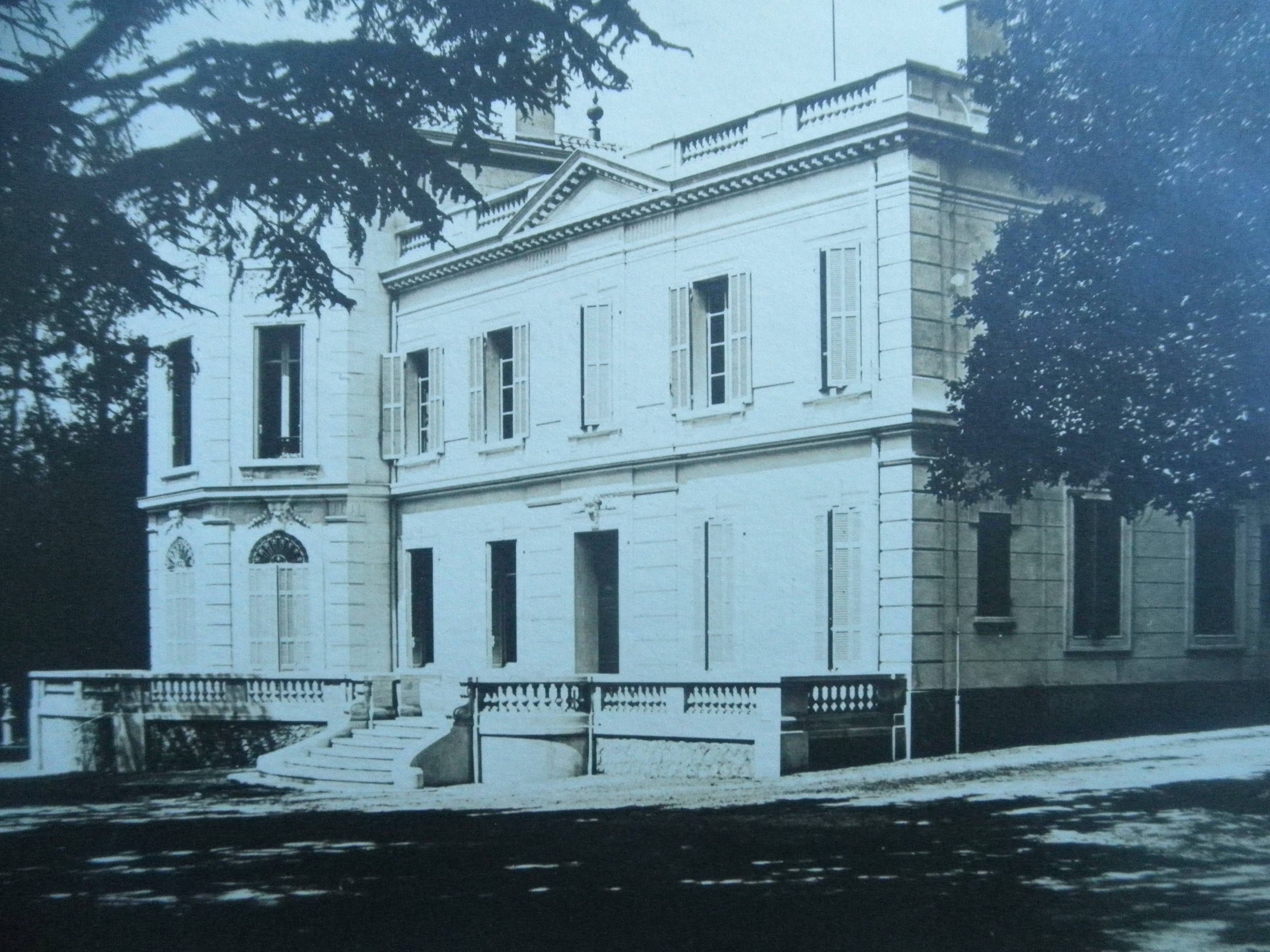
Le Château de la Rouvière.
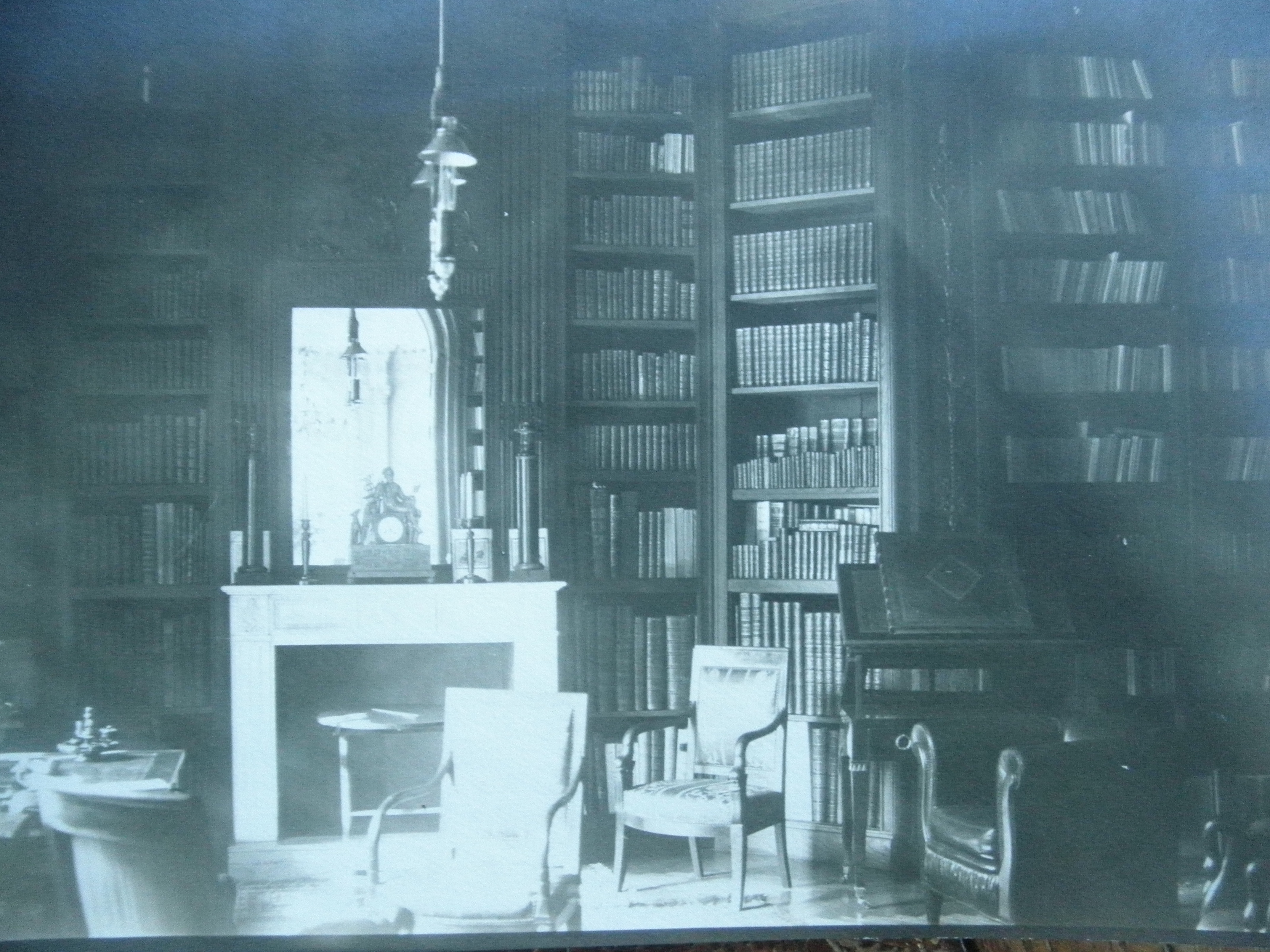
La bibliothèque de Joseph Bonnasse.
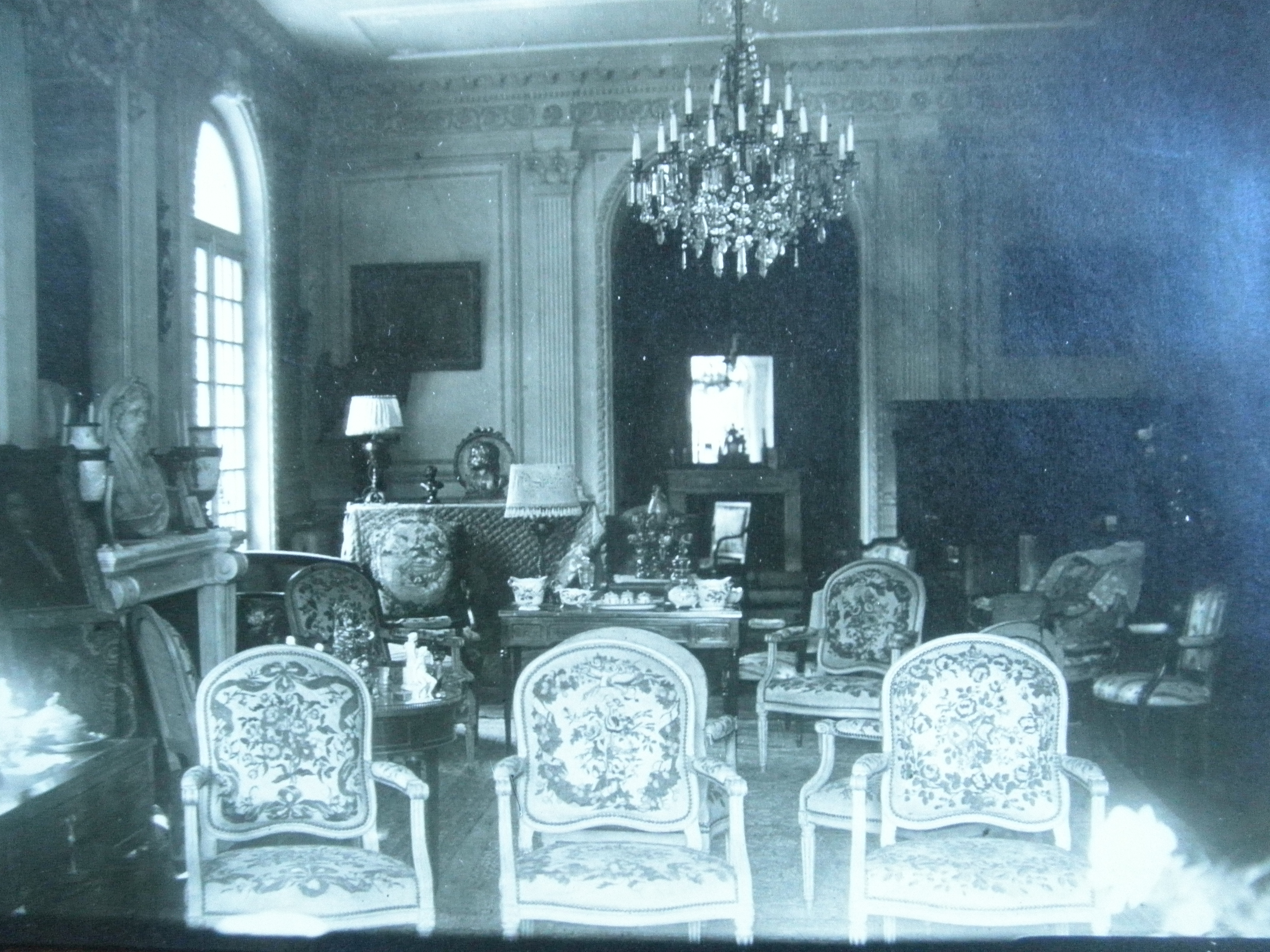
Salon principal au Cabot.
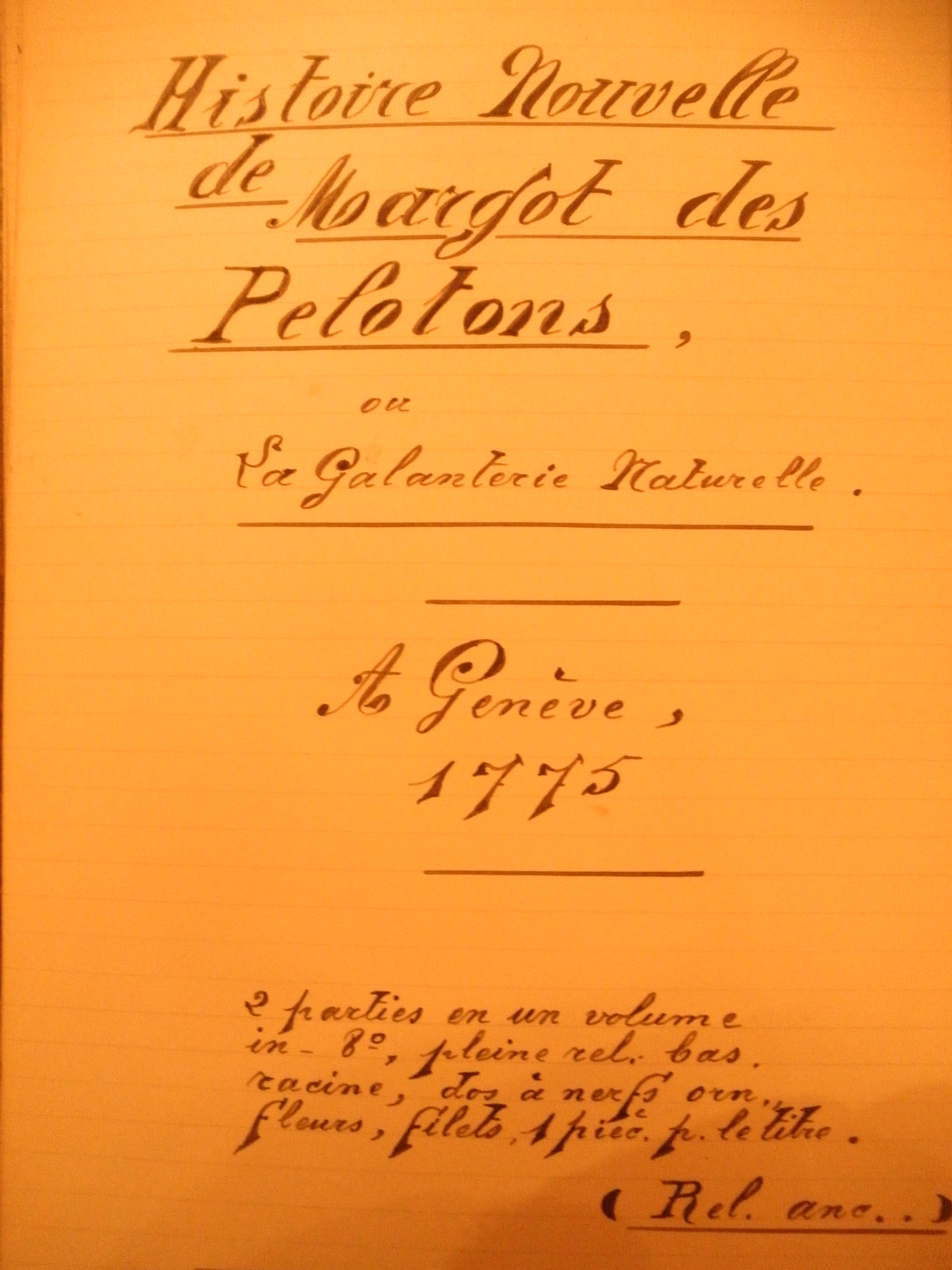
L'inventaire
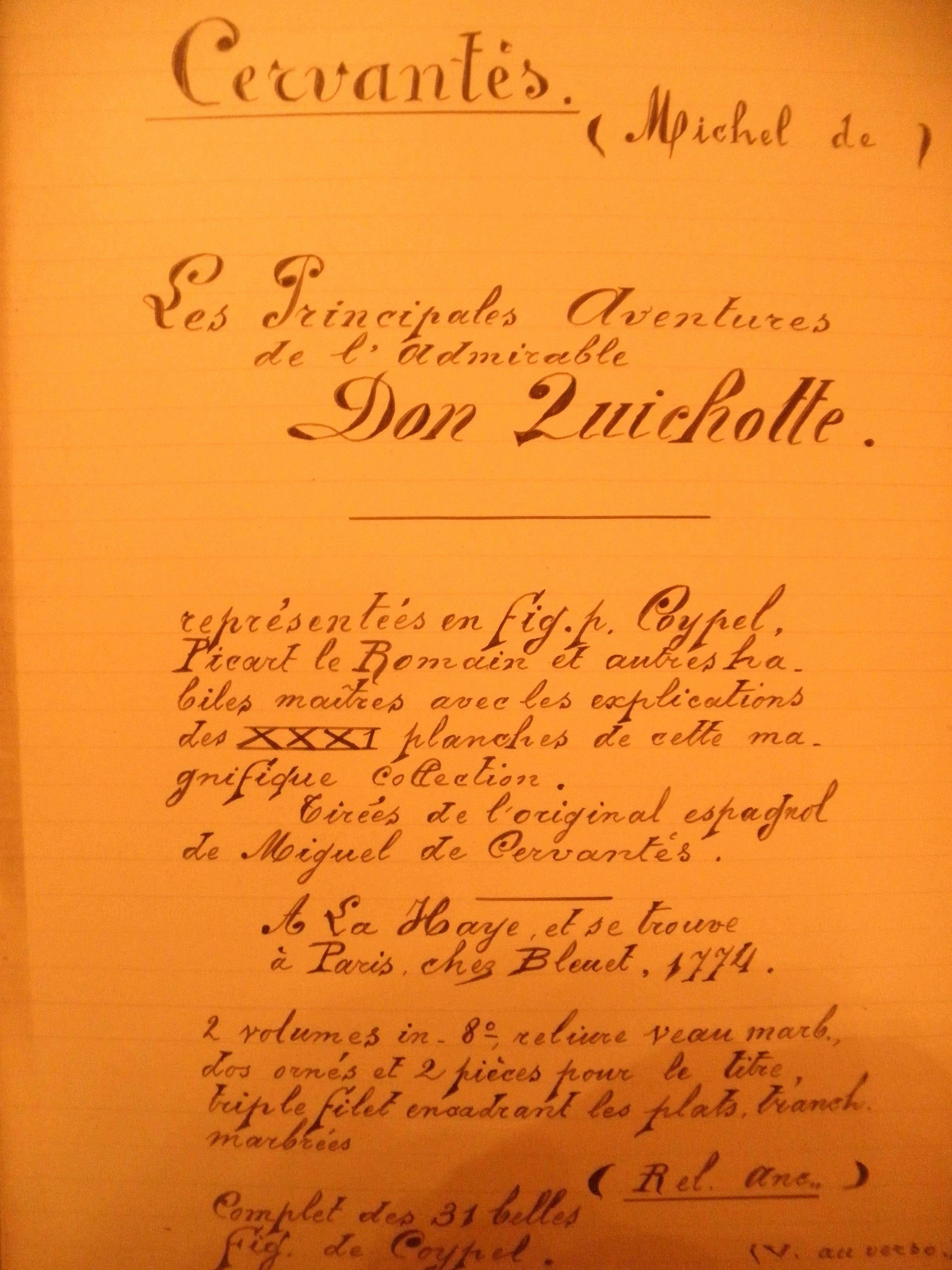
des livres
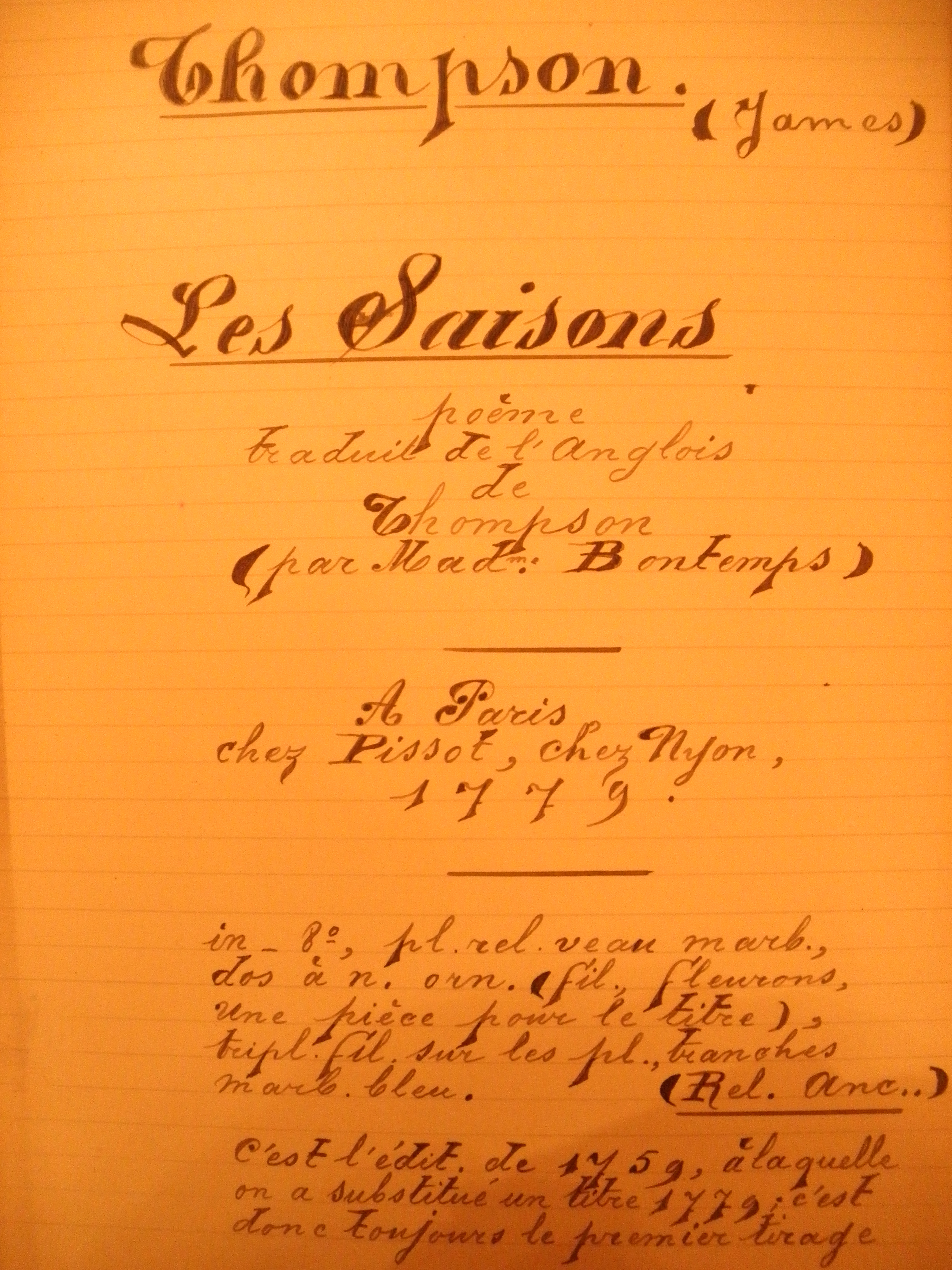
de J. Bonnasse.

#### Société centrale des banques de province
En 1905, environ 325 banques locales se fédèrent sous le nom de Société Centrale des Banques de Province pour se protéger, centraliser leurs opérations sur Paris et obtenir une part des grands marchés financiers. Elle traite avec des particuliers, villes, départements, sociétés, banquiers et administrations publiques ou privées, États, spécialement pour le compte des membres du Syndicat des Banques de Province. Joseph Bonnasse est membre de cette structure.

#### Banque Privée industrielle commerciale coloniale Lyon - Marseille

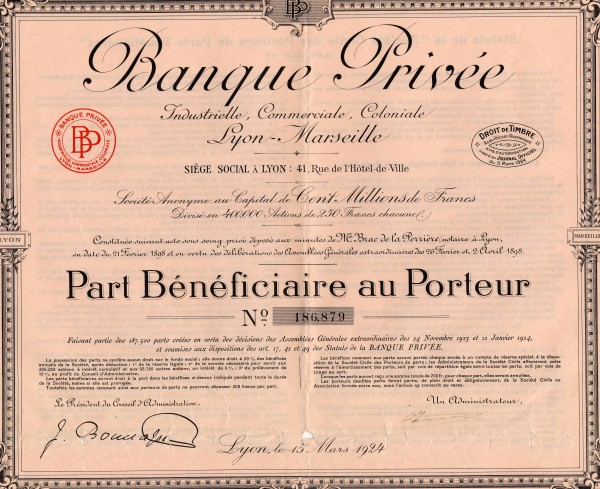
Part bénéficiaire au porteur avec signature de Joseph Bonnasse.

Avant l'arrivée de la famille Bonnasse dans son capital, la Banque Privée connait des fortunes diverses. Elle a été fondée par Francisque Vial et Louis Pradel en 1898 à Lyon et par la Banque Privée de commerce de Saint-Pétersbourg. L'établissement côtoie le gouffre parfois et la Banque de Paris doit l'appuyer de son prestige et de son argent. Avec la Première Guerre mondiale et surtout avec Frédéric François-Marsal, la situation s'améliore. Elle connait une ère de prospérité sans précédent et s'emploie à d'importantes opérations de crédit qui exigent des mouvements de fonds considérables. Entre 1921 et 1931, Joseph Bonnasse est l'un des dirigeants de la Banque privée Lyon - Marseille. En effet, par actes sous seing privé des 29 août et 28 novembre 1921, Joseph Bonnasse, son oncle Léon Bonnasse et son cousin, Eugène Bonnasse cèdent à la Banque Privée le fonds de commerce de banque dépendant de la société en nom collectif ayant existé entre eux sous la raison sociale « Bonnasse », et dont le siège est à Marseille, 12, boulevard d'Athènes. Cette cession se réalise pour le prix de 13 800 000 francs, payable 5 000 000 de francs comptant et 8 800 000 francs en actions de la Banque Privée à prendre sur une prochaine augmentation de capital de ladite banque. Louis Pradel, Président de la Banque privée et futur président de la Chambre de commerce de Lyon, avait déjà accueilli le banquier-négociant phocéen Zafiropoulo dans son conseil d'administration. C'est « l'une des banques les plus importantes de la place par le nombre et la variété de sa clientèle. » Joseph Bonnasse devient vice-président du conseil d'administration. Le siège social lyonnais de la banque est situé 41, rue de l'Hôtel de ville et un établissement existe également à Paris, 30-32, rue Laffitte. Dès 1922, Joseph Bonnasse est nommé Président du conseil d'administration de l'établissement. Un passif important n'a cependant pas été porté à la connaissance de la famille Bonnasse lors de l'achat de la banque et l'augmentation de capital prévue dans les accords de 1921 ne peut se réaliser. En 1923, la Banque de France donne son accord pour effectuer avec l'appui du groupe Bauer - Marchal, la réorganisation de la Banque Privée qui connait des difficultés. La Banque de France accepte d'escompter personnellement à Henry Bauer et Charles Marchal, 75 millions de papier de mobilisation pour permettre l'augmentation de capital ; ils prennent donc le contrôle de la banque. Les financiers Bauer et Marchal renforcent ainsi leur rayonnement provincial (complété par la Banque d'Alsace-Lorraine et la Banque du Rhin) : 

« La réorganisation financière de la banque, intervenue entre novembre 1923 et janvier 1924, par l'apurement des pertes et le regonflement du capital ne suffit pas à dégager les incertitudes car une mini-ruée sur ses dépôts se produit en été 1925 en plein cœur de la crise politico-monétaire. (...) La Banque de France se montre un fervent militant de la sauvegarde de la Banque Privée, à laquelle elle procure un volume de réescompte que l'on peut qualifier d'énorme, en quantité puisque ce sont souvent plus de deux centaines de millions de francs qui sont mobilisés, et de généreux, grâce à un examen indulgent de la nature du papier présenté. Il faut de longs mois pour que la situation de la Banque Privée se stabilise quelque peu. »

— Hubert Bonin, « Les mutations des banques du Sud-Est dans l’entre-deux-guerres (1919-1935) », 1996.
 La Banque Privée fait faillite en 1928 et en 1931 sa clientèle est vendue à la Société Lyonnaise de dépôts et de crédit industriel, filiale du CIC, qui s'installe au 12 boulevard d’Athènes à Marseille, siège historique de la vieille Banque Bonnasse. Cette faillite est liée à la mauvaise santé financière et au naufrage qui s'ensuit, d'une société d'armement naval, Les Affréteurs Réunis, dont Joseph Bonnasse est dirigeant, aux côtés d'un associé peu recommandable, Jean Stern, à qui il accorde une confiance et une amitié sans limite.

Lettres originales : vente Banque Bonnasse à Banque Privée, 1921 et règlement de la faillite de Joseph Bonnasse, 1928 (photographies Detaille)
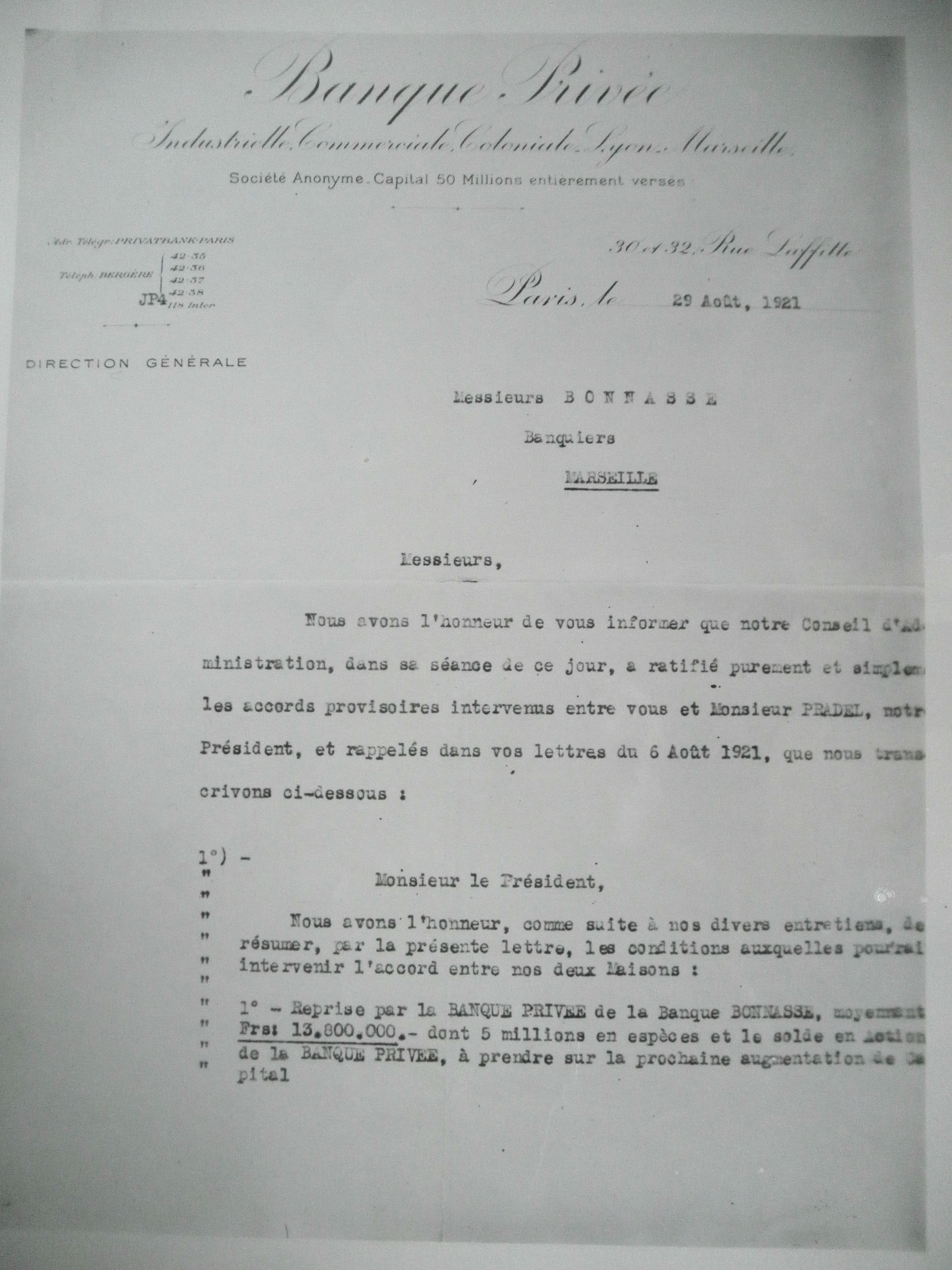
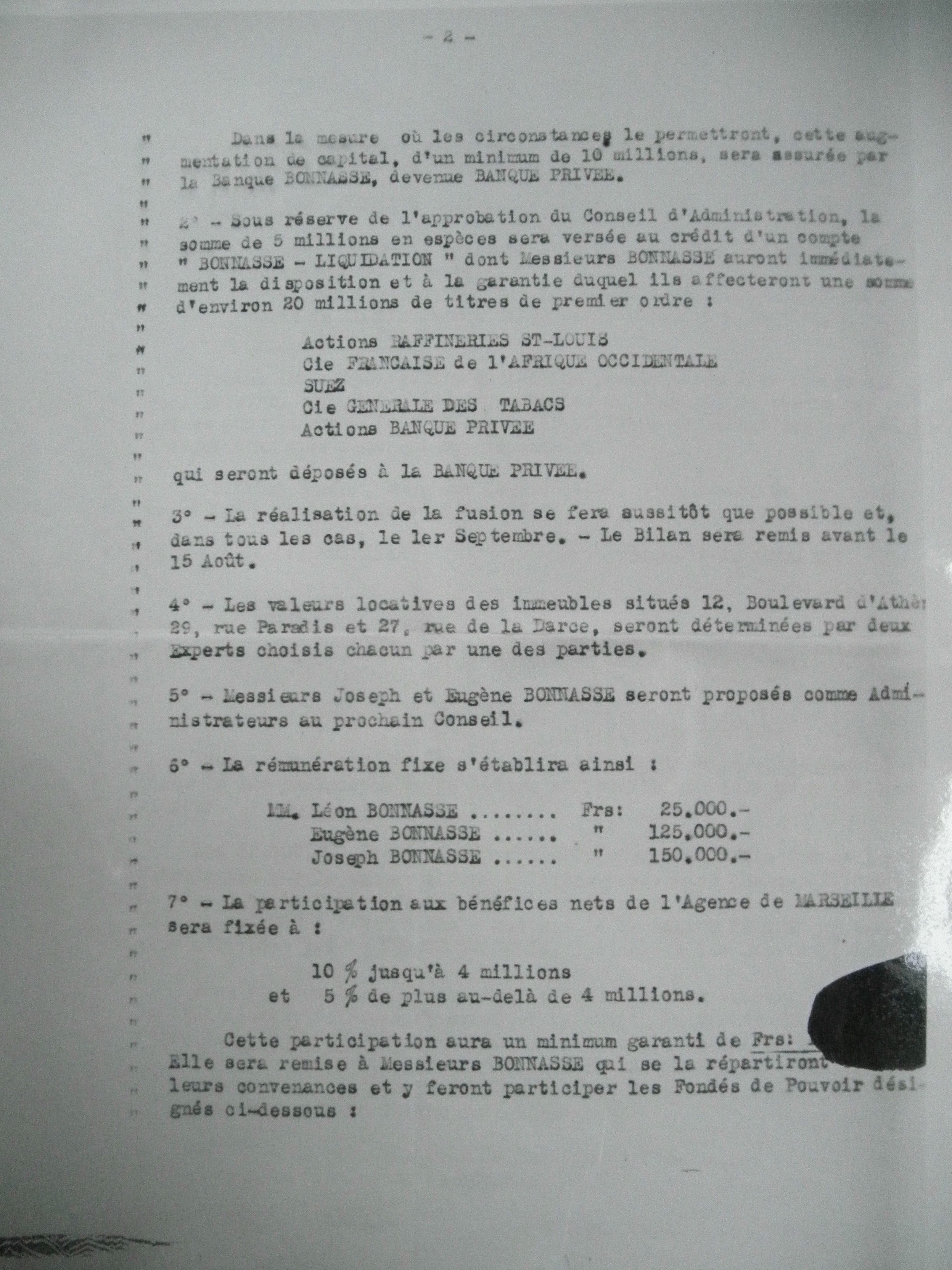
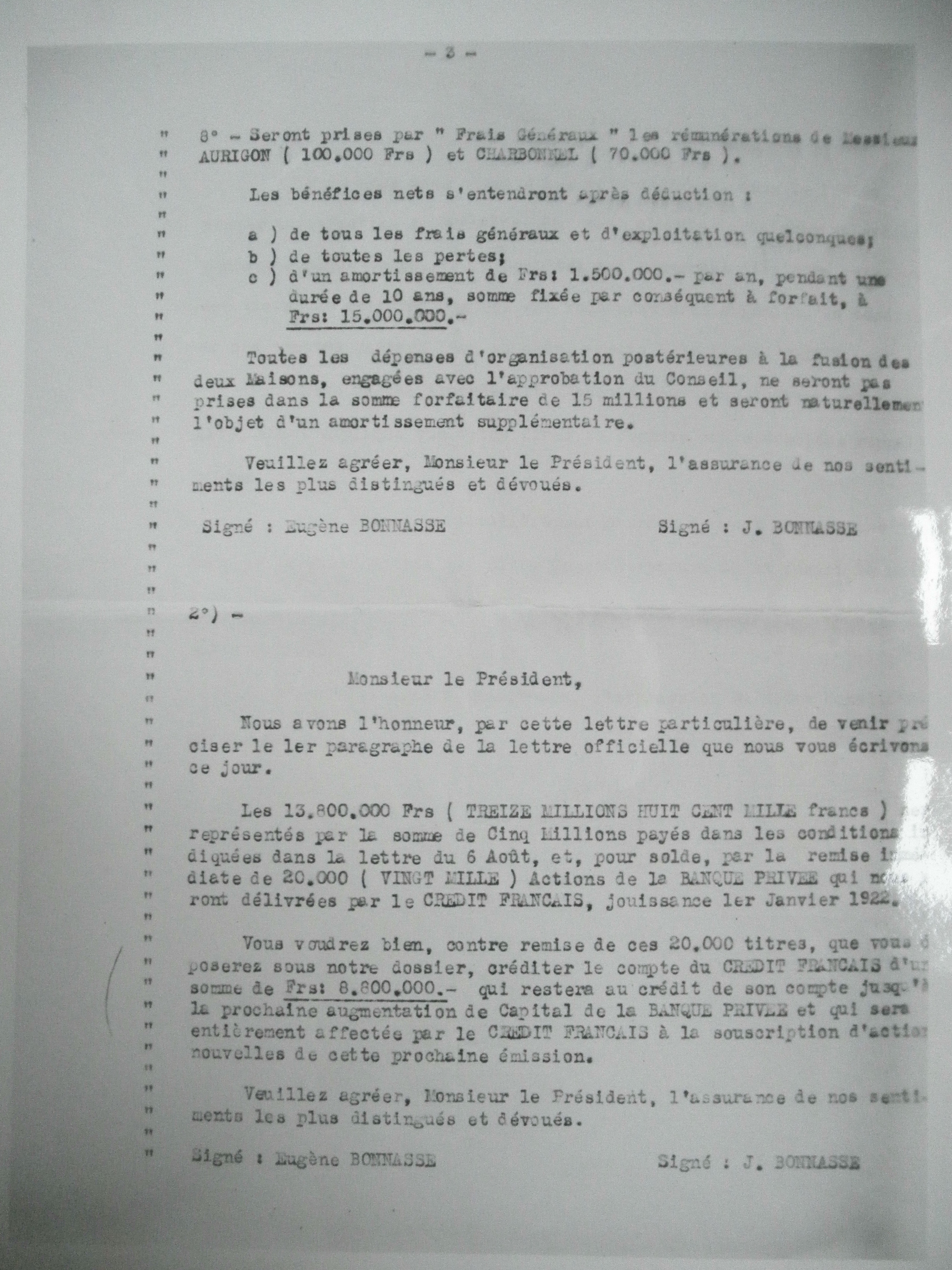
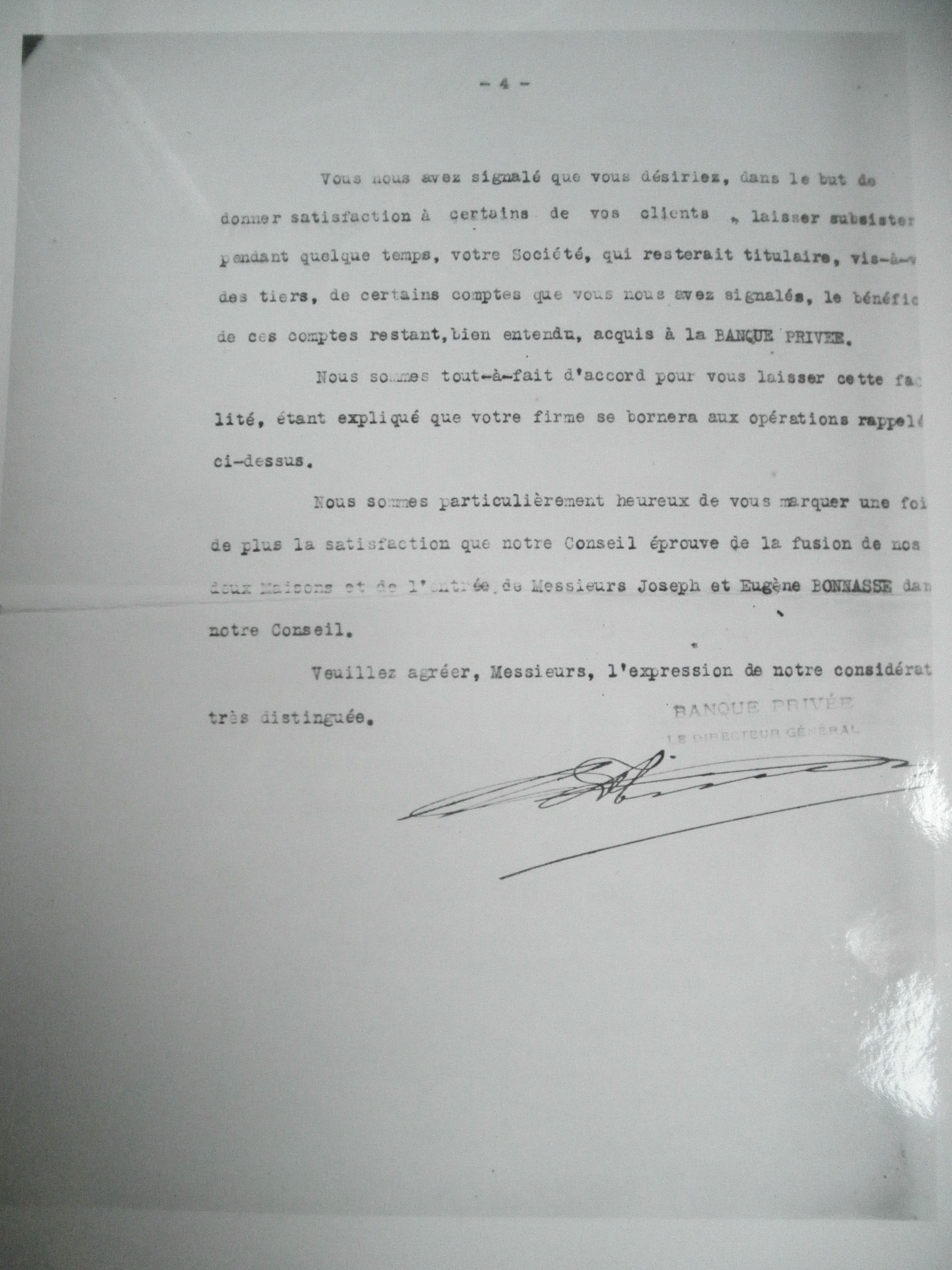
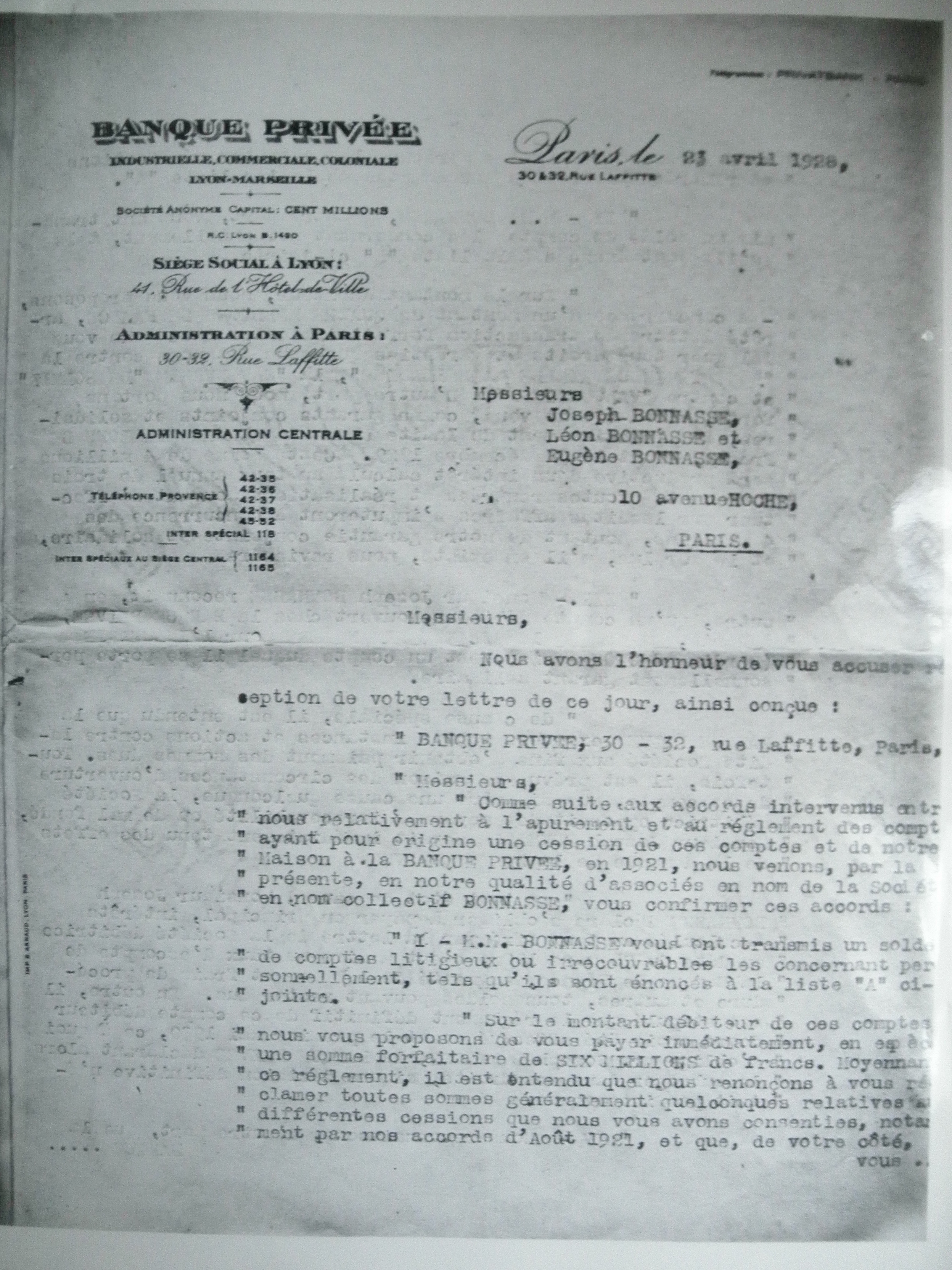
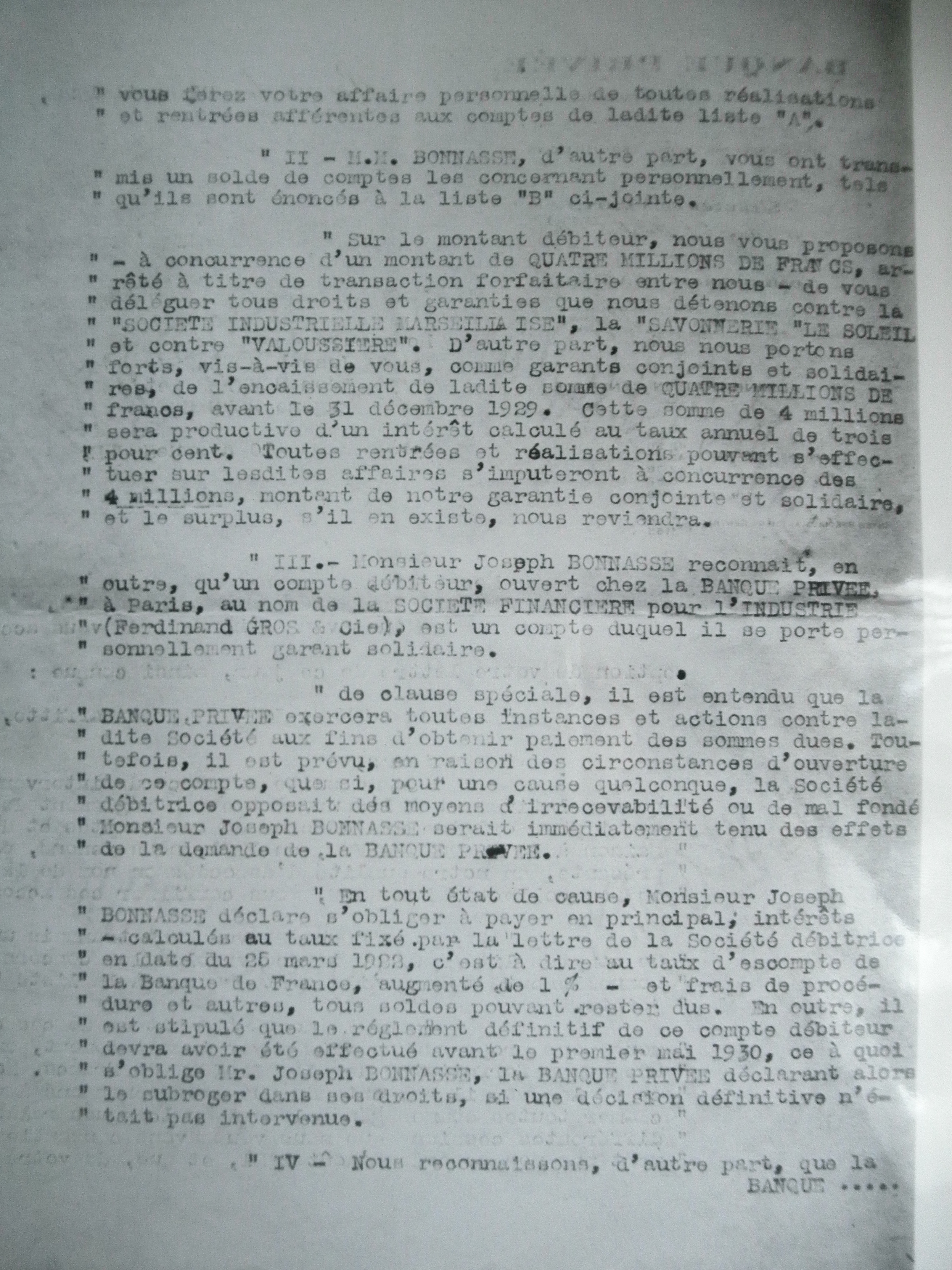
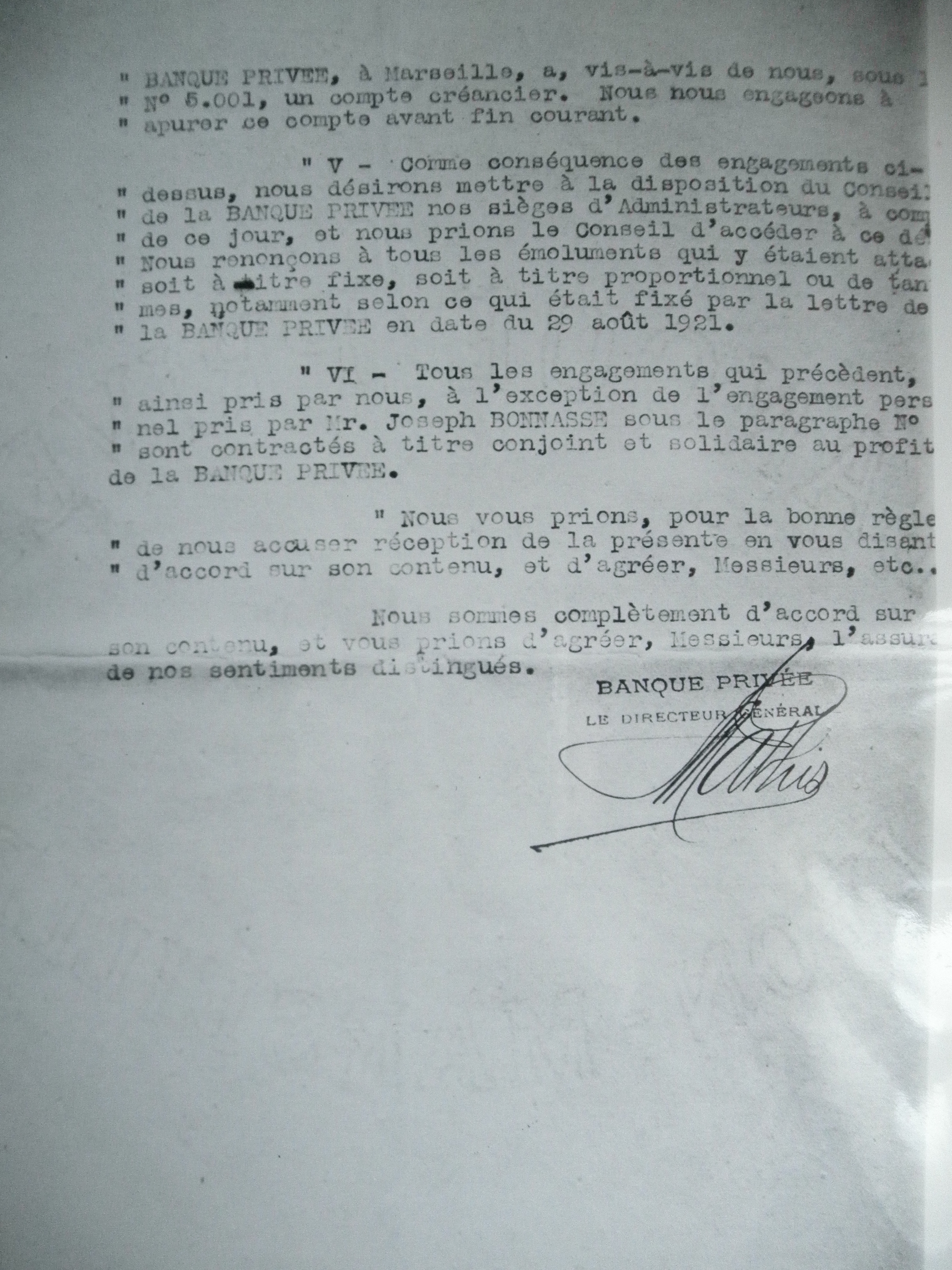

#### Les Affréteurs Réunis

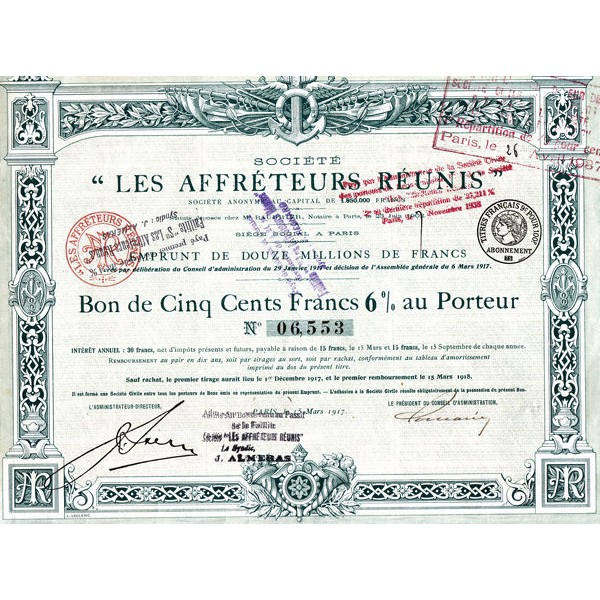
Part bénéficiaire au porteur, les Affréteurs Réunis, juin 1917.

Joseph Bonnasse est aussi armateur (il a la qualité d'administrateur-délégué) avec comme associé Jean Stern dans une société d'armement naval qui connait une faillite désastreuse.
La société Les Affréteurs Réunis est une compagnie fondée en 1902 et enregistrée avec un attendu pour une durée de 25 ans. Son capital est de 14 800 000 francs, divisé en 148 000 actions de 100 francs. Le 8 février 1919, l'assemblée générale prolonge la durée de compagnie à 33 ans. Mais le 12 août 1922, cette assemblée générale prononce la liquidation volontaire de la compagnie et le 22 septembre 1922, la Cour de justice de Commerce de la Seine déclare la faillite de la compagnie. Cette société dépose son bilan car elle se trouve depuis longtemps dans une situation difficile, tant en raison de la crise des frets qu’en raison des engagements avec une filiale, la Société des Ateliers et Chantiers Maritimes du Sud-Ouest ; cette dernière affaire possède sur les Affréteurs une créance de 12 millions. La Compagnie des Chargeurs Français - Affréteurs Français est une création de la Compagnie des Chargeurs Français (elle-même propriété de Plisson et Cie). Celle-ci signe, le 10 août 1923, avec M. Hamot, syndic de la faillite des Affréteurs Réunis, un acte protocolaire lui conférant, à de certaines conditions, la propriété du matériel naval et d’aconage de ces derniers. Parmi ces conditions figure la fondation, dans un délai fixé, d’une Société anonyme au capital de 15 millions de francs, qui se substitue aux droits de la Compagnie des Chargeurs Français, résultant de ce protocole. C’est pourquoi le 6 décembre 1923, les Chargeurs Français fondent, dans les délais impartis, la Compagnie des Affréteurs Français, au capital de 15 millions, entièrement versés.
À la date du 5 mai 1928, la 11e Chambre correctionnelle du Tribunal civil de la Seine rend un jugement dont il ressort que Jean Stern est convaincu de délit et d'abus de confiance et détournements de fonds au préjudice de la société Les Affréteurs Réunis ; que Joseph Bonnasse est convaincu des délits de publication de faits faux et répartition de dividendes fictifs. Les associés sont condamnés solidairement au paiement de sommes importantes pour les faits qui leur sont reprochés. Jean Stern, beau-frère d'Édouard-Ezra Shaki, est incarcéré et Joseph Bonnasse avance une caution pour obtenir la libération de son associé. Joseph Bonnasse est lui-même condamné à 6 mois de prison. L'année 1928 est une année sombre pour la famille Bonnasse. Jean Stern, Joseph Bonnasse et le ministère public interjettent appel du jugement. La Cour d'appel de Paris (9e Chambre correctionnelle) dans son jugement du 24 février 1932 retient seulement pour Joseph Bonnasse une infraction aux lois sur les sociétés et lui accorde le sursis. Joseph Bonnasse paye la majeure partie des découverts nés de la faillite des Affréteurs réunis à la Banque Privée (4 millions), alors que Léon et Eugène Bonnasse règlent le supplément (1.8 million). Joseph Bonnasse prend aussi la responsabilité d'un compte Association Financière pour le Commerce et l'Industrie (2 millions) qui ne lui incombe pas.
Le rôle de Cécile Bonnasse, née Cyprien-Fabre, est de tout premier plan à cette époque puisqu'elle prend en main les rênes du gouvernement de sa famille, finançant les remboursements très lourds dus par son mari, pilotant la procédure en appel qui évite la prison ferme à Joseph Bonnasse. Elle s'établit en Suisse après la disparition de son époux et soutient de façon active son fils Henri Bonnasse lorsqu'un long procès oppose ce dernier à ses cousins. C'est également depuis sa résidence genevoise 17, boulevard des Philosophes qu'elle use de ses influences en 1941 pour faire libérer son autre fils, Pierre Bonnasse, alors prisonnier de guerre. Cécile Bonnasse contacte notamment Jean Ricquebourg, qui dirige avec Jacques de Fouchier, le cabinet du ministre des finances Pierre Cathala à Vichy.
Joseph Bonnasse meurt à Paris, 17 quai Voltaire, le 5 mars 1936.

### Henri Bonnasse (1899-1984)

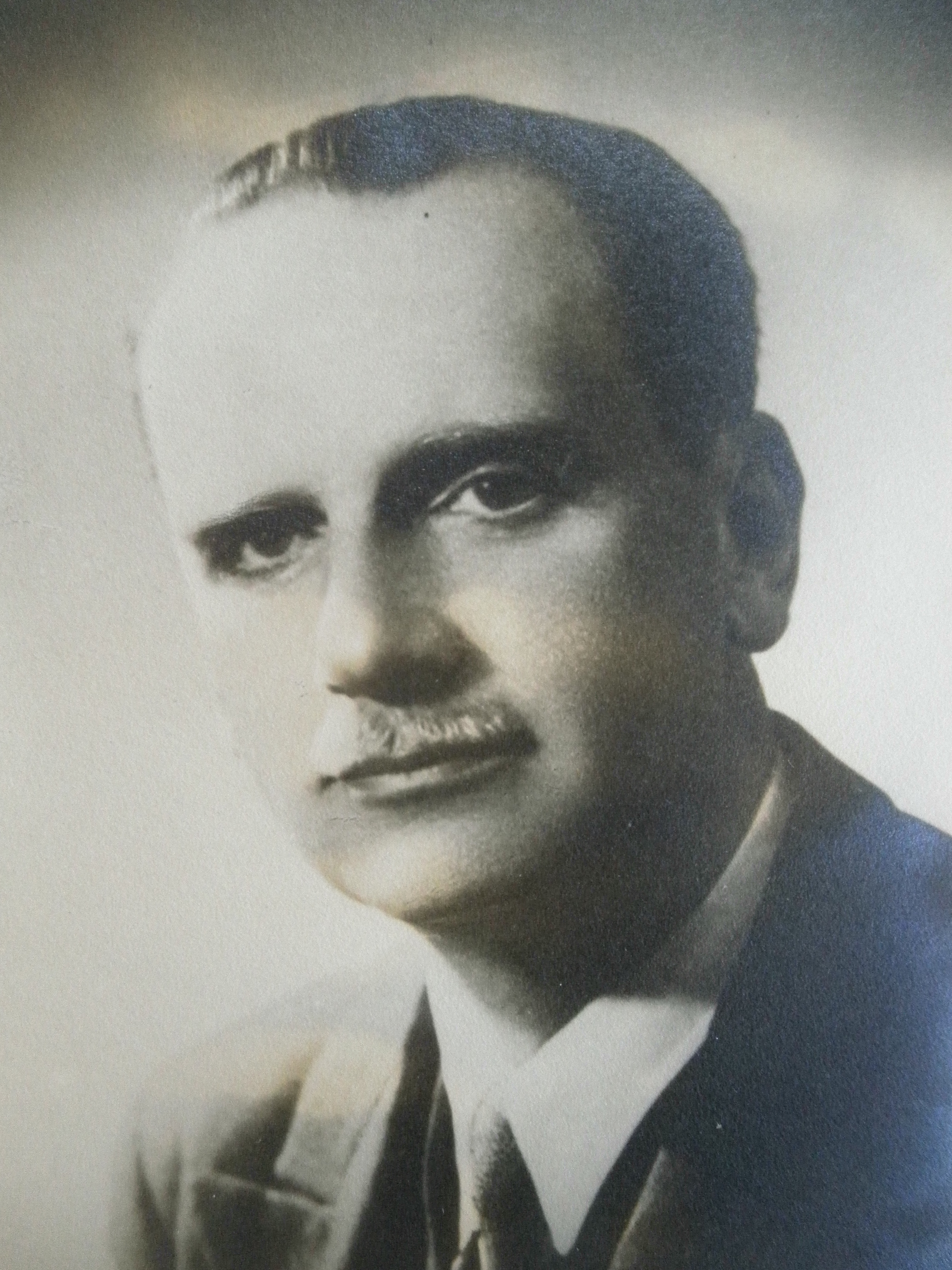
Henri Bonnasse

#### Jeunesse, mariage

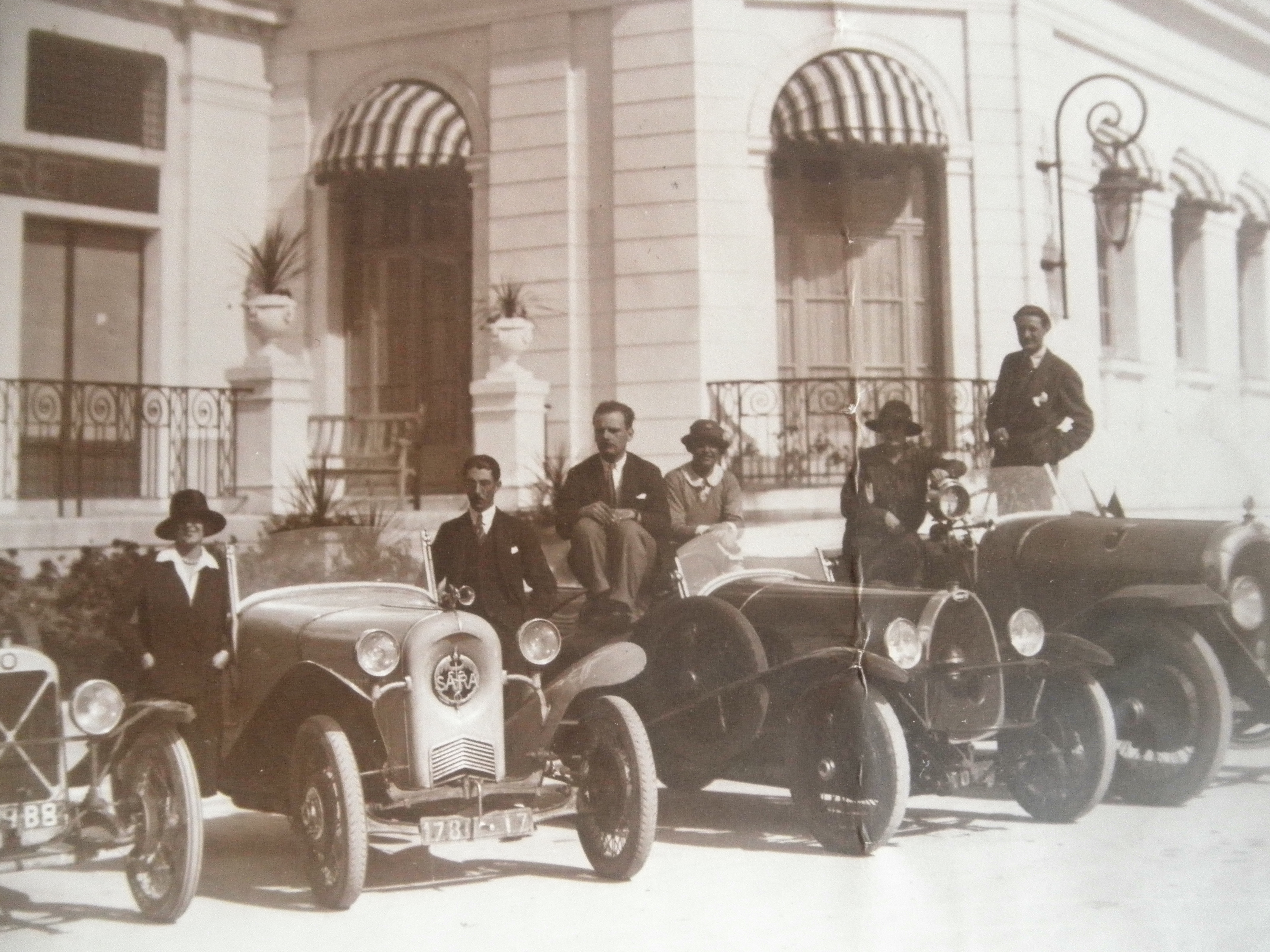
Henri Bonnasse, au centre, mains sur les genoux, sur sa Bugatti, 1925.

Henri Marie Cyprien Bonnasse (1899 † 1984) est un agent de change et un banquier marseillais issu, comme ses cousins, d’une famille de financiers et d'industriels, fondateurs de la banque Bonnasse en 1825. Il assiste dans sa jeunesse à la faillite de son père Joseph Bonnasse (1928) et dans ses dernières années à celle de son fils Philippe Bonnasse (1980). Il habite au Cabot dans la propriété de ses parents et 12 boulevard d'Athènes à Marseille. Il s'engage à 18 ans au 8e Génie en 1918 et il accomplit 4 ans de service militaire. Il effectue un passage à Paris comme commis chez l'agent de change Édouard Jacob et travaille ensuite dans les agences marseillaise (1er septembre 1921) puis parisienne (2 novembre 1923) de la Banque Privée où il est secrétaire de son père. Passionné de courses automobiles, il participe entre 1925 et 1928 à de nombreux rallyes en engageant dans les meetings une Bugatti. Henri Bonnasse est admis au cercle de l'Automobile Club de France en 1925. On lui connait à cette époque des adresses parisiennes éphémères 146, avenue des Champs-Élysées puis 10, avenue Hoche puisqu'entre 1921 et 1930, il vit avec ses parents à Paris.
Henri Bonnasse refuse de s'associer à ses cousins et oncle qui ont fondé dès 1928 la banque Léon et Eugène Bonnasse et qui lui proposent d´entrer dans la banque nouvellement créée. Au début des années 1930, il habite 30, boulevard Dugommier à Marseille. Il est fondé de pouvoir chez un ami, ancien employé à la Banque Privée, Jean Bois, agent de change 10, rue de la Darse (actuelle rue Francis Davso) à partir de décembre 1930 puis chez le successeur de ce dernier, Georges Audibert. Durant la crise de 1929, Henri Bonnasse a des intérêts dans la société anonyme Franco-Bulgare pour la filature de la soie et le tissage des soieries, syndicat créé avec Émile Glaizal, en Bulgarie. Tous deux subissent de plein fouet la récession des années 1930, un endettement très lourd à supporter et les frasques d'un partenaire bulgare peu fiable, l'industriel Kousma Tchekoff.
Son mariage avec Hélène Delanglade le 21 octobre 1930, fille du médecin marseillais renommé Édouard Delanglade et nièce du sculpteur-statuaire Charles Delanglade lui assure une notoriété certaine. À la suite de la déconfiture d’abord des « Affréteurs Réunis » puis en 1931 de la « Banque Privée », les deux branches de la famille, Léon et Eugène Bonnasse d’une part et Henri Bonnasse d’autre part, créent de nouveaux établissements bancaires séparés, « Léon et Eugène Bonnasse » pour les premiers et « Henri Bonnasse et Cie - Banque Phocéenne », pour le second.
Le 30 juin 1939, Henri Bonnasse échange le domaine de Saint-Maurin situé dans le Haut Var contre la propriété de Bon Abri, rue du Commandant Rolland à Marseille. Cette propriété appartient au début du XXe siècle à Monseigneur Durand, évêque auxiliaire de Marseille puis évêque d'Oran, avant d'être apportée à une société de gestion immobilière diocésaine, la société Saint-Antoine qui traite avec Henri Bonnasse en 1939.

#### La Banque Phocéenne - Henri Bonnasse etCie

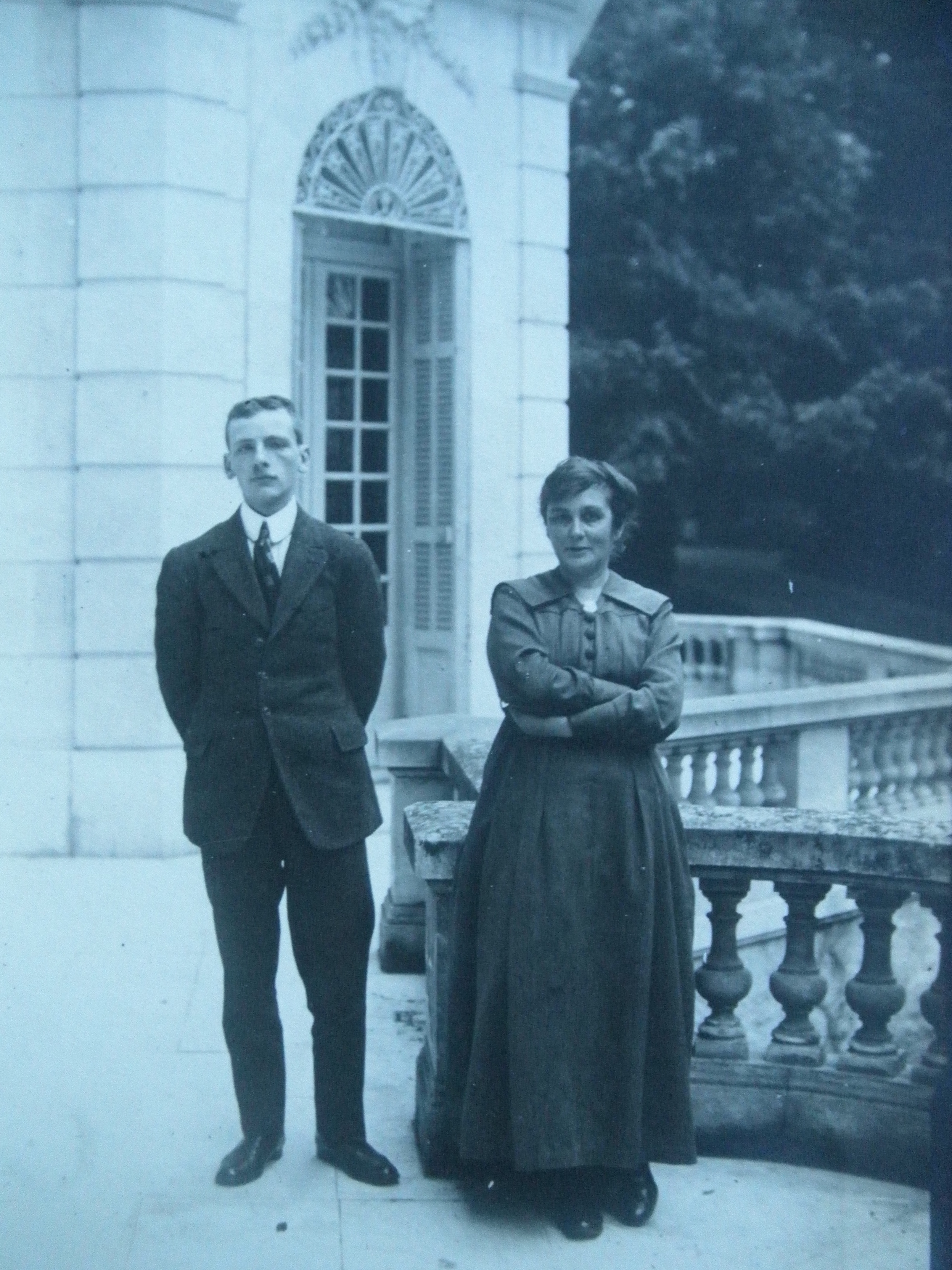
Henri Bonnasse au château de la Rouvière.

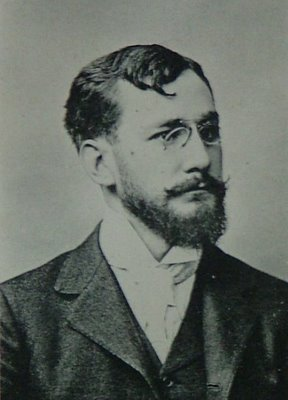
Charles Delanglade

Le 11 juin 1942, Henri Bonnasse achète les parts de la Banque Phocéenne à la société de presse Le Petit Marseillais, alors dirigée par Jean Gaillard-Bourrageas puis par Jean Savon-Peirron. La banque a été fondée le 27 décembre 1929 par Gustave Bourrageas qui reprend dans cette structure les actifs de l'ancienne Banque Populaire de Marseille. En 1935, cette banque a un capital de 3 millions de francs. La société du Petit Marseillais est rapidement dissoute (fin 1946) lorsque la dévolution de ses biens va à la Société nationale des entreprises de presse qui recueille les biens d'entreprises confisqués pour cause de collaboration durant la guerre. Cet établissement bancaire est situé 25, rue de la Darse à Marseille.
Les actionnaires de cette banque, hormis Henri Bonnasse sont de proches parents, madame veuve Joseph Bonnasse, sa mère, Charles et Marguerite Delanglade, ses oncle et tante par alliance, domiciliés 2, rue Marveyre à Marseille ou la famille Grand-Dufay, son beau-frère. En septembre 1949, Henri Bonnasse souhaite exploiter la banque sous son propre nom,. En 1954, le nom commercial de l'établissement bancaire devient « Henri Bonnasse et Cie - Banque Phocéenne ». L'affaire des piastres semble épargner sa banque. Il conseille la Fonderie Deberny et Peignot. Il achète la société immobilière de La Pauline et de l'Adélaïde à Sainte Marguerite. Il tente de faire libérer son frère Pierre Bonnasse, prisonnier de guerre en Allemagne. Un des principaux clients de la Banque Phocéenne Charles Delanglade meurt en 1952, laissant comme héritier, entre autres, Hélène Bonnasse, sa nièce et madame Henry Bergasse. L'important mobilier de ce grand collectionneur marseillais et ami des Arts est vendu aux enchères sous le contrôle d'Henri Bonnasse entre 1957 et 1959 comme l'attestent de nombreuses ventes aux enchères à l'époque. La collection d'eaux-fortes de Rembrandt Van Rijn appartenant au sculpteur-statuaire est également dispersée à ce moment-là. Au début des années 1960, Henri Bonnasse est président de la SCI de La Pelle, club nautique marseillais précédemment présidé par Émile Régis. Le 7 janvier 1964, il vend la propriété de Souviou à l'actrice Danielle Darrieux qui a épousé le scénariste et écrivain Georges Mitsinkidès. Les deux banques de la famille Bonnasse semblent être, selon la presse nationale, victimes en 1966 - 1967 de l'escroquerie de la Caisse Mutuelle de Crédit Agricole d'Arles qui a conduit son principal protagoniste, le notable marseillais Louis Rocca en détention. Mais un démenti formel est publié à la demande d'Henri Bonnasse puis de ses cousins.

#### Litige familial sur la raison sociale «Bonnasse»
Les mésententes familiales qui naissent entre ces deux branches familiales à la suite de la faillite de la Banque Privée en 1928 donnent naissance à un litige sur les droits d’exploitation du nom « Banque Bonnasse » qui oppose longuement Henri Bonnasse II à son oncle Eugène II et à ses cousins Léon II, Guillaume et André Bonnasse entre 1928 et 1987. Ainsi lors de la liquidation de la Banque Bonnasse le 13 juillet 1928, les différents membres de la famille Bonnasse, Léon I, Joseph II et Eugène II, stipulent dans l'acte de liquidation qu'ils ont le droit de se réinstaller comme banquiers sans restriction d'aucune sorte (accords du 16 août 1928). Léon et Eugène Bonnasse usent immédiatement de ce droit sous la raison sociale « Léon et Eugène Bonnasse » et s'installent dans l'immeuble d'un parent, Alban Gavoty, au 8, allées Léon Gambetta à Marseille. Joseph Bonnasse lui, ne se réinstalle pas mais conserve le droit à exploiter un établissement bancaire ultérieurement. Lorsque son fils, Henri Bonnasse, décide d'exploiter sa banque nouvellement achetée en 1942 sous son nom propre en septembre 1949, un litige naît du fait que ses cousins souhaitent au même moment transformer l'enseigne « Léon et Eugène Bonnasse » en une raison sociale bien plus large « Messieurs Bonnasse banquiers ». Un premier jugement du Tribunal de commerce du 19 octobre 1950 rejette la demande d'Henri Bonnasse. Mais un arrêt de la Cour d'appel d'Aix du 28 juillet 1952 fait droit à cette voie de recours et interdit à ceux qui avaient abusivement tenté d'en faire emploi et à, quiconque, l'usage de l'ancienne raison sociale « Messieurs Bonnasse, banquiers » ou de celui de « Banque Bonnasse » et, d'une façon plus générale, précise que dans l'usage du nom patronymique Bonnasse, comme raison sociale, ce nom devra être précédé ou suivi de telle appellation suffisamment explicite pour assurer une exacte individualisation. Un arbitrage de l'Association professionnelle des banques est sollicité par les parties en 1956. Le pourvoi en cassation (1957) des cousins d'Henri Bonnasse contre l'arrêt de la Cour d'Aix-en-Provence est rejeté. Après dix années de procès (1949 - 1957), le litige s'estompe entre les cousins mais resurgit en 1970. En effet, à l'occasion de la prise de contrôle du capital de la Banque Bonnasse Frères par la Banque de l'Union Européenne (Groupe Schneider - Le Creusot), cette dernière utilise fréquemment le nom de « Banque Bonnasse ». Le jugement du Tribunal de grande instance rendu le 9 avril 1974 donne droit aux demandes d'Henri Bonnasse ; ce jugement est confirmé par la Cour d'appel d'Aix-en-Provence le 10 février 1975. En 1987, trois ans après la mort d'Henri Bonnasse, leur père, Denis et Philippe Bonnasse donnent leur accord à la S.A. Bonnasse Frères, petit-fils et fils de Léon et Eugène Bonnasse pour utiliser la raison sociale simplifiée « Banque Bonnasse »,.

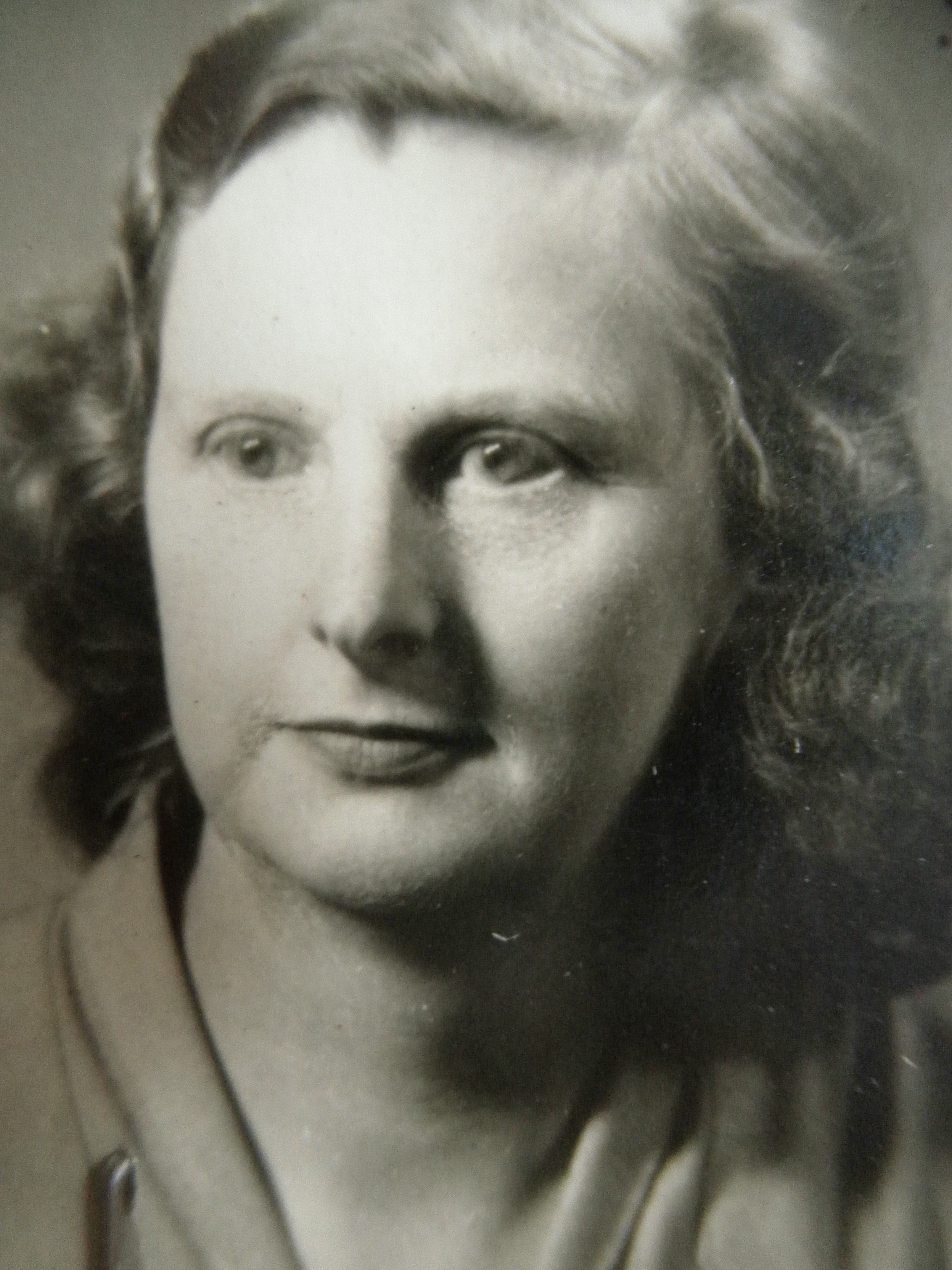
Hélène Delanglade.
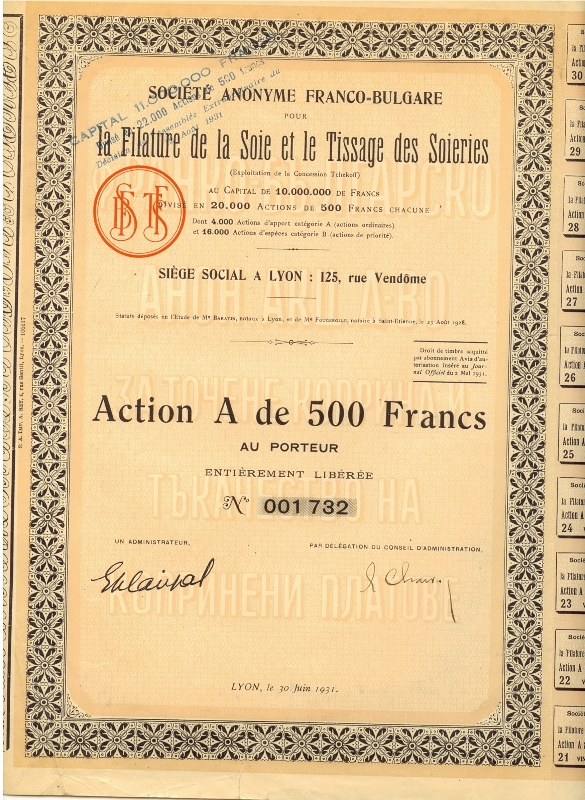
La Franco-Bulgare.
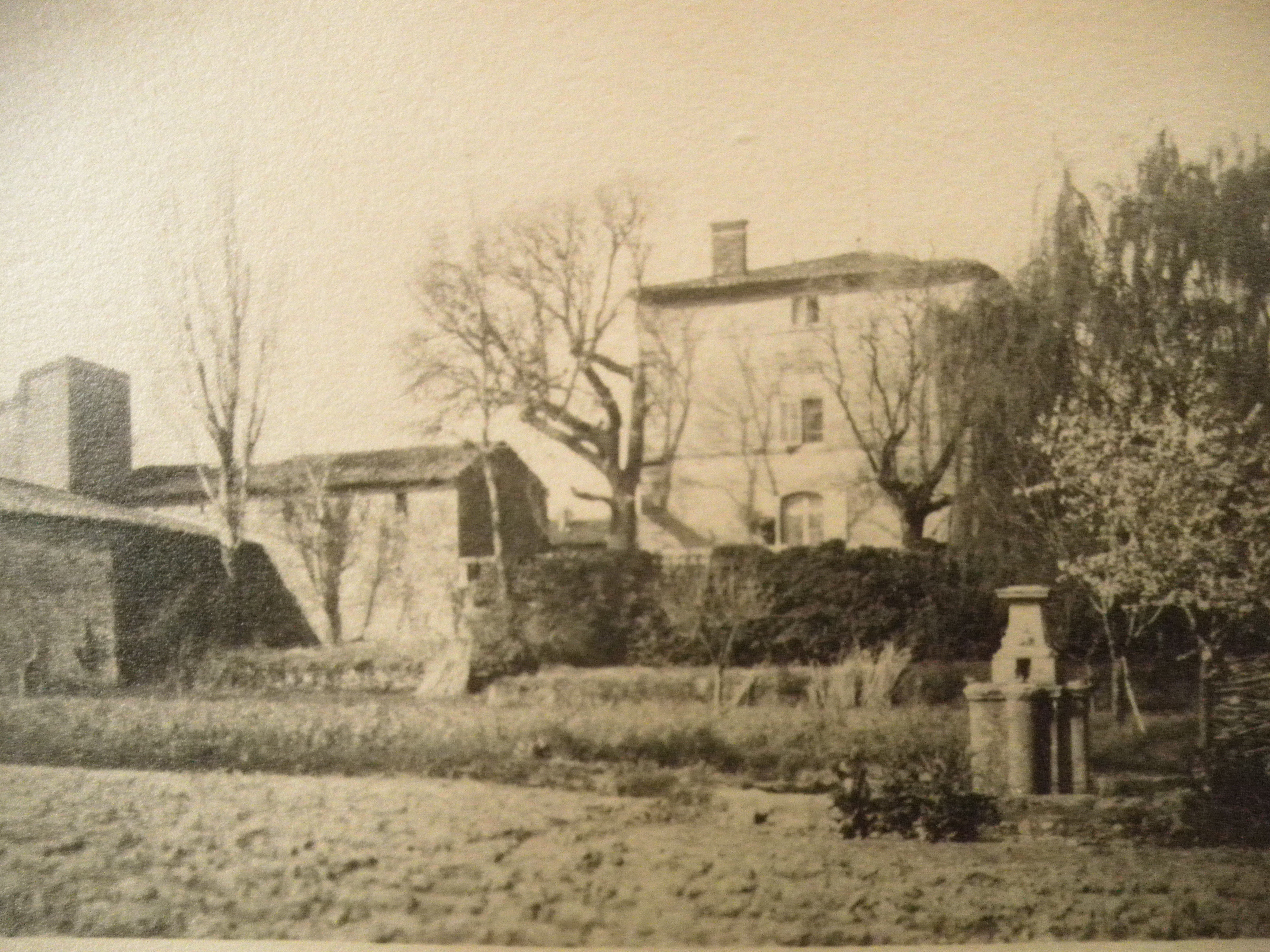
Saint-Maurin en 1900.
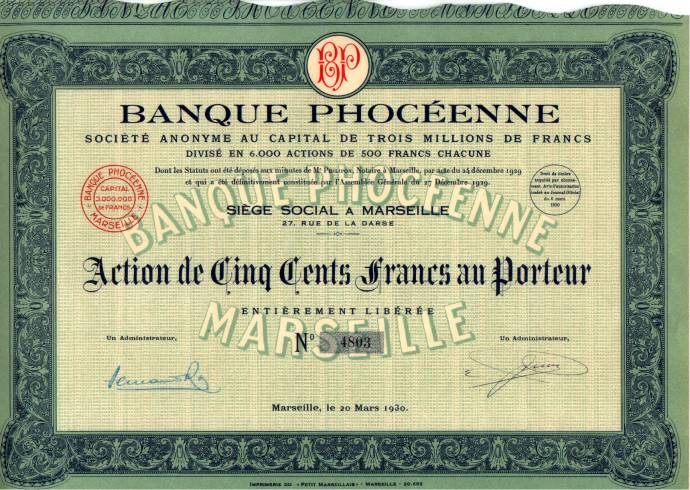
La Banque Phocéenne en 1930, signature de G.Bourrageas.

#### Collection de livres rares
| Ex-libris 1946, Stern graveur · Ex-libris d'Henri Beraldi · Henri Beraldi,mort en 1931 |

##### Naissance de la collection
Henri Bonnasse est aussi un bibliophile réputé, qui hérite de la collection de son père Joseph Bonnasse. Il constitue également une bibliothèque importante d’ouvrages précieux et rares, ouvrages qui sont depuis 1982, dispersés dans les plus grandes bibliothèques publiques ou privées internationales, notamment à Philadelphie ou New York : 
« What became of Wotton's books after the Sotheby sale ? Unfortunately, that is not as clear as their whereabouts from circa 1550 to 1919. The Spencer Wotton was purchased by the bookseller Sabin for the sum of £59, and its only other known owner until it was acquired for the Spencer Collection in 2008 was Henri Bonnasse, a late 20th-century French bibliophile who pasted his leather book label inside the front cover. »
— New York Public Library, Spencer Collection.

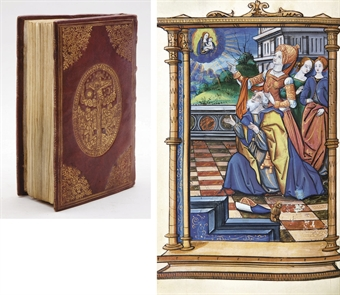
Heures à l'usage de Paris, Germain Hardouyn, 1519 - 1530, collection Henri Bonnasse.

Henri Bonnasse est en rapport dès 1945 avec le président du Syndicat des Éditeurs de Livre d'Art, Léopold Carteret. Il est parrainé par Albert Malle, bibliophile parisien, lorsqu'il est candidat à la Société des Amis des Livres, rue Hamelin, à Paris ; il y est reçu par son président, le baron Seillière en 1949. Il y rencontre de grands collectionneurs comme le descendant d'Henri Beraldi ou Georges Wendling, Président d'Heudebert et encore le Docteur Paul Banzet ou Paul Harth. Il se rend acquéreur des Quinze Histoires d'Edgar Poe de Charles Baudelaire, illustrées par Louis Legrand, que la Société des Amis des Livres publie en tirage limité. Le banquier développe sa collection grâce à un réseau de libraires parisiens (librairie Auguste Blaizot, le libraire Jean Rousseau-Girard, librairie Giraud-Badin), suisses (Nicolas Rauch), anglais (Frank Hammond, Martin Breslauer (de), Marlborough, P. and D. Colnaghi ou Francis Edwards) ou belges (Raoul Simonson). Henri Bonnasse est également membre de la société de bibliophiles Le Livre Contemporain, fondée en 1903 par Jules Claretie, société qui imprime à son attention une lithographie (no 22) de Jules Cavaillès, La Fenêtre ouverte, en 1961, réalisée pour le livre de Maurice Toesca, Le Chant du ruisseau. Le banquier bibliophile se rend acquéreur d'un manuscrit du XVIIIe siècle sur l'histoire de la rareté des livres de collection, ayant appartenu à Guillaume-François Debure puis au financier Louis-Jean Gaignat, le Musæum typographicum.

« La particularité de l’exemplaire Bonnasse est qu’il est très vraisemblablement celui de l’auteur : il est couvert de corrections et de ratures cohérentes, et comprend des passages biffés. Le feuillet blanc précédant le premier livre forme par exemple une réécriture manuscrite complète du début de l’ouvrage. L’exemplaire a appartenu à Jean-Baptiste-Denis Guyon de Sardière (1674-1759), capitaine au Régiment du Roi, l’un des seigneurs du canal de Briare (il était l’un des petits-fils de l’un des entrepreneurs) avec ex-libris manuscrit au titre et au dernier feuillet. À sa mort, une vente publique organisée par Marie-Jacques Barrois disperse sa collection (janvier 1760), mais l’adjudication semble n’avoir pas été faite au détail. Outre la richesse en manuscrits et en incunables de cette bibliothèque, l’un de ses intérêts réside dans ce qu’elle a récupéré une partie de la prestigieuse collection du château d’Anet, constituée par Diane de Poitiers. »

##### Notoriété de la bibliothèque Bonnasse
Henri Bonnasse commande parfois des reliures pour les ouvrages de sa bibliothèque, au relieur parisien Léon Gruel (1841 † 1923), grand relieur d’art et auteur d'ouvrages sur la reliure. Celui-ci possède dès 1891 l'atelier de reliure parisien fondé en 1811 par son grand-père Isidore Deforge et repris par son beau-père Godefroy Engelmann, inventeur de la chromolithographie. D'autres relieurs réputés interviennent pour le compte de la bibliothèque Bonnasse, tel Georges Cretté qui relie à sa demande Les Métamorphoses d'Ovide. En 1953, Henri Bonnasse participe activement à l'exposition organisée par la Bibliothèque nationale sur La reliure originale et rencontre à cette époque son administrateur général, Julien Cain.
Le collectionneur Henri Bonnasse annote également certains exemplaires de sa bibliothèque en ajoutant ainsi dans l'ouvrage Recueil des plus Excellan[s] Vers Satyrique[s] de ce temps. Trouvez dans les Cabinets des Sieu[rs] Sigognes, Regnier, Motin, qu'autres, des plus signalez Poëtes de ce siècle (1617) les noms des poètes au bas de leurs pièces ; il inscrit également à l'encre noire sur le premier feuillet blanc l'épitaphe de la comtesse de Verrue, composée par elle-même : « Ci-gist, dans une paix profonde, Cette dame de volupté, Qui pour plus grande sûreté, Fit son paradis en ce monde. » Le banquier marseillais n'hésite pas à prendre les conseils des plus grands spécialistes avant un achat important. Il contacte ainsi Howard Nixon (en), le libraire du British Museum, en 1961, pour s'assurer de l'authenticité d'un ouvrage de Madeleine de Scudéry.
La collection du banquier marseillais est constituée d'ouvrages dont la plupart appartiennent à l'époque romantique. Un des livres les plus précieux de cette bibliothèque est le Paul et Virginie de Bernardin de Saint-Pierre. La famille Bonnasse réussit en plusieurs décennies à rassembler quatre exemplaires de ce livre qui a appartenu au grand bibliothécaire Jules Brivois au début du XXe siècle.

##### Dispersion de la bibliothèque
Cette collection est dispersée du vivant d'Henri Bonnasse, les 20 mars et 27 novembre 1982 (le libraire-expert marseillais chargé des ventes est Jacques d'Aspect), lors de deux ventes aux enchères, qu’impose la faillite de son établissement bancaire marseillais en 1980, alors dirigé par l’un de ses fils, Philippe Bonnasse. Le clou de la vente aux enchères de novembre 1982 est l'adjudication du livre Scènes de la vie privée et publique des animaux (vignettes par Granville, études de mœurs contemporaines publiées sous la direction de Pierre-Jules Hetzel en 1842). Ces fables en proses sont signées P.J. Stahl (pseudonyme de Pierre-Jules Hetzel), Honoré de Balzac, Charles Nodier, George Sand, Émile de La Bédollière, Gustave Droz, Jules Janin, Paul de Musset.

La collection de livres anciens réunis par Henri Bonnasse dans la bibliothèque marseillaise du domaine de Bon Abri
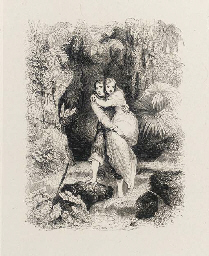
Paul et Virginie, Jacques - Henri Bernardin de Saint-Pierre[106].
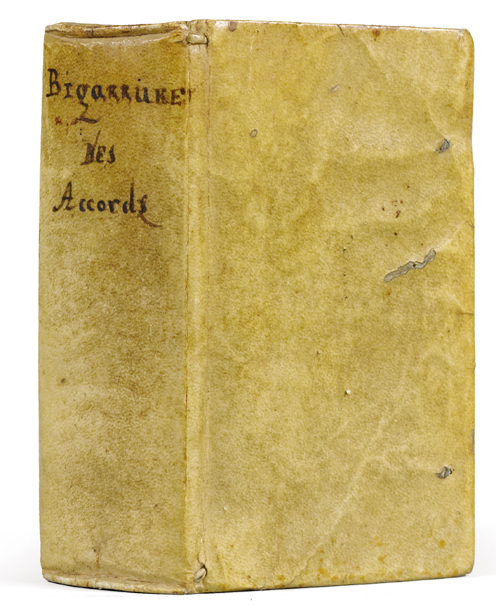
Bigarrures et Touches du seigneur des Accords, Étienne Tabourot[107].
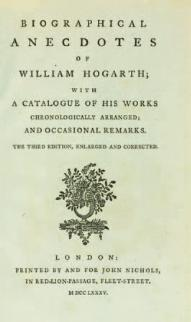
Biographical anecdotes of William Hogarth, John Nichols (printer) (en)
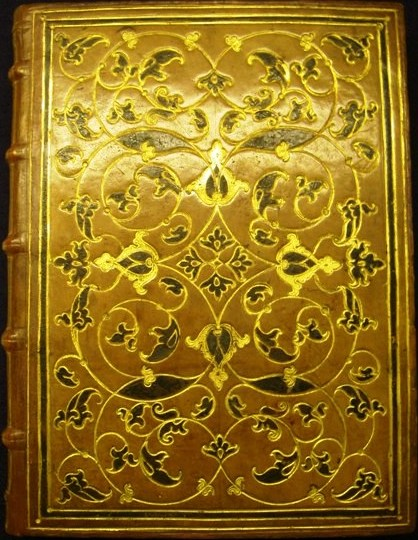
The Spencer Collection's Wotton binding, vers 1550[94].
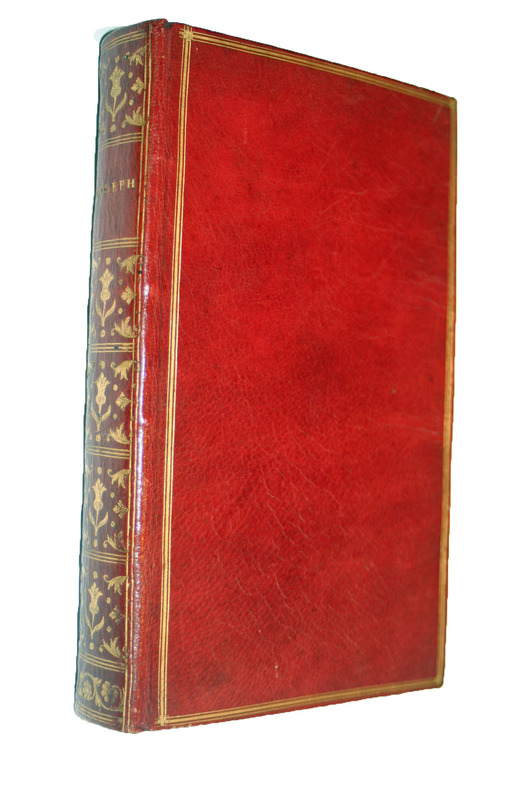
Joseph, Paul Jérémie Bitaubé, 1786, reliure plein marocain rouge[109].
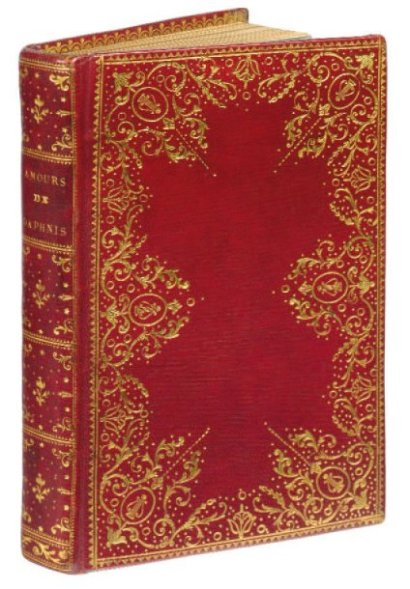
Les Amours pastorales de Daphnis et Chloé, Longus, marocain rouge[110].

### Denis Bonnasse (1933-1998)

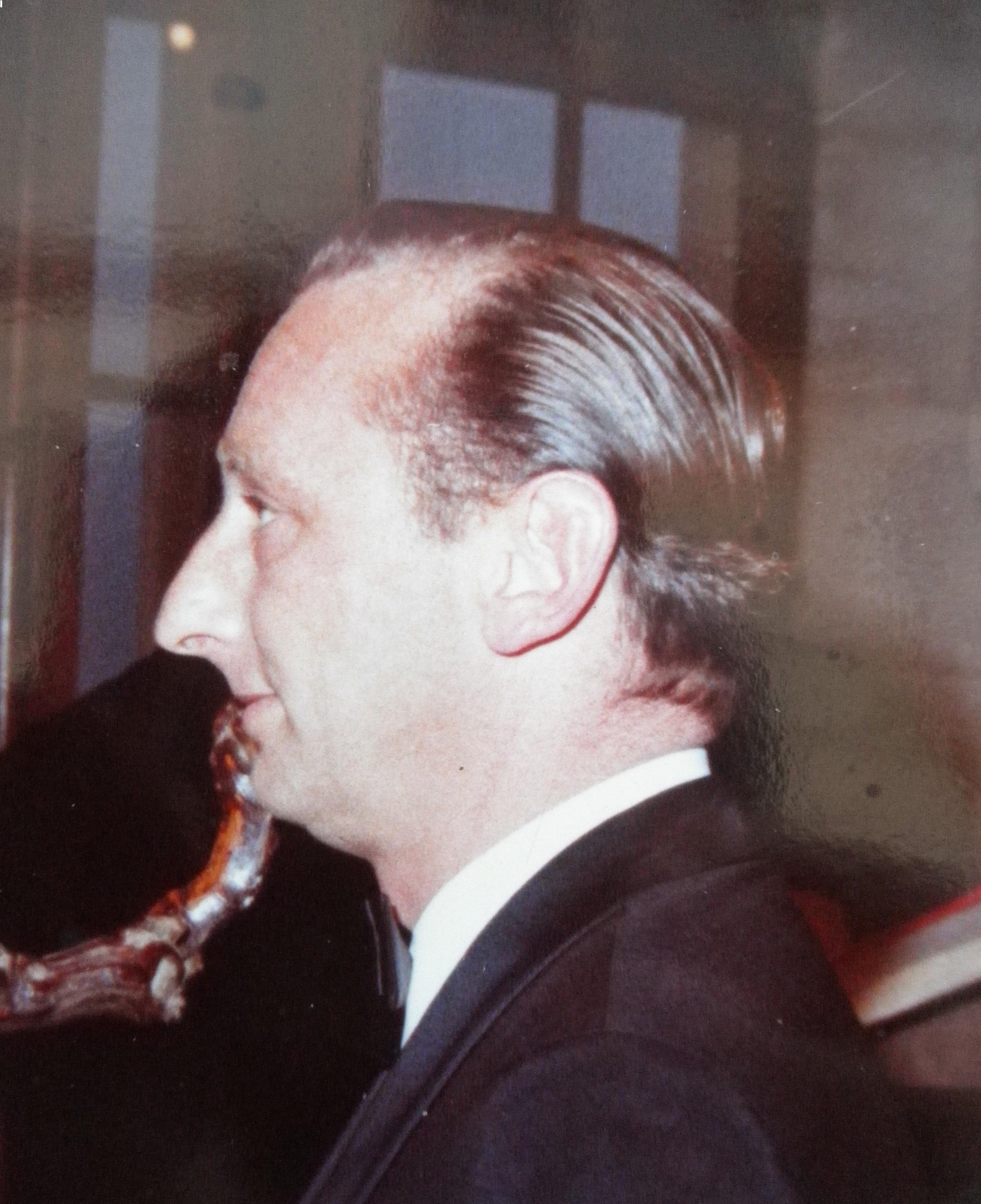
Denis Bonnasse, président de la bourse de Marseille.

#### Agent de change
Denis Bonnasse exerce le métier d'agent de change à Marseille et à ce titre il succède dans cette charge à Gabriel Dulongrais à partir de 1961. Il est adjoint au syndic de la Bourse de 1964 à 1967. En novembre 1969 est créée la société de gestion de fonds Blisson Bonnasse, 39 b, rue Grignan à Marseille. L'activité principale de Blisson Bonnasse Gestion SA est la gestion de fonds, la gestion d'autres fonds de placement, la gestion de caisses de retraite, la gestion de fonds communs de placement, la gestion des actifs des portefeuilles des particuliers, les activités de gestion de portefeuilles et de fonds pour le compte de tiers (particuliers, entreprises). Entre 1970 et 1984, il est président de la Bourse de Marseille. Le 4 décembre 1973, il est syndic délégué près la bourse de Marseille, chargé par la Commission des opérations de bourse de traiter de l’importance des bourses de province pour le fonctionnement des entreprises et il résume ainsi les tendances : « la décentralisation bancaire est la condition indispensable d’une régionalisation effective. La bourse régionale est un élément fondamental du marché financier. Elle peut jouer un rôle important pour le développement équilibré de la région, à condition, bien entendu, qu’elle reçoive le concours actif des établissements bancaires. » Le 18 septembre 1989, Denis Bonnasse se voit décerner l'« Oscar de France » au Palais du Pharo, pour sa carrière professionnelle d'agent de change.

#### Univers familial
Denis Bonnasse vend la société de bourse à la Société marseillaise de crédit. Puis la Société marseillaise de crédit cède le contrôle de la société de Bourse marseillaise Blisson Bonnasse à la Banque Pallas. Cette acquisition entre dans le cadre de la politique menée à partir de 1989 par la Banque Pallas France de développer un pôle de gestion de patrimoine implanté dans toutes les grandes villes françaises. Blisson Bonnasse à Marseille complète l'ensemble contrôlé par Pallas, à savoir Nouailhetas et Richard Finance à Paris, Poitiers, Marseille et Lyon, Palladium Finance à Bordeaux et Toulouse, Gifao Investissement à Strasbourg. En janvier 1985, Denis Bonnasse préface un ouvrage d'histoire financière, Les agents de change et la bourse de Marseille de 1800 a 1914. Denis Bonnasse est aussi Président-directeur général de la S.A. française de réassurances. Il a épousé Françoise Tourret, sœur de l’homme d’affaires Jean-Louis Tourret, 17e adjoint au maire Jean-Claude Gaudin, chargé des finances et longtemps président de la Banque populaire provençale,. Par ce mariage, Denis Bonnasse est devenu le beau-frère de Pierre Bellon, fondateur de la Sodexo, puisque Françoise Tourret est la sœur de Danielle Bellon. Par décret du 31 décembre 1992, Denis Bonnasse est promu officier de la Légion d'honneur.

#### La banque paternelle
Denis Bonnasse ne travaille à aucun moment dans la banque paternelle, la Banque Phocéenne - Henri Bonnasse et Cie ; il n'est donc pas impliqué dans la faillite de cet établissement bancaire en 1980. Il semble seulement concerné en qualité d'héritier. La charge Blisson Bonnasse et Cie est cependant mise en difficulté devant les tribunaux lorsqu'elle utilise imprudemment les bons aux porteur Bonnasse et lorsque le règlement judiciaire de la banque d'Henri Bonnasse atteint des clients communs.

### Philippe Bonnasse (1931-2003)

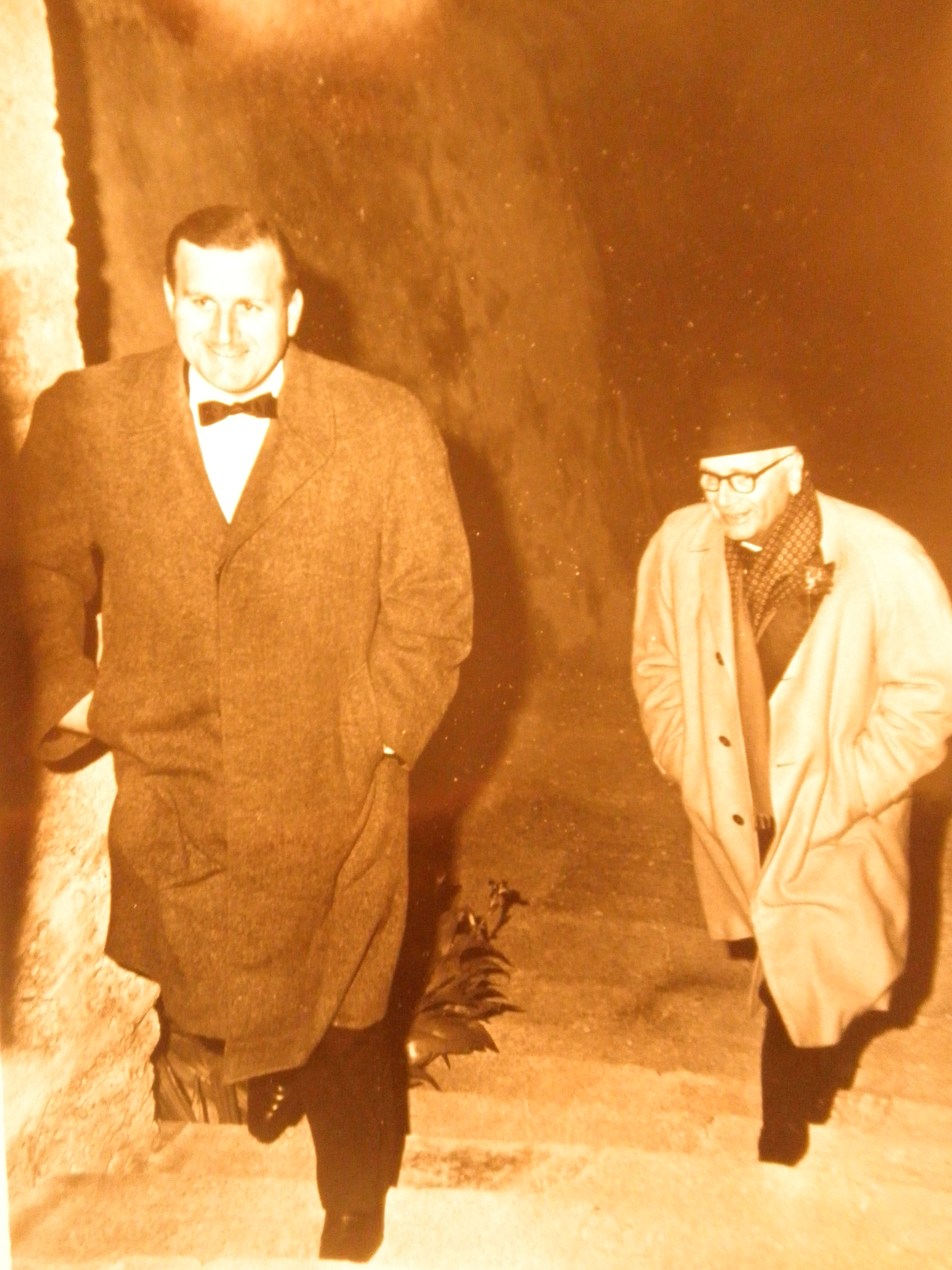
Philippe Bonnasse au premier plan.

#### Effondrement de la Banque Phocéenne
Le second fils d'Henri Bonnasse, Philippe Bonnasse (mort en décembre 2003, sans descendance) est un banquier marseillais qui  dirige la banque familiale du 25, rue Francis Davso à Marseille. La Commission de Contrôle des banques effectue un premier contrôle sur place en 1977, constate des pratiques irrégulières qu'elle ne dénonce pas au Parquet. Au printemps 1980, à la suite d'un second contrôle, la Commission de Contrôle des banques engage une procédure disciplinaire contre la Banque Phocéenne. L'utilisation de bons anonymes dit bons Bonnasse assortis de taux d'intérêt élevés, pour le financement des prêts aux clients professionnels conduit la Banque Phocéenne - Henri Bonnasse et Cie à la cessation des paiements. En 1980, Philippe Bonnasse entame des négociations pour la vente de la Banque Phocéenne au Crédit commercial de France mais ce dernier se retire rapidement du tour de table lorsque l'établissement de la famille Bonnasse, en défaut de paiement, est dans l'incapacité d'ouvrir son guichet unique en novembre 1980. Philippe Bonnasse est le principal responsable de la faillite retentissante de l'établissement marseillais familial en 1980. Lors du dépôt de bilan de la banque, le tribunal prononce également le règlement judiciaire d'Henri et Philippe Bonnasse, gérants commandités, sur leur patrimoine personnel. Philippe Bonnasse est inculpé le 5 février 1981 de banqueroute simple et frauduleuse, de faux et usage de faux, et d'infraction aux lois sur les sociétés,. Le banquier est condamné le 8 décembre 1989 par la 6e Chambre correctionnelle à quatre ans de prison dont 33 mois avec sursis et mise à l'épreuve. Le krach de la Banque Phocéenne Henri Bonnasse et Cie provoque à l'époque des tensions très vives, les clients floués occupent les locaux du siège de l'établissement et se constituent en comité de défense. Quelques membres de ce comité de défense et notamment son vice-président sont mis en cause par la justice (6e Chambre correctionnelle) en novembre 1989 au motif qu'ils auraient produit de fausses créances sur la banque . Gaston Defferre, alors maire de Marseille et ministre de l'Intérieur de François Mitterrand (président de la République qui a engagé un programme de nationalisation du secteur bancaire) reçoit même les épargnants lésés à l'Hôtel de ville. Albert d'Ornano et Yves Meunier (B.E.C.) clients et entrepreneurs bénéficiant de prêts importants, sont inquiétés. Parmi les victimes, le syndic de copropriété marseillais Michel de Chabannes occupe une place prépondérante.
Le règlement judiciaire de la Banque Phocéenne n'étant pas converti en liquidation, les banquiers décident alors de faire des propositions concordataires aux créanciers.

#### Concordat et clause de retour à meilleure fortune
Lors de l'assemblée concordataire du 22 novembre 1982 au Tribunal de commerce de Marseille, Me Gérard Di Cara représente la famille Bonnasse. Un concordat est voté par les créanciers de la Banque Phocéenne et de MM. Bonnasse, favorable (par 404 voix contre 62) à un apurement du passif à concurrence de 60 % des créances admises avec possibilité de compléter l'offre de concordat par l'insertion d'une clause de paiement complémentaire en cas de retour à une meilleure fortune,. L'Association française des banques décide rapidement de rembourser les créances nominatives jusqu'à concurrence de 200 000 francs. Ce premier remboursement s'effectue grâce à un mécanisme de solidarité professionnelle entre les banques formalisé dès 1980 et qui est utilisé également pour deux autres banques défaillantes à la même époque, les banques Gadic et Roy. Un arrêt de la Cour d'appel d'Aix-en-Provence du 31 janvier 1986 relève que le concordat est mené à bien et le dernier dividende est payé aux créanciers par les banquiers en décembre 1984. Un rapport de la Commission des finances de l'Assemblée nationale daté du 3 mars 1999, indique que dans la faillite de la Banque Phocéenne, due à des malversations, le taux de recouvrement des sommes évaporées atteint 70.6 %, pour un paiement total de 28 millions de francs.
Des procédures parallèles apparaissent dans cette affaire complexe :
Au mois de juillet 1983, des créanciers de la famille Bonnasse déposent devant le Tribunal administratif de Marseille « une requête à l'effet de demander réparation à l'État du préjudice qu'ils subissent et qu'ils imputent à une faute lourde qu'aurait commise la Commission de Contrôle des banques dans la surveillance de la Banque Phocéenne. » Le Tribunal administratif rejette par un jugement du 1er décembre 1988 l'argumentation des requérants.

La disparition accidentelle d'Henri et Hélène Bonnasse en 1984, peu de temps après l'homologation du concordat par le tribunal, donne lieu à un héritage en faveur de leur fils, Philippe Bonnasse : 

« Ayant constaté qu'une société en commandite simple et ses gérants commandités, mis en règlement judiciaire avec constitution d'une masse commune, avaient pris, postérieurement au vote du concordat, un engagement de paiement complémentaire en cas de retour à meilleure fortune et que c'est au vu de cet engagement dont il a été donné acte aux débiteurs que le tribunal avait homologué le concordat sans pour autant en modifier la teneur, c'est sans méconnaître la nature contractuelle du concordat non plus que la portée du jugement d'homologation qu'une cour d'appel a déclaré les commissaires à l'exécution du concordat recevables et fondés à poursuivre la mise en œuvre de cette clause. »

— Cour de cassation, Chambre commerciale, 1er mars 1988.
 Les créanciers décident alors de faire jouer la clause de retour à meilleure fortune. La mise en œuvre de cette clause par les mandataires Mes Astier et Dureuil désignés pour la mettre en application, provoque une controverse sur l'assiette des biens reçus en héritage (rapport d'expertise Bouet en 1993) et impacte les successions d'Henri, Philippe et Denis Bonnasse durant les 20 années suivantes. Le Bulletin officiel des annonces civiles et commerciales fournit encore entre 2009 et 2013 des avis de dépôts et des annonces sur cette faillite bancaire née en 1980,,. L'affaire tentaculaire trouve un dénouement en 2009, alors que tous les protagonistes principaux sont morts, avec la signature d'un protocole transactionnel,, homologué par un jugement du Tribunal de grande instance en 2011. Les conséquences financières de cette faillite à cause de laquelle l'État se retrouve ayant droit sur certains biens personnels des banquiers défaillants conduit à la vente, en 2013, du domaine de Bon Abri, 54, rue du Commandant Rolland à Marseille.

## Groupe LouisXIVsculpté par Charles Delanglade
Un exemple de la collaboration de Charles Delanglade avec Joseph Bonnasse II est toujours visible à Marseille, dans la vaste copropriété de La Rouvière, située dans le quartier du Cabot, au sud de la ville.
Le bassin central du parc est resté en l'état, incorporé au nouvel environnement urbain créé en 1962 sur l'emplacement de l'ancien domaine de la famille Bonnasse, à proximité du centre commercial des différents bâtiments de l'ensemble immobilier qui compte 2 200 logements et 8 000 habitants.
Ce bassin se trouve dans l'alignement du château qui existe toujours et qui a été divisé en lots de copropriété.
Charles Delanglade a sculpté en plâtre un ensemble composé de Deux enfants aux dauphins et d'un groupe central dit Groupe Louis XIV en 1911 pour le compte du banquier marseillais Joseph Bonnasse II, propriétaire du château de La Rouvière.
Le 5 février 1912 puis le 17 février 1914, deux contrats d'édition en fonte de cet ensemble sont conclus avec la Fonderie d'art du Val d'Osne aux conditions suivantes :
- Un droit d'édition est concédé par le sculpteur-statuaire à la fonderie durant vingt années,
- Un pourcentage sur chaque modèle métallique est reversé à l'artiste par la fonderie,
- L'édition peut être réalisée en bronze, fonte de fer, étain, plomb, zinc ou tout autre métal,
- Le modèle original en plâtre demeure dans les ateliers de la fonderie.

Joseph Bonnasse acquiert enfin la réalisation métallique à partir de juin 1912 et l'installe dans le bassin central de sa propriété.